# Deidesheim

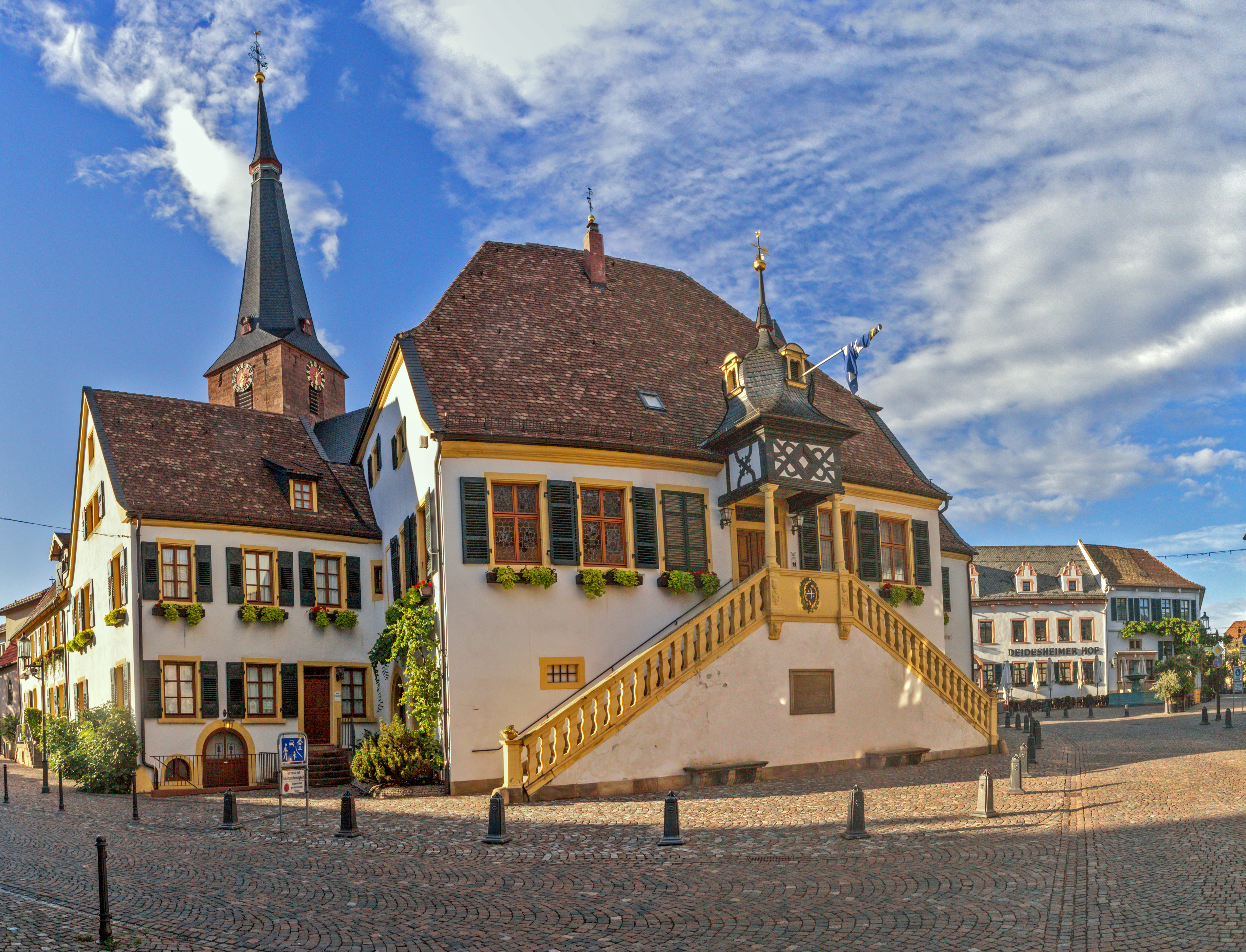
Das historische Rathaus, ein Wahrzeichen der Stadt. Im Hintergrund ist die Ulrichskirche, am rechten Bildrand der Marktplatz mit dem Andreasbrunnen, dem Deidesheimer Hof und dem Dienheimer Hof.

Deidesheim ist eine Landstadt und ein Luftkurort mit 3623 Einwohnern (31. Dezember 2024), der im rheinland-pfälzischen Landkreis Bad Dürkheim im Nordwesten der Metropolregion Rhein-Neckar liegt. Seit dem 1. Januar 1973 gehört die Stadt der Verbandsgemeinde Deidesheim an, deren Verwaltungssitz sie auch ist.
Der Ort entstand vermutlich im 9. oder 10. Jahrhundert als Tochtersiedlung der Nachbargemeinde Niederkirchen, und mit dem Bau der fürstbischöflich-speyerischen Burg als Amtssitz übertraf Deidesheim das ältere Niederkirchen bald an Bedeutung. Im Jahr 1395 bekam Deidesheim vom böhmischen und römisch-deutschen König Wenzel die Stadtrechte verliehen und gilt seither – mit Ausnahme der Jahre 1819 bis 1838 – als Stadt.
Seit 770 wird dort nachweislich Weinbau betrieben. Zu Anfang des 19. Jahrhunderts war Deidesheim der erste Ort der Pfalz, dessen Weingüter damit begannen, Qualitätsweinbau zu betreiben. Heute ist Deidesheim eine der größten Weinbaugemeinden des Weinbaugebiets Pfalz; der Weinbau ist neben dem Tourismus ihr wichtigster Wirtschaftsfaktor.

## Geographie

### Lage

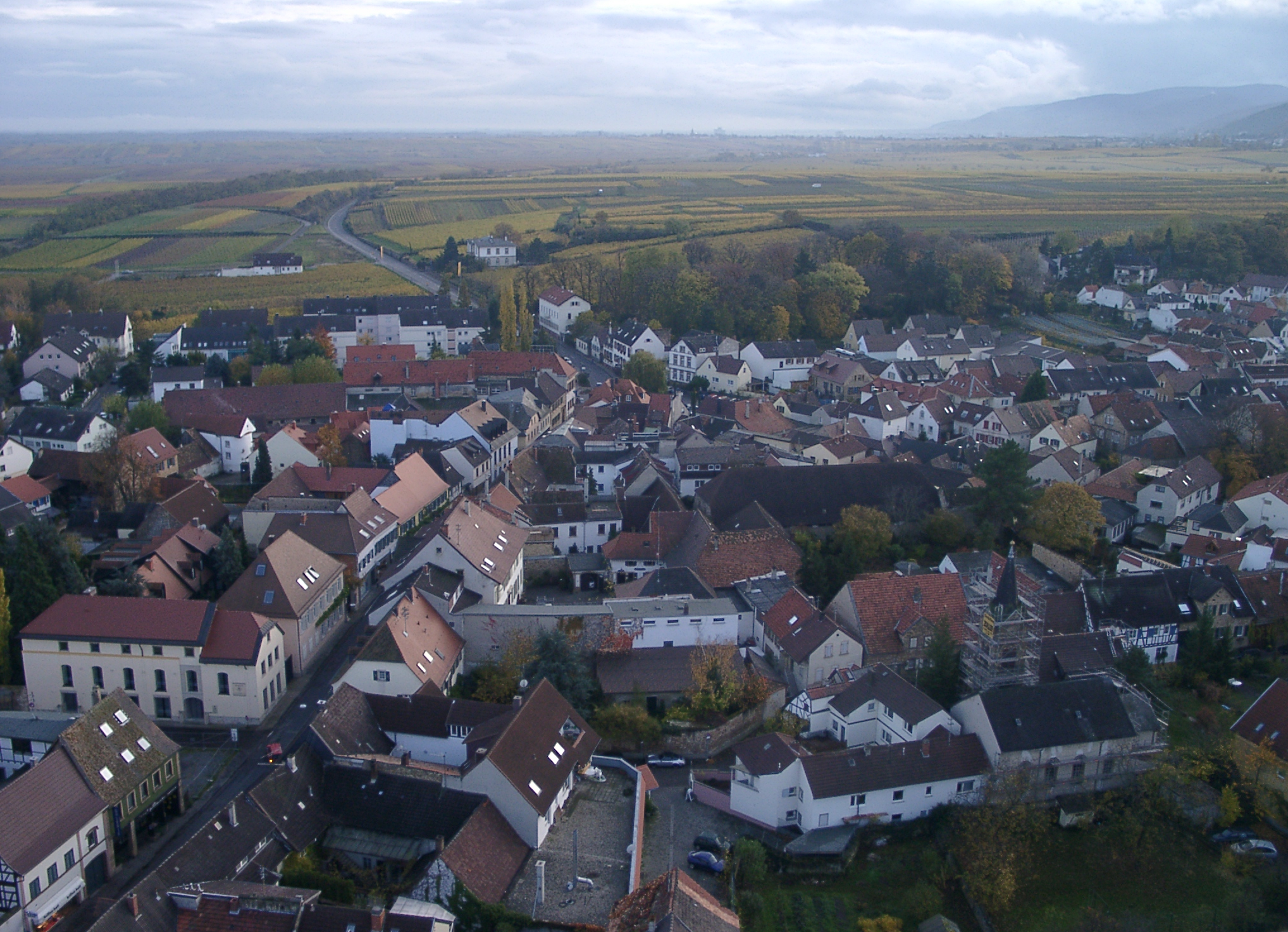
Südlicher Ortsteil, dahinter die Rebenlandschaft des Weinbaugebiets Pfalz mit der Deutschen Weinstraße, am rechten oberen Bildrand die Haardt

Deidesheim liegt in der Pfalz im Bereich des Haardtrands, etwa einen halben Kilometer östlich der Haardt, auf einer Höhe von 120 m ü. NHN. Der Ort befindet sich im Nordwesten der Metropolregion Rhein-Neckar inmitten des Weinbaugebiets der Pfalz und wird von der Deutschen Weinstraße durchzogen. Folgende Städte und Gemeinden grenzen an Deidesheim:
|                                                                                              | Wachenheim an der Weinstraße (3,5 km) Forst an der Weinstraße (2 km) | Friedelsheim (5 km) Rödersheim-Gronau (6 km)                  |
|                                                                                              | Kompassrose, die auf Nachbargemeinden zeigt                          | Niederkirchen bei Deidesheim (2 km) Meckenheim (Pfalz) (4 km) |
| Lindenberg (Pfalz) (7 km) Neidenfels (10,5 km) Frankeneck (11 km) Lambrecht (Pfalz) (9,5 km) | Neustadt an der Weinstraße (7,5 km)                                  | Ruppertsberg (1 km)                                           |

Entfernungen – Luftlinie von Ortszentrum zu Ortszentrum – sind auf den halben Kilometer gerundet.

### Flächenaufteilung
Das 2654 ha große Areal des zur Stadt gehörenden Gebietes erstreckt sich über die drei morphologischen und landschaftsökologischen Einheiten Pfälzerwald, Hügelzone des Haardtrands und Rheinniederung.
Mit 1784 ha bedeckt Wald den größten Teil der Gemarkung. Deidesheim, zu dem bis 1819 das benachbarte Niederkirchen zählte, besaß ursprünglich eine Waldfläche mit einer Ausdehnung von etwa 12.000 Morgen (circa 3.000 ha). Das Areal wurde im Osten vom Haardtrand – von Forst – Deidesheim bis Gimmeldingen – Neustadter Tal reichend –, im Süden vom Hambacher Geraidewald, im Westen von der Frankenweide und im Norden vom Wachenheimer Wald begrenzt. Es umfasste auch die Gemarkungen der Gemeinden Lambrecht und Lindenberg.
Auf den landwirtschaftlich genutzten Flächen, dem mit 626 ha zweitgrößten Teil der Gemarkung, befinden sich zum einen Weinberge, die vor allem westlich und nördlich der Stadt in der Vorhügelzone vor der Haardt liegen, teilweise aber auch bis in die Ebene hineinreichen. Östlich der Stadt sind vor allem Wiesen vorherrschend.
| Aufteilung der Gemarkungsfläche | Aufteilung der Gemarkungsfläche | Aufteilung der Gemarkungsfläche | Aufteilung der Gemarkungsfläche | Aufteilung der Gemarkungsfläche |
| ------------------------------- | ------------------------------- | ------------------------------- | ------------------------------- | ------------------------------- |
|                                 |                                 |                                 |                                 |                                 |
| Wald                            | Wald                            |                                 | 1784 ha (67,2 %)                | 1784 ha (67,2 %)                |
| Landwirtschaft                  | Landwirtschaft                  |                                 | 626 ha (23,6 %)                 | 626 ha (23,6 %)                 |
| Verkehrsfläche                  | Verkehrsfläche                  |                                 | 107 ha (4,0 %)                  | 107 ha (4,0 %)                  |
| Siedlungsfläche                 | Siedlungsfläche                 |                                 | 95 ha (3,6 %)                   | 95 ha (3,6 %)                   |
| Wasser                          | Wasser                          |                                 | 15 ha (0,6 %)                   | 15 ha (0,6 %)                   |
| Sonstige Nutzung                | Sonstige Nutzung                |                                 | 27 ha (1,0 %)                   | 27 ha (1,0 %)                   |
|                                 |                                 |                                 |                                 |                                 |

Nach Daten des Statistischen Landesamtes, Stand 31. Dezember 2016.

### Erhebungen

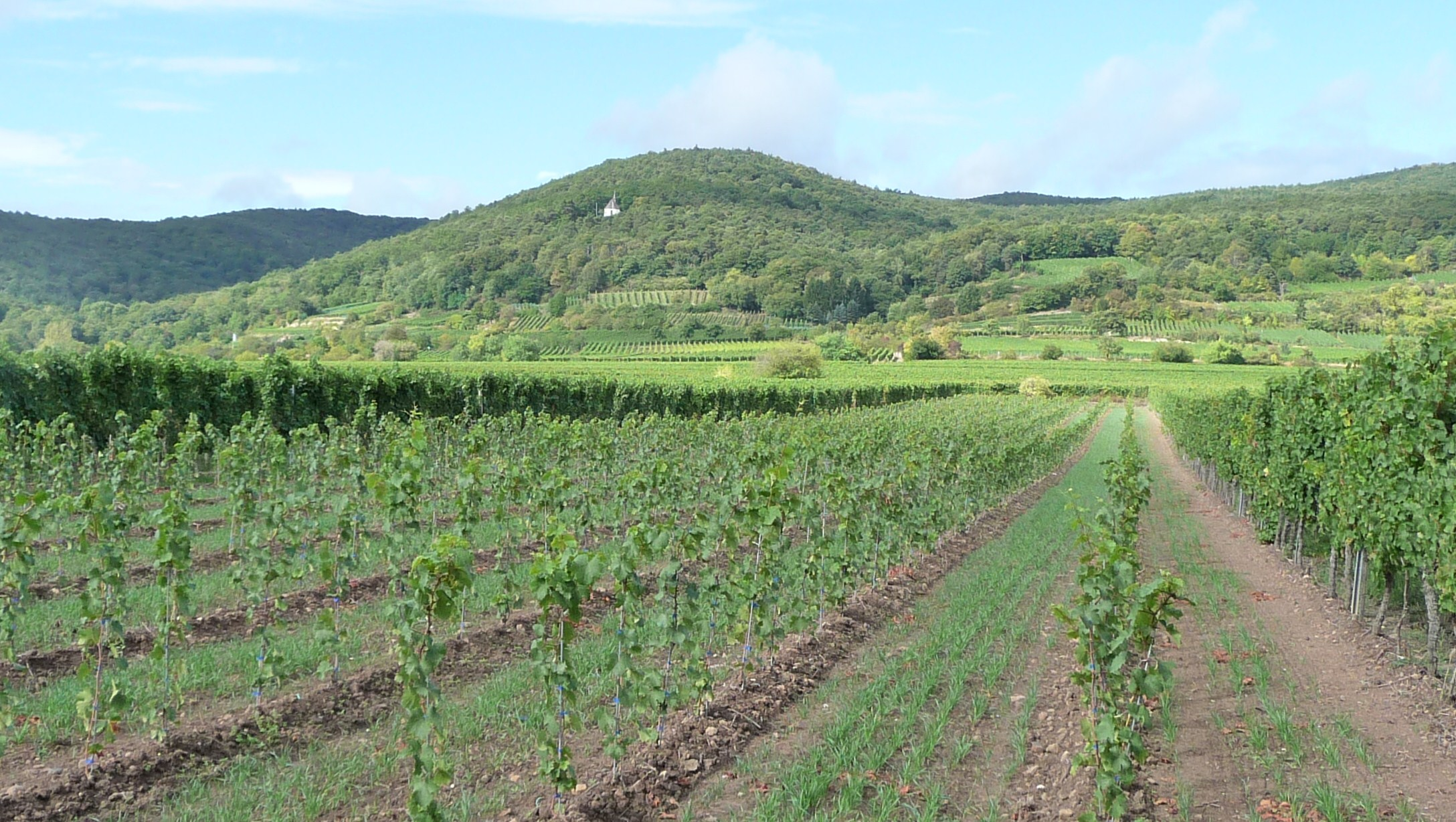
Kirchberg, auf der Hangnase die Michaelskapelle

Die höchsten Erhebungen sind Berge des Pfälzerwalds im Westen der Gemarkung: Der Hintere Stoppelkopf (566 m), der Vordere Langenberg (545 m), der Hermannskopf (531 m), der Mittlere Stoppelkopf (518 m) und der Eckkopf (516 m) mit dem Eckkopfturm. Zu den Bergen mit weniger als 500 Höhenmetern zählen der Kreuzberg (492 m) und der Eichelberg (491 m), beide finden sich im äußersten Südwesten der Gemarkung, an der Grenze zu Lambrecht; ferner der Mittelberg (480 m) und das Saulochköpfchen (477 m). Näher am Ort, am Ostkamm der Haardt, befinden sich der Kirchberg (344 m) – auf seiner Kuppe befinden sich die Heidenlöcher und auf seinem Hang steht die Michaelskapelle – sowie der Waldberg (343 m) mit dem Turnerehrenmal.

### Gewässer

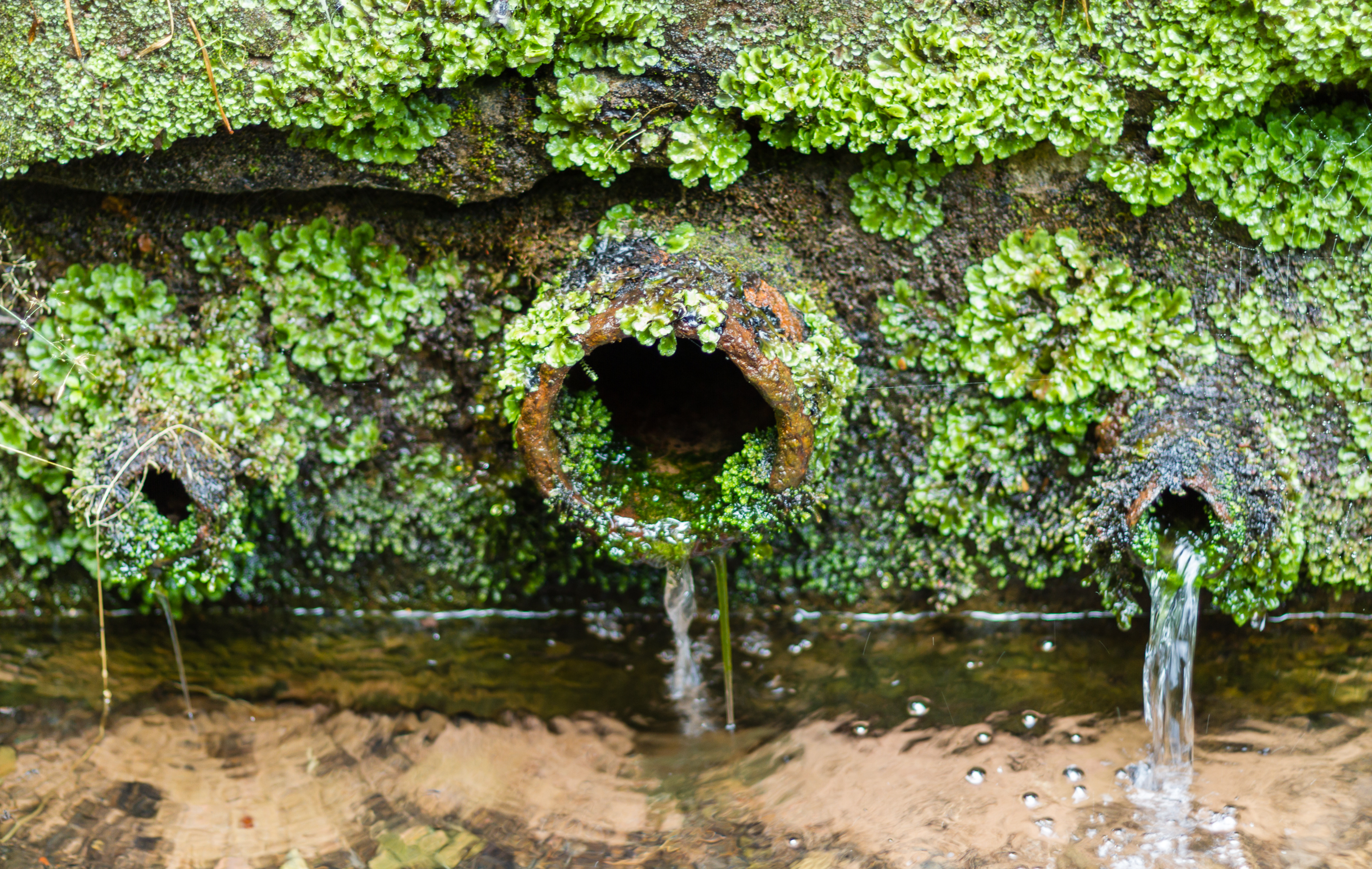
Weinbachspring

Am südöstlichen Rand des Siedlungsgebiets entspringt die in West-Ost-Richtung verlaufende Marlach. Sie mündet östlich von Dannstadt-Schauernheim in den Floßbach. Seinen Ursprung im Martental des Pfälzerwaldes – auf der Gemarkung Deidesheims – hat der Weinbach, dessen Quelle, die Weinbachspring, gefasst ist. Der Weinbach nimmt etwa 400 m östlich seiner Quelle Wasser vom Grimmeisenbrunnen auf. Er fließt in West-Ost-Richtung durch die Bebauung und mündet östlich von Niederkirchen bei Deidesheim in die Marlach. Östlich von Deidesheim hat der Alte Weinbach seinen Ursprung; der östlich des Eckkopfs entspringende Moosbach ist ein Zufluss davon. Durch den Osten der Gemarkung fließt der Stechgraben, der in Forst seinen Ursprung hat und in Dannstadt-Schauernheim in die Marlach mündet.
Der Mußbach, der auf der Waldgemarkung von Wachenheim an der Weinstraße entspringt, fließt ein Stück durch Deidesheimer Gemarkung; er nimmt in diesem Bereich von links den 700 m langen Bach vom Schnokebrunnen auf. Er durchquert das Benjental und an der Grenze zu Neustadt an der Weinstraße passiert er das Alte Jagdhaus Looganlage. Östlich des gleichnamigen Ortes Mußbach mündet er in den Rehbach. Im äußersten Westen der Gemarkung entspringen der zunächst nach Osten fließende Schlangentalbach, der kurz nach einer Änderung der Fließrichtung nach Süden die Grenze zu Lindenberg überschreitet und dort von links in den Speyerbach mündet, sowie der in Nord-Süd-Richtung fließende Luhrbach, der in der Stadtmitte von Lambrecht ebenfalls in den Speyerbach mündet.

### Klima

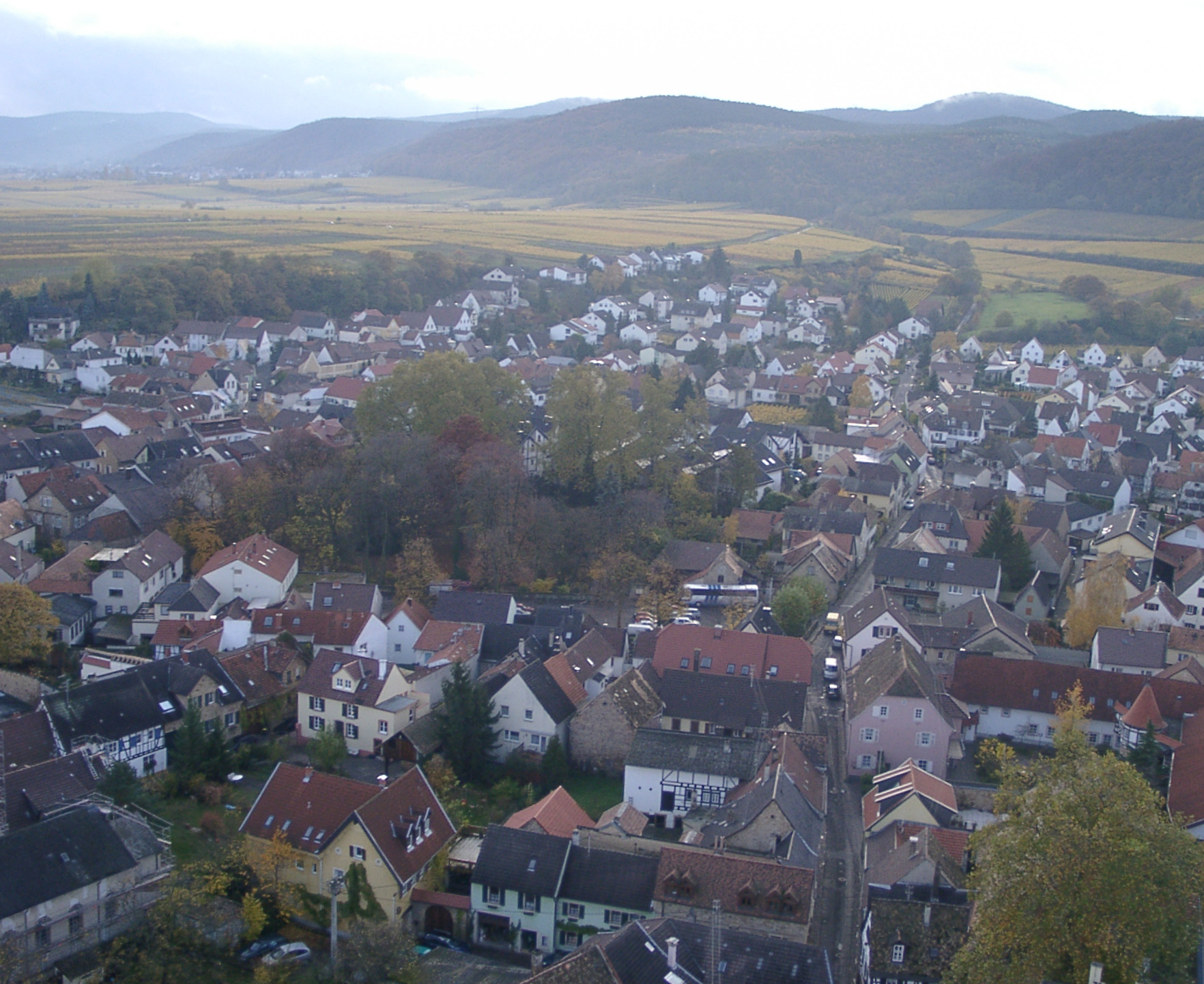
Der Pfälzerwald erhebt sich westlich der Stadt.

Makroklimatisch wird Deidesheim vom Relief der Umgegend mitgeprägt: Die Regengebiete, die von Westen und Südwesten heranziehen, müssen wegen des westlich vorgelagerten Pfälzerwaldes aufsteigen und sich dabei abregnen. Danach fällt die trocken gewordene Luft östlich des Pfälzerwaldes wieder herab, wo sie sich erwärmen kann. Aufgrund dessen ist im Lee des Pfälzerwaldes die Niederschlagsmenge recht gering, die Sonnenscheindauer dagegen relativ hoch. Die Zahl der Sommertage übersteigt mit 40 bis 50 den Bundesdurchschnitt deutlich.
Lokalklimatisch gesehen ist die Stadt Teil der klimatisch begünstigten Vorhügelzone der Weinstraße. Mit einer mittleren Höhenlage von 235 m ü. NHN am Waldrand reicht das Gelände der Deidesheimer Umgegend bis etwa 130 m ü. NHN zum unteren Mittelhangsbereich der Vorhügelzone herab. Die Ausläufer des Martentals und des Sensentals sowie nordwestlich von Deidesheim des Einsteltals bilden Abflussbahnen für die von der Haardt kommenden Kaltluftströme. Daneben haben kleine Mulden und Dellen, in denen sich Kaltluft sammeln kann, lokalklimatische Wirkung.
Die klimatischen Verhältnisse in Deidesheim haben beinahe mediterrane Züge, was sich durch das Reifen von Feigen, Mandeln und Bitterorangen in der Gegend zeigt; davon profitieren insbesondere wärmeliebende Kulturpflanzen wie die Weinrebe. Dies begünstigt den hier in großem Stil betriebenen Weinbau: Durch die lange Vegetationsperiode kann der Wein voll ausreifen, und Frostschäden sind selten. Dort ausgebaute Weine können eine hohe Qualität erreichen.
Die mittlere Jahrestemperatur beträgt 10,9 °C; im Juli beträgt die mittlere Temperatur 20,1 °C, im Januar 1,9 °C. Die höchsten Temperaturen und die meisten Niederschläge gibt es in den Sommermonaten, wobei die Niederschläge oft bei Gewittern niedergehen und lange trockene Phasen im Sommer nicht selten sind.
|                        | Jan  | Feb  | Mär  | Apr  | Mai  | Jun  | Jul  | Aug  | Sep  | Okt  | Nov | Dez |   |      |
| Mittl. Temperatur (°C) | 1,9  | 2,7  | 6,1  | 10,4 | 14,6 | 18,3 | 20,1 | 19,7 | 15,8 | 11,2 | 6,3 | 3   | ⌀ | 10,9 |
| Mittl. Tagesmax. (°C)  | 4,5  | 6    | 10,3 | 15,1 | 18,9 | 22,6 | 24,5 | 24,1 | 20   | 14,9 | 9   | 5,3 | ⌀ | 14,6 |
| Mittl. Tagesmin. (°C)  | −0,6 | −0,4 | 1,9  | 5,4  | 9,9  | 13,4 | 15,5 | 15,1 | 11,7 | 7,8  | 3,6 | 0,6 | ⌀ | 7    |
|                        |      |      |      |      |      |      |      |      |      |      |     |     |   |      |
| Niederschlag (mm)      | 58   | 51   | 57   | 53   | 73   | 68   | 73   | 63   | 62   | 64   | 66  | 70  | Σ | 758  |

| −0,6 |

| −0,4 |

| 1,9 |

| 5,4 |

| 9,9 |

| 13,4 |

| 15,5 |

| 15,1 |

| 11,7 |

| 7,8 |

| 3,6 |

| 0,6 |

| −0,6 |

| −0,4 |

| 1,9 |

| 5,4 |

| 9,9 |

| 13,4 |

| 15,5 |

| 15,1 |

| 11,7 |

| 7,8 |

| 3,6 |

| 0,6 |

| N i e d e r s c h l a g | 58  | 51  | 57  | 53  | 73  | 68  | 73  | 63  | 62  | 64  | 66  | 70  |
|                         | Jan | Feb | Mär | Apr | Mai | Jun | Jul | Aug | Sep | Okt | Nov | Dez |

### Geologie

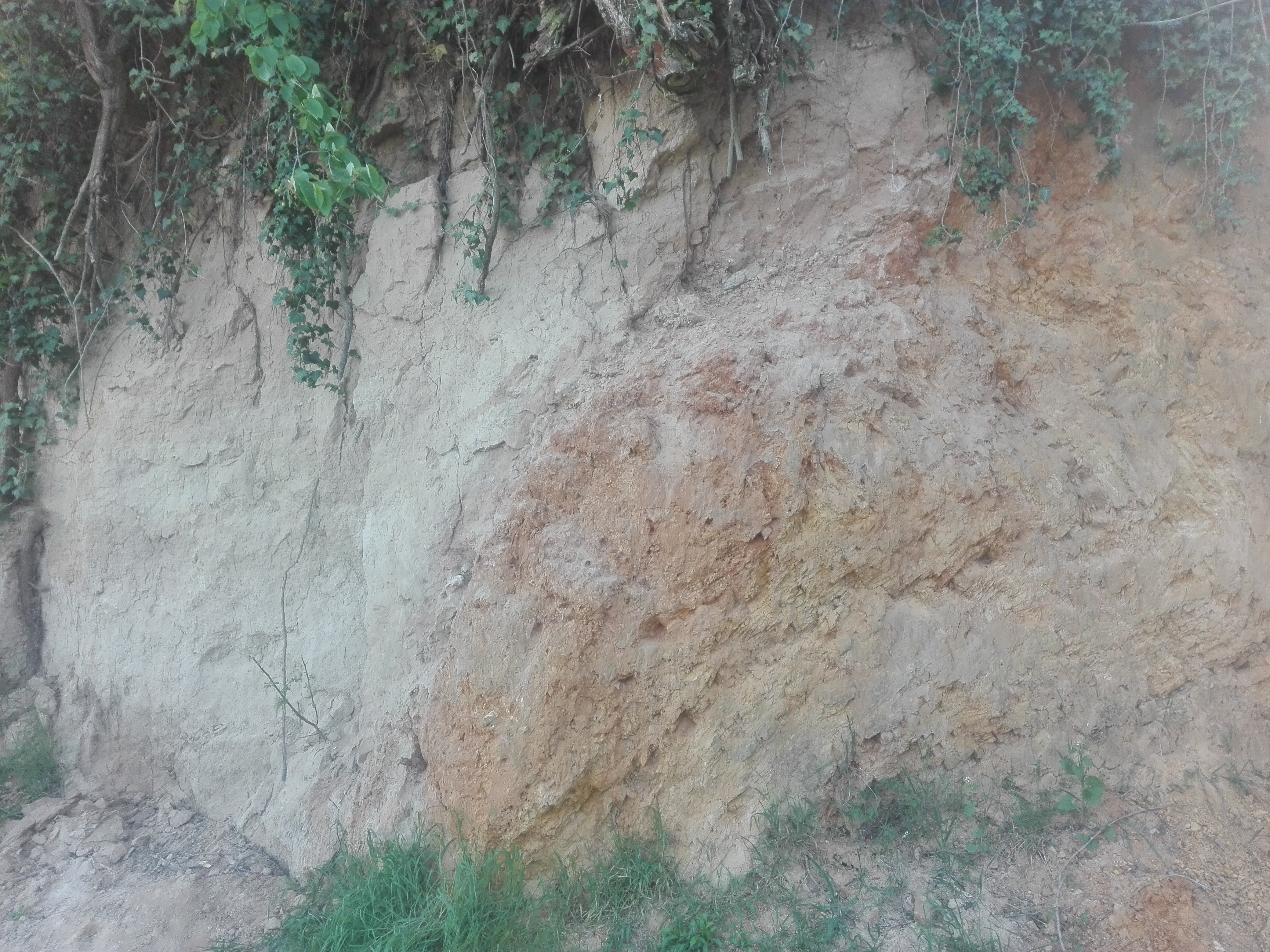
Rheingrabenrand-Verwerfung beim Geotop

Ein bedeutendes Ereignis in der Landschaftsentwicklung bei Deidesheim und der ganzen Vorderpfalz war der Einbruch des Oberrheingrabens gegenüber der Haardt, der im Alttertiär vor etwa 65 Millionen Jahren einsetzte und bis heute andauert. Während der Eiszeiten kam es zu allmählichen Abgleitbewegungen der Hänge und zur Abschleifung durch den Wind; ferner wurde die Fläche vor dem Haardtgebirge von Bächen zerschnitten, die im Pfälzerwald entspringen. Diese Umformungen des ursprünglichen Oberflächenreliefs resultierten in der Ausbildung einer Schwemmfächerebene mit Aufschüttungs- und Abtragungsterrassen. In trockenkalten Phasen bildeten sich in der Umgebung durch Windeinflüsse Lössschichten: Die vorherrschenden Ostwinde wehten kalkhaltigen Sand und Staub aus dem Rhein, der damals häufig kein Wasser führte. Die Winde wurde von der Gebirgsmauer der Haardt abgebremst, so dass sich Löss dort an Verwerfungen sowie im Lee von Kleinmulden ansammelte; bei Deidesheim sind diese Ablagerungen bis zu acht Meter hoch.
Beim Geotop Rheingrabenrandstörung am Hahnenbühl nordwestlich der Stadt kann man anhand der Anordnung der Gesteinsschichten das Absinken des Oberrheingrabens gut erkennen. Er wurde in die Liste der Nationalen Geotope aufgenommen.
Westlich und nordwestlich von Deidesheim stellt der im mittleren Pfälzerwald vorherrschende Voltziensandstein aus der Trias neben den Rehberg-Schichten die älteste stratigraphische Einheit auf der Gemarkung dar. Im Südwesten der Stadt sind pleistozäne Ablagerungen zu finden; sie entstanden vor etwa 1,5 Millionen Jahren. Im Norden ist sie von einem Band pliozäner Ablagerungen umgeben, die sich vor etwa drei Millionen Jahren gebildet haben. Im Osten befinden sich mit holozänen Ablagerungen die jüngsten stratigraphischen Einheiten. Mit Fremdmaterial wie Basalt, Ziegeln und Stallmist hat der Mensch den natürlichen Aufbau der Böden verändert. Die wichtigsten Bodentypen bei Deidesheim sind unterschiedliche Rigosole, Rendzina, Parabraunerde und kalkhaltige Terra-fusca.

## Geschichte

### Ortsname

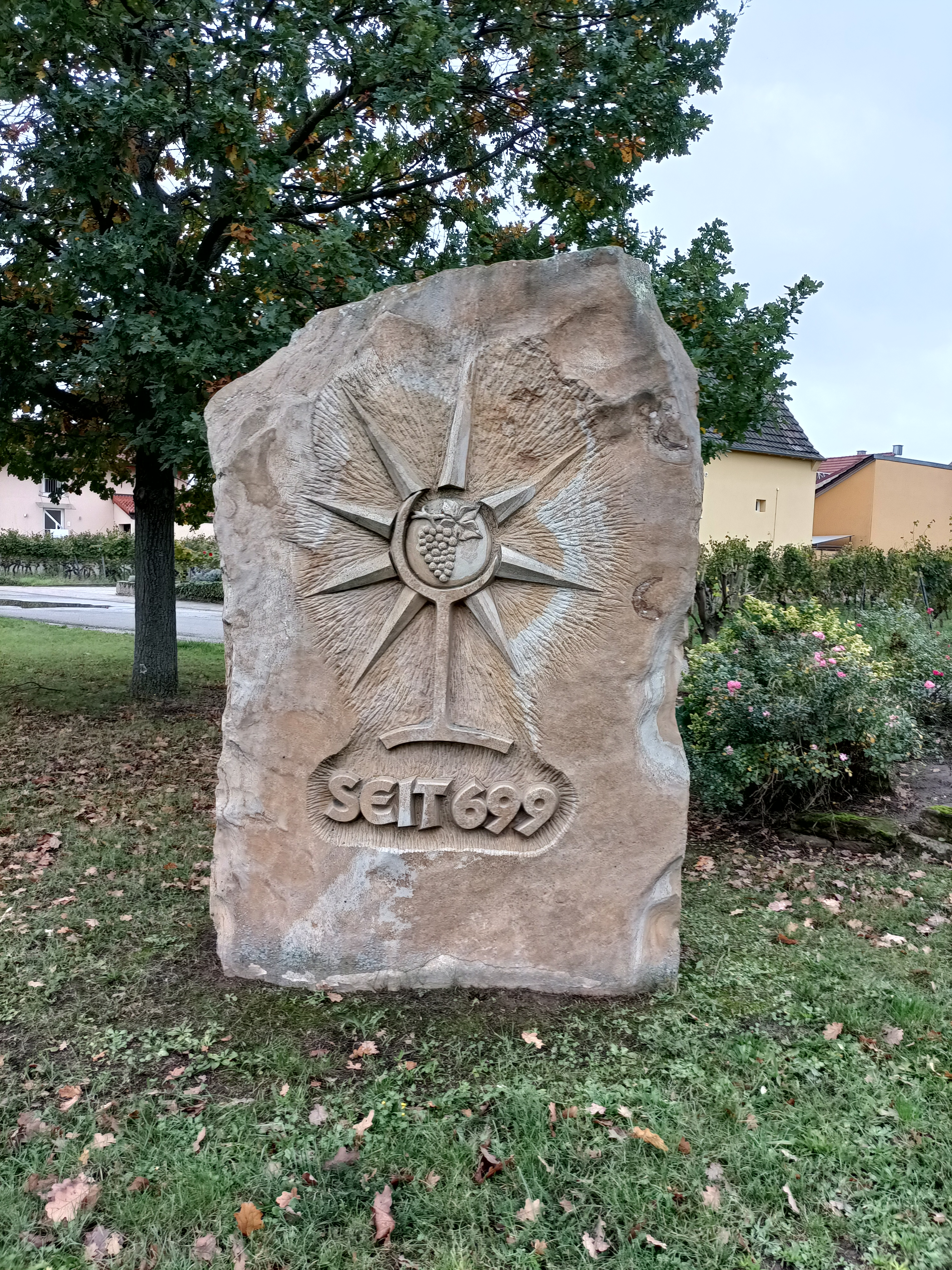
Der Stein mit dem Relief der Jahreszahl 699 als Hinweis auf die Erstnennung des Ortsnamens steht nicht in Deidesheim, sondern in Niederkirchen.

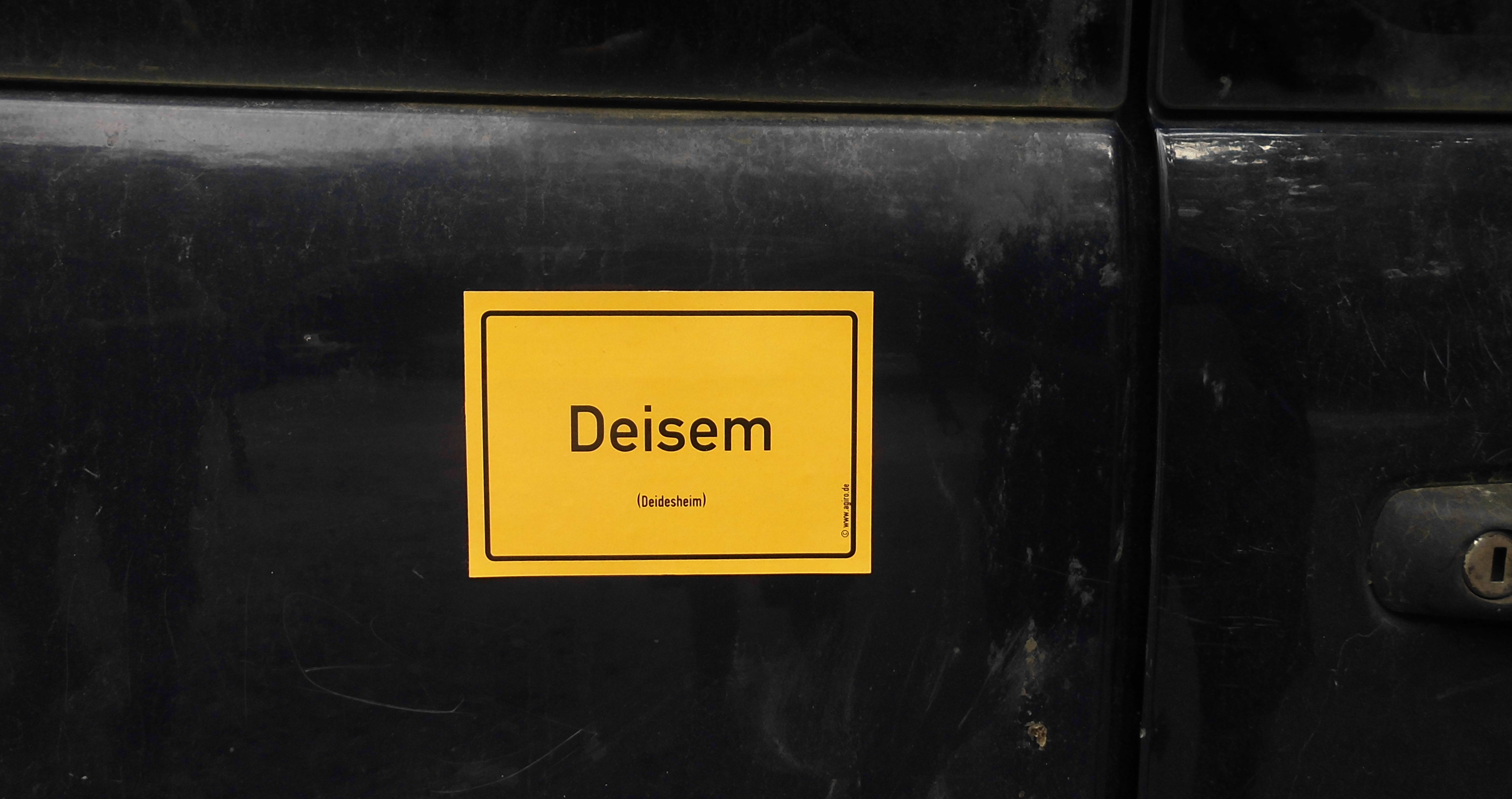
Ein einem Ortsschild nachempfundener Aufkleber auf einem Auto mit der pfälzischen Ortsbezeichnung als Bekenntnis zu Deidesheim

Die frühesten Erwähnungen des Ortsnamens befinden sich in Urkunden des Klosters Weißenburg (699), des Klosters Fulda (770) und des Klosters Lorsch (770/71 bis um 800). Sie beziehen sich auf das benachbarte Niederkirchen bei Deidesheim, die Muttergemeinde Deidesheims. Man geht heute davon aus, dass der Ortsname aus fränkischer Zeit stammt. In der Gegend um Deidesheim gab es zahlreiche fränkische Ortsgründungen, welche heute die Endung -heim aufweisen. Der Ortsname bezieht sich möglicherweise auf Theodin, der Niederkirchen gegründet haben soll. Der Name „Didinnischaime“ aus der Urkunde von 699 steht dieser Erklärung zufolge für Heim des Theodin (Dîdîn).
Die erste nachweisliche Unterscheidung zwischen Niederdeidesheim, dem heutigen Niederkirchen, und Oberdeidesheim, dem heutigen Deidesheim, gab es erst im 13. und 14. Jahrhundert. Nachdem zu Anfang des 14. Jahrhunderts eine Kirche in Deidesheim errichtet worden war, nannte man die Kirche der Muttergemeinde Untere Kirche oder Niedere Kirche, während das Deidesheimer Gotteshaus als Obere Kirche bezeichnet wurde. Auf diese Weise entstand der Name Niederkirchen für die Muttergemeinde, und der Name Deidesheim war zum Ende des Mittelalters von Niederkirchen auf die Tochtergemeinde, das heutige Deidesheim, übergegangen.
Im örtlichen Dialekt – auf pfälzisch – heißt die Stadt „Deisem“.

### Mittelalter und frühe Neuzeit

#### Entstehung
Deidesheim entstand wahrscheinlich im 9. oder 10. Jahrhundert als Tochtersiedlung neben Niederkirchen auf dessen Gemarkung. Die einzelnen Siedlungen verselbständigten sich mit dem Bau der fürstbischöflichen Burg in Deidesheim, auf die es im Jahr 1292 den ersten Hinweis gab. Deidesheim übertraf das ältere Niederkirchen aufgrund seiner günstigen Lage an einer Straße und der Errichtung der Burg bald an Bedeutung; eine solche Schwerpunktverlagerung infolge des Baus einer Burg oder Befestigung ist nicht ungewöhnlich und gibt es zum Beispiel auch bei Bad Kreuznach und Ingelheim am Rhein.

#### Zugehörigkeit zum Hochstift Speyer
Deidesheim war im frühen Mittelalter im Wesentlichen im Besitz des begüterten Erimbert, der durch eine Schenkung für die erste urkundliche Erwähnung Deidesheims sorgte, und dessen Sippe. In den Jahren 1057 und 1086 schenkte Heinrich IV. Teile Deidesheims dem St.-Emmeram- und dem St.-Martins-Altar des Speyerer Doms, sowie dem Stift St. Guido (Speyer). Durch Schenkungen von Johannes I. um das Jahr 1100 kam Deidesheim endgültig in den Besitz des Hochstifts Speyer. Die Schenkungsurkunde ist nicht erhalten geblieben, doch in Philipp Simonis’ Werk Historische Beschreibung aller Bischoffen zu Speyr lassen sich Einzelheiten nachlesen; die Richtigkeit dieser Angaben ist jedoch umstritten. Das Kloster Otterberg war im Ort umfangreich begütert und unterhielt dort einen eigenen Wirtschaftshof.

#### Stadtwerdung

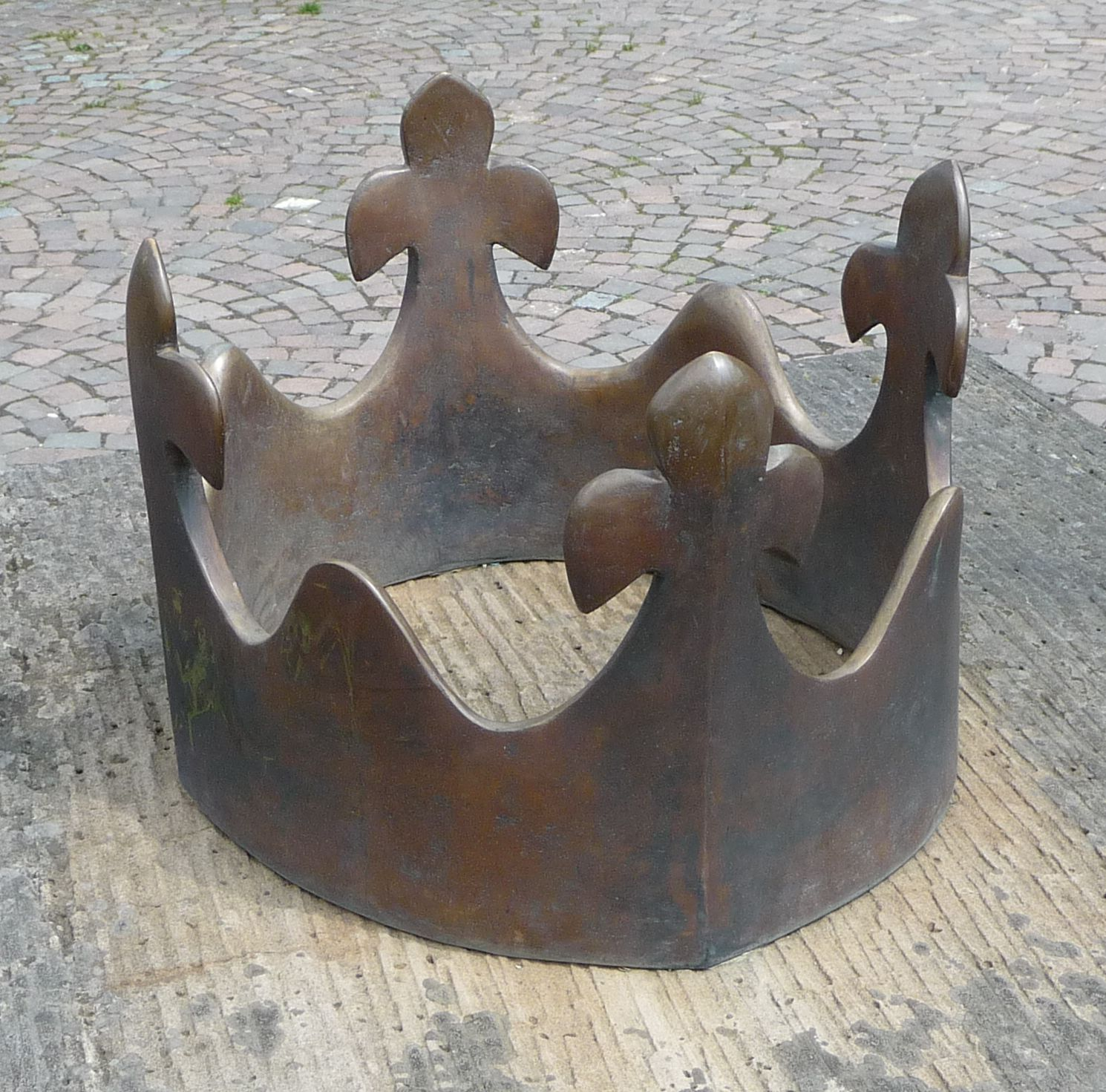
Die Krone am Geschichts- und Brauchtumsbrunnen verweist auf König Wenzel.

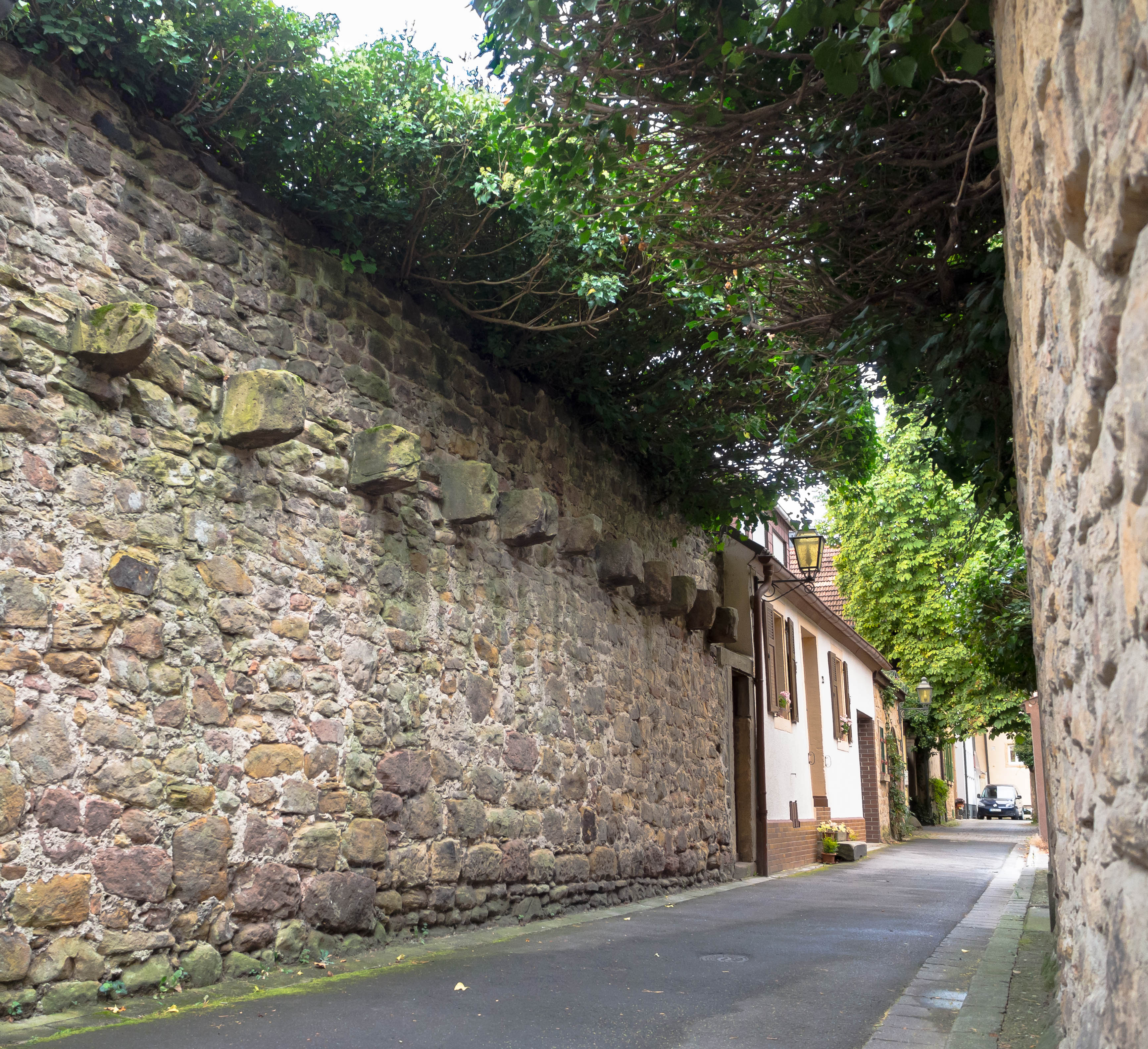
Reste der Stadtmauer in der Spitalgasse

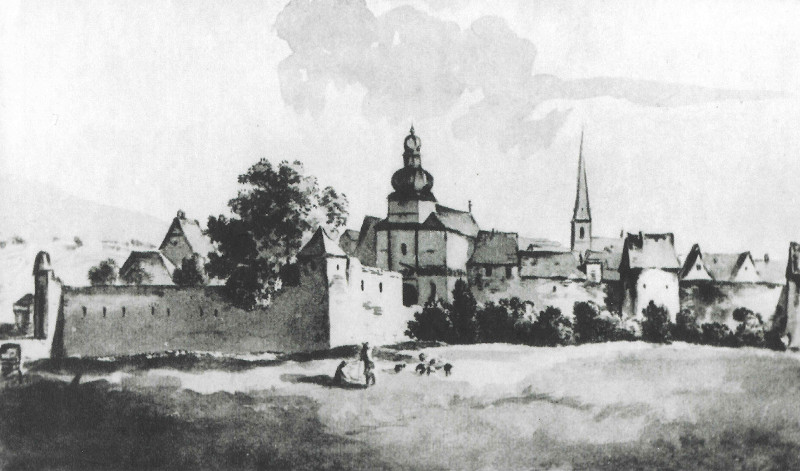
Das 1731 nochmals in barocker Form aufgebaute südliche Tor der Stadtbefestigung mit Vortor und Zwinger. Zeichnung von Ferdinand Kobell (1783)

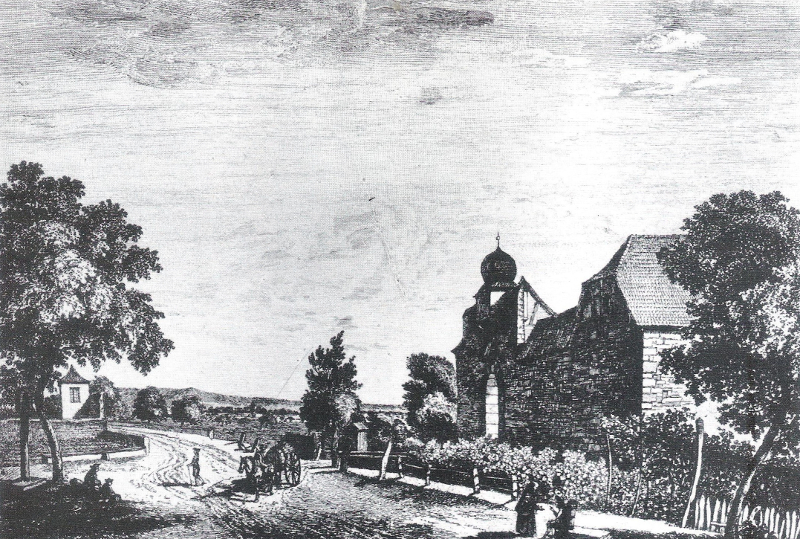
Das nördliche Stadttor, das Wormser Tor. Radierung von H. Thierry (1796)

Wie Aufzeichnungen des Speyerer Hochstifts belegen, entwickelte sich Deidesheim schnell zu einem wirtschaftlich bedeutenden Ort, wozu die Niederlassung finanzkräftiger Juden beitrug, die bis zu den Pogromen während der Pestzeit um 1349 eine eigene Gemeinde in Deidesheim hatten. Ein Zeugnis für die Finanzkraft der Stadt ist die Tatsache, dass sie von 1430 bis 1439 und von 1465 bis 1472 vom Speyerer Bischof verpfändet wurde, weil dieser große Geldbeträge aufbringen musste. Seit etwa 1300 war die Stadt Sitz des Amts Deidesheim, des nordwestlichen Teils des Hochstifts Speyer. Dieser Entwicklung entsprechend entstand damals der Wunsch der Einwohner, dem wirtschaftlich florierenden Ort größeren Schutz vor Angriffen zu bieten, dem schließlich vom Speyerer Bischof Gerhard von Ehrenberg durch die Vergabe der Befestigungsrechte im Jahr 1360 entsprochen wurde; damals wurde mit dem Bau der Stadtbefestigung bereits das Ziel angestrebt, Deidesheim zur Stadt zu machen, um einen Zentralort im nördlichen Teil des Speyerer Hochstifts zu schaffen.
Es dauerte jedoch 35 Jahre, bis Deidesheim die Stadtrechte gewährt wurden: Dies geschah auf Initiative des Speyerer Bischofs Nikolaus von Wiesbaden, dem am Valentinstag (14. Februar) des Jahres 1395 – neben der Bestätigung seiner Besitzungen und Rechte in Deidesheim – vom böhmischen und römisch-deutschen König Wenzel die für Deidesheim erbetenen Stadtrechte förmlich verliehen wurden. Wurde durch diese Stadtwerdung vor allem der Speyerer Bischof begünstigt, so bewirkte diese ebenso für die Stadtbewohner Positives: Im Unterschied zu den Dörfern der Umgegend wurde auf deren Leibeigenschaft faktisch verzichtet; diese trat erst bei einem Wegzug wieder in Kraft. Außerdem war das Ausmaß der Frondienste, die zu leisten waren, beschränkt. Diese Privilegierung galt bis in das 18. Jahrhundert hinein, als die Einwohner des Speyerer Hochstifts rechtlich gleichgestellt wurden.

#### Kriegszeiten und Folgen
Ein weiterer Aspekt der Stadtwerdung war die Tatsache, dass die Befestigung, welche die Stadt in Kriegszeiten zwar nur bedingt schützen konnte, im Alltag Schutz gegen umherziehendes Gesindel bot. In den Jahren 1396, 1460, 1525 (Deutscher Bauernkrieg) und 1552 beim Rückzug des Albrecht Alcibiades in das Hochstift Speyer erlitt Deidesheim infolge von Kriegshandlungen nennenswerte Schäden. Auch während des Dreißigjährigen Krieges blieb die Stadt nicht verschont: 1621 wurde sie von protestantischen Truppen unter Peter Ernst II. von Mansfeld eingenommen und ausgeplündert; 1631 wurde sie wieder von protestantischen Truppen erobert, als der Schwedenkönig Gustav II. Adolf mit seinen Truppen in der Pfalz einfiel, und sie wurde schließlich ein weiteres Mal 1639 von protestantischen Truppen eingenommen und geplündert. Im Pfälzischen Erbfolgekrieg wurde Deidesheim 1689 von französischen und 1693 von deutschen Truppen erobert, dabei teilweise geplündert und niedergebrannt; am schlimmsten traf es die Stadt 1689, als sie am 6. September von französischen Truppen unter Ezéchiel de Mélac beinahe vollständig niedergebrannt wurde und danach zu großen Teilen von Grund auf neu aufgebaut werden musste.
Die zahlreichen Kriege verhinderten, dass Deidesheim im Spätmittelalter eine noch positivere Entwicklung nehmen konnte; dennoch kann die Stadt unter allen Städtegründungen der Speyerer Bischöfe als die erfolgreichste gesehen werden, wozu der Umstand beitrug, dass aufgrund der Klimagunst der örtliche Wein wegen seiner Qualität geschätzt war, weswegen viele Adlige in Deidesheim waren, die für die Entwicklung der Stadt Impulse gaben; dazu gehörten unter anderem die von Bach, die Leyser von Lambsheim, die Schliederer von Lachen und die von Böhl.
Gegen Ende des Heiligen Römischen Reiches und der Herrschaft der Speyerer Bischöfe in Deidesheim konnte die Stadt schließlich administrativ und wirtschaftlich ein zentraler Ort im nördlichen Teil des Speyerer Hochstifts werden, wie es schon im 14. Jahrhundert beabsichtigt war; dies hing jedoch damit zusammen, dass das Gebiet des Speyerer Hochstifts seit damals etwas zusammengeschrumpft war.

### Französische Revolution

#### Verlust der städtischen Vorrechte
Während des 18. Jahrhunderts wuchs die Bevölkerung stark, so dass die Stadtmauer allmählich zu klein wurde; weil sie deswegen ihre Schutzfunktion nicht mehr richtig erfüllen konnte und nicht in Stand gehalten wurde, begann sie langsam zu verfallen. Ebenfalls im 18. Jahrhundert beschnitten die Speyerer Bischöfe die städtischen Rechte der Deidesheimer, welche diese mit der Verleihung der Stadtrechte Ende des 14. Jahrhunderts erworben hatten, wozu der faktische Verzicht ihrer Leibeigenschaft, das Recht auf Freizügigkeit und die Beschränkung der Frondienste zählte. Dies führte zu zahlreichen Beschwerden bei der bischöflichen Regierung des Hochstifts; zum wiederholten Male – unter dem Eindruck der revolutionären Vorgänge in Frankreich – 1789, zusammen mit Bruchsal, das ebenfalls zum Hochstift gehörte. Der Bischof Speyers, August von Limburg-Stirum, äußerte daraufhin gegenüber dem römisch-deutschen Kaiser Joseph II. die Befürchtung von revolutionären Unruhen und forderte diesen auf, gegen revoltierende Untertanen vorzugehen. Tatsächlich hielt Joseph II. mittels einer Nachricht, die per Eilboten verschickt wurde, die Deidesheimer und Bruchsaler dazu an, das Ergebnis ihrer Petition in Ruhe abzuwarten. Nach dem Tod Josephs im Februar 1790 nutzte August von Limburg-Stirum das entstandene Machtvakuum, um alle Forderungen abzulehnen. Erst dessen Nachfolger, Philipp Franz Wilderich Nepomuk von Walderdorf, der letzte Fürstbischof Speyers, befreite unter den Vorzeichen der Auflösung des Heiligen Römischen Reiches die Stadt 1798 schließlich von ihrer Leibeigenschaft.

#### Erster Koalitionskrieg

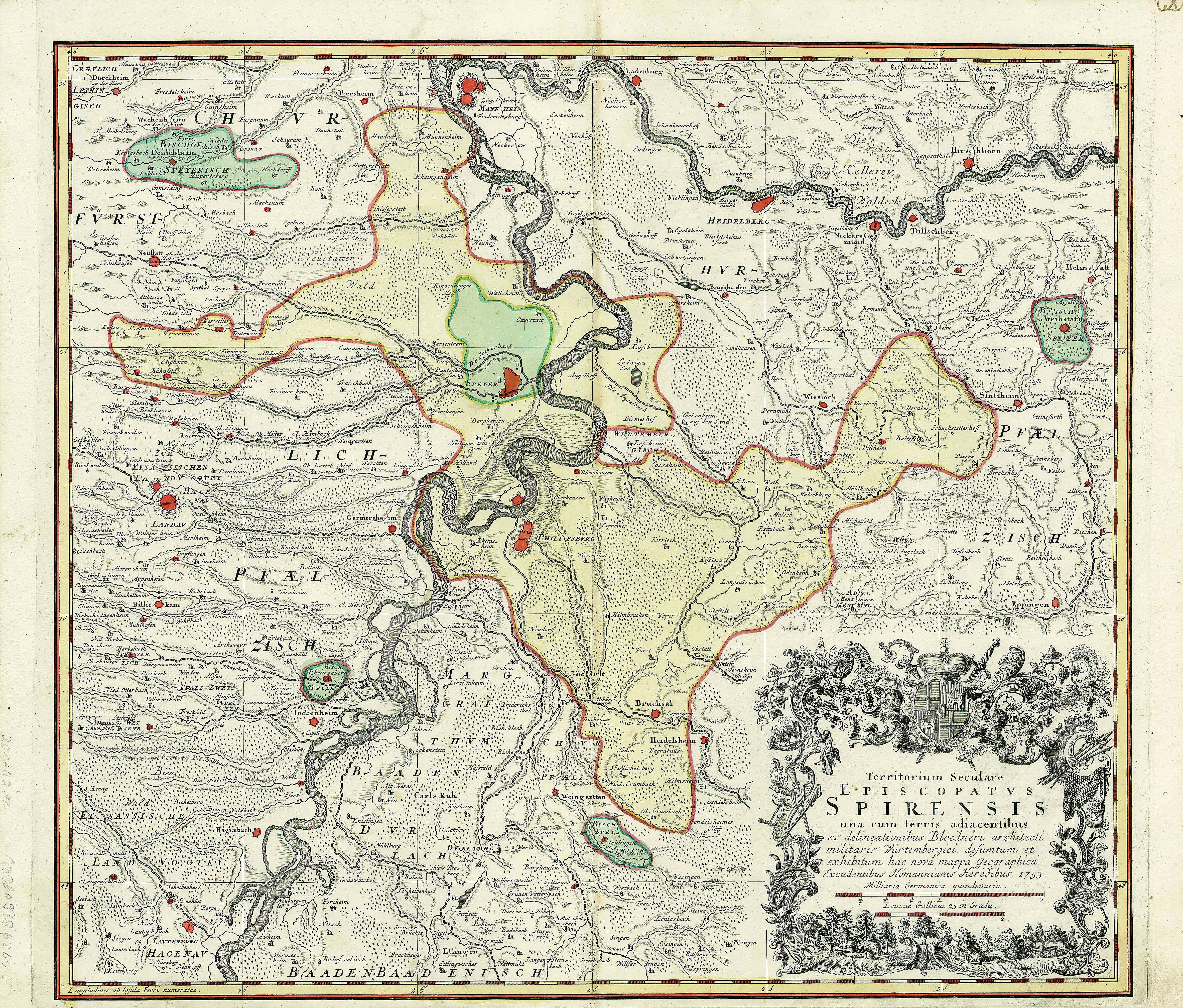
Karte des Hochstifts Speyer (Homannsche Erben 1753) mit dem Amt Deidesheim im Nordwesten

Eine schlimme Zeit für Deidesheim begann am 20. April 1792 mit dem Beginn des Ersten Koalitionskrieges, in dessen Verlauf das Kriegsglück im Raum der heutigen Pfalz sehr häufig wechselte. Am 18. Februar 1793 erreichten erstmals französische Revolutionstruppen Deidesheim; sie forderten von den Deidesheimern eine Eidesleistung, der diese nur widerwillig nachkamen. Am 2. April desselben Jahres eroberten preußische Truppen Deidesheim zurück. Nach der Niederlage der koalierten Truppen bei der Schlacht bei Weißenburg am 26. Dezember 1793 eroberten französische Truppen die Stadt und das gesamte linksrheinische Gebiet; dabei wurde Deidesheim von den lax geführten französischen Truppen massiv ausgeplündert, was zu einer schweren Notlage der Bevölkerung führte (in der Pfalz war vom „Plünderwinter“ die Rede). Am 23. Mai 1794 kam es schließlich zu einem Gefecht direkt bei Deidesheim, bei dem sich preußische Truppen unter Wichard von Möllendorff, Friedrich Ludwig Fürst zu Hohenlohe-Ingelfingen und Gebhard Leberecht von Blücher und französische Truppen gegenüberstanden und in dessen Folge die Franzosen vertrieben wurden; einige Teile Deidesheims wurden beim Rückzug des französischen Heeres zerstört. Nach einem neuerlichen Großangriff der Franzosen im Juli 1794 wurden die koalierten Truppen wieder zum Rückzug über den Rhein gezwungen und Deidesheim war wieder in französischer Hand. 1795 wurde die Stadt ein letztes Mal von kaiserlichen Truppen erobert, die jedoch bald darauf wieder ins Rechtsrheinische verlegt wurden. Der Frieden von Campo Formio (1797) regelte schließlich formell die französische Herrschaft zwischen Bingen und Landau; Deidesheim gehörte ab diesem Zeitpunkt bis 1814 zum Département du Mont-Tonnerre. Anfang des 19. Jahrhunderts erholte sich die Stadt wirtschaftlich von den Schäden des Ersten Koalitionskrieges; ihre Rolle als Zentrum der Verwaltung, die sie vor der Revolution innehatte, war jedoch an Dürkheim übergegangen, das Hauptort des neugebildeten Kantons Dürkheim wurde, zu dem Deidesheim nun gehörte. Deidesheim war während dieser Zeit Sitz einer Mairie, zu der auch das benachbarte Niederkirchen gehörte.

### 19. Jahrhundert

#### Vormärz

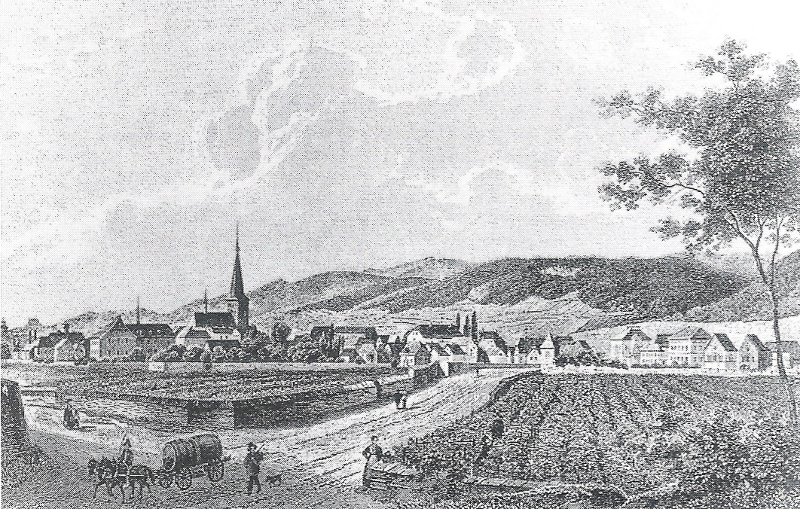
Deidesheim um 1840: Die Stadtbefestigung ist größtenteils verschwunden und die frühere Stadtgrenze an vielen Stellen überbaut.

Nach dem Zusammenbruch der napoleonischen Herrschaft 1814 besetzten koalierte Truppen den linksrheinischen Teil Deutschlands. Zwischen 1814 und 1816 stand Deidesheim unter österreichischer und bayerischer Verwaltung, ab dem 30. April 1816 war Deidesheim – infolge der territorialen Neuordnung Europas auf dem Wiener Kongress – als Teil des Rheinkreises, der ab 1838 den Namen Kreis Pfalz trug, Teil des Königreichs Bayern. Im Jahr 1819 wurde Niederkirchen, das nach dem Wiener Kongress für kurze Zeit ein Ortsteil Deidesheims war, zur eigenständigen Gemeinde erhoben, wodurch Deidesheim beinahe ein Drittel seiner Einwohner verlor und von einer Stadt zu einer Gemeinde herabgestuft wurde. Erst 1838 hatte die Einwohnerzahl wieder einen Stand erreicht, der es zuließ, dass es am 20. März 1838 den verfassungsmäßigen Bestimmungen Bayerns gemäß wieder zur Stadt erhoben wurde. Von 1818 bis 1862 gehörte Deidesheim dem Landkommissariat Neustadt an; aus diesem ging das Bezirksamt Neustadt hervor.
Das ganze 19. Jahrhundert hindurch bis weit ins 20. Jahrhundert hinein überstiegen die landwirtschaftlichen Berufsgruppen die übrigen zahlenmäßig bei weitem; der einzige „Industriezweig“ von Bedeutung war die Früchtekonservierung. Vorreiter war Franz Peter Buhl, später kam noch die Deidesheimer Conservernfabrik J. Biffar & Cie dazu. In den 1820er Jahren hatten die örtlichen Winzer unter einem Preisverfall infolge der Ausdehnung des Weinbaus und unter der Erhebung von Zöllen an innerdeutschen Grenzen zu leiden; das bayerische Zollgesetz vom 22. Juli 1819 schrieb vor, dass Waren beim Import vom linksrheinischen ins rechtsrheinische Bayern zollpflichtig waren. Aufgrund dessen trugen beim Hambacher Fest im Mai 1832, bei dem auch eine Deidesheimer Delegation dabei war, teilnehmende Winzer aus Dürkheim eine schwarze Protestfahne mit sich. Mit der Entstehung des Deutschen Zollvereins am 1. Januar 1834 fielen die Zollschranken um die heutige Pfalz schließlich, was die Situation der örtlichen Winzer dauerhaft verbesserte.

#### Pfälzischer Aufstand

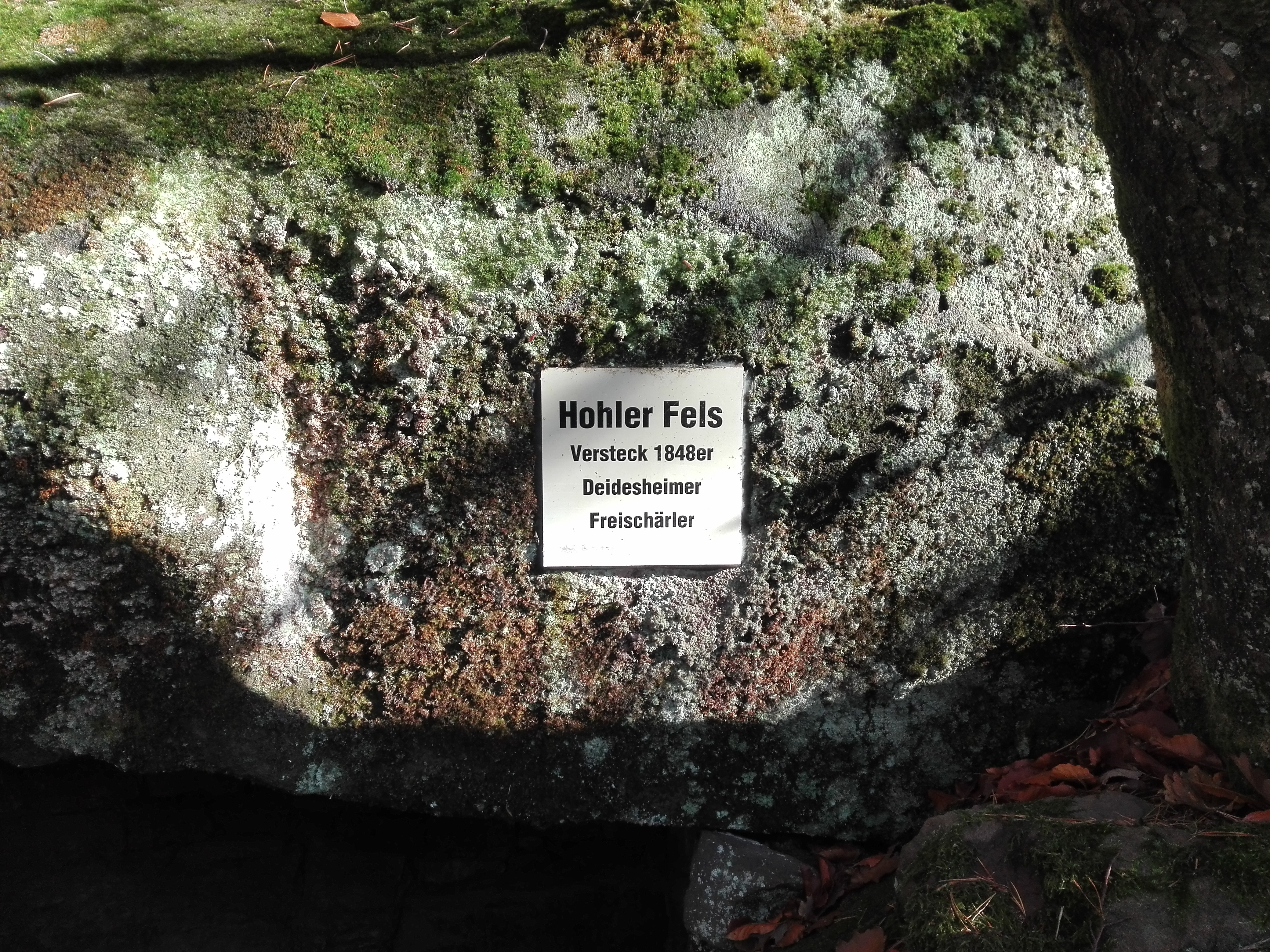
Infotäfelchen beim Hohlen Fels: „Versteck 1848er Deidesheimer Freischärler“

Dem Pfälzischen Aufstand und seiner Zielsetzung standen viele Deidesheimer zunächst positiv gegenüber; so wurden am 15. Mai 1849 von ihnen 500 Gulden in die Kasse des Landesverteidigungsausschusses eingezahlt, Bürgermeister Ludwig Andreas Jordan meldete dem Neustadter Bürgermeisteramt, dass Deidesheim eine Bürgerwehr aufgestellt und der Stadtrat beschlossen habe, mit allen Mitteln für die Paulskirchenverfassung einzutreten. In dem Hohlen Fels auf der Gemarkung der Stadt beim Stabenberg sollen sich Freischärler versteckt haben. Nachdem am 17. Mai in Kaiserslautern eine provisorische Regierung gebildet worden war, die die Deidesheimer Beamten aufforderte, einen Eid auf die Paulskirchenverfassung zu leisten, wurde dies von Bürgermeister Ludwig Andreas Jordan jedoch bis zum Eintreffen preußischer Truppen immer wieder hinausgezögert, so dass die Stadt von späteren Sanktionen weitgehend verschont wurde. Mehrheitlich sahen die Deidesheimer, vor allem die Gutsbesitzer, das Streben nach der Deutschen Einheit mit Sympathie. Am 23. Juli 1852 kam der frühere bayerische König Ludwig I., der 1848 abgedankt hatte, in ihre Stadt. Bei diesem Besuch erregten einige Gutsbesitzer den Zorn des Regierungspräsidenten, weil sie schwarz-rot-goldene Flaggen gehisst hatten, obwohl dies im Vorfeld ausdrücklich verboten worden war.

#### Nach der Reichsgründung

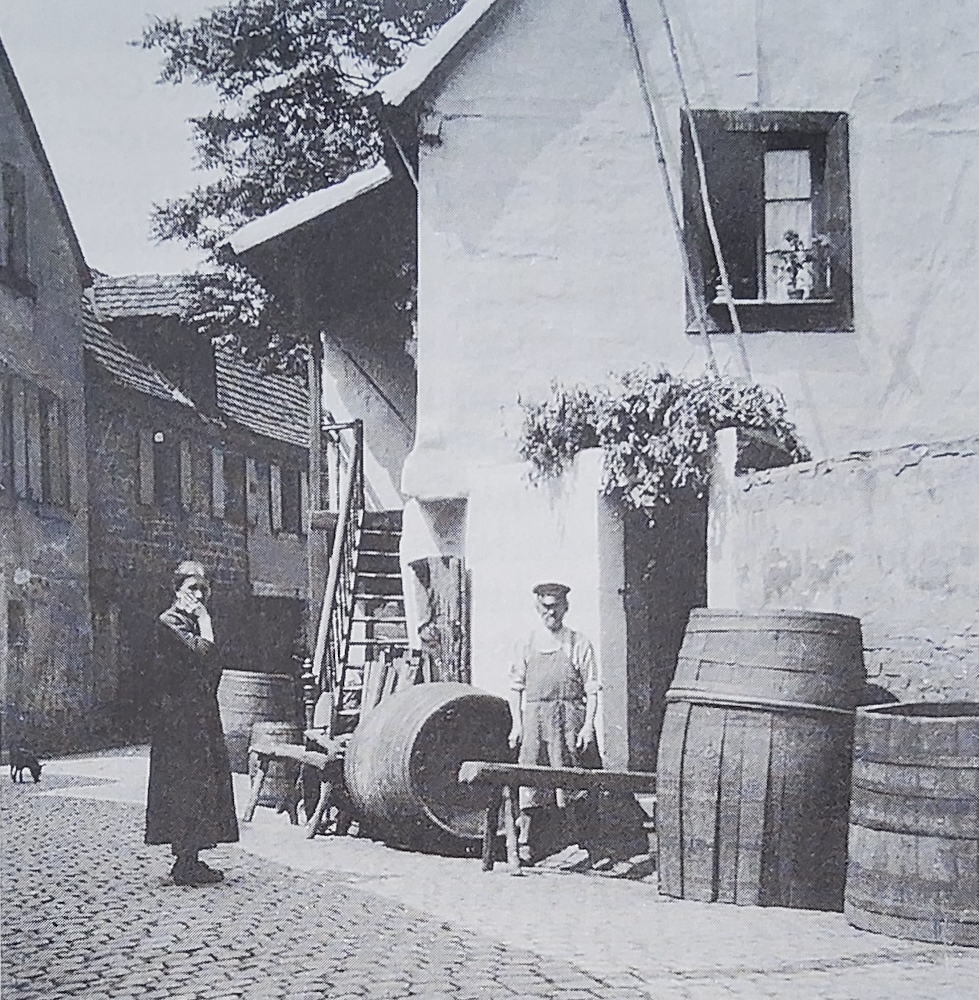
Küferei in der Weedgasse (um 1900)

Ab den 1850er Jahren hatte der Weinbau in Deidesheim eine Blütezeit, nachdem sich erst durch den Zollverein und anschließend die Reichseinheit ab 1871 ein immer freierer Wettbewerb entfalten konnte und neue Absatzmärkte in Russland und Nordamerika erschlossen wurden. In den letzten Jahren des 19. Jahrhunderts jedoch änderte sich das Bild und der Weinbau rutschte infolge von künstlicher Herstellung von Weinen, dem Import von Billigweinen in großem Stil und dem Auftreten von Schädlingen wie dem Sauerwurm und der Reblaus in eine tiefe Krise, so dass der örtliche Weinbau vorübergehend rückläufig war. Dennoch blieb der Weinbau der wichtigste Wirtschaftszweig; zur Jahrhundertwende arbeitete mehr als die Hälfte der männlichen Bevölkerung in der Landwirtschaft, davon waren 78 % Winzer, weitere 21 % davon arbeiteten handwerklich, etwa als Küfer.
Am 6. Mai 1865 erhielt die Stadt Anschluss an die Bahnstrecke Neustadt–Dürkheim und entwickelte sich zu einem bedeutenden Umschlagplatz in der Rheinpfalz; 1890 lag sie beim Empfang von Dünger mengenmäßig noch vor Ludwigshafen am Rhein und allen übrigen Orten mit Bahnhöfen in der Pfalz.
1886 wurde in Deidesheim das erste Schwimmbad der Pfalz eröffnet. Um die Jahrhundertwende hielten einige wichtige industrielle Errungenschaften Einzug: um 1894 erhielt der Ort eine Gasanstalt, 1896 kam eine elektrische Beleuchtung hinzu, 1897 ein örtliches Stromnetz, und 1898 wurde der Ort an eine allgemeine Wasserleitung angeschlossen. Ende des 19. Jahrhunderts besaßen alle bedeutenden Gutshöfe einen Telefonanschluss.
1902 wechselte die Stadt in das neu geschaffene Bezirksamt Dürkheim.

### Weimarer Republik und NS-Staat

#### Französische Besatzung

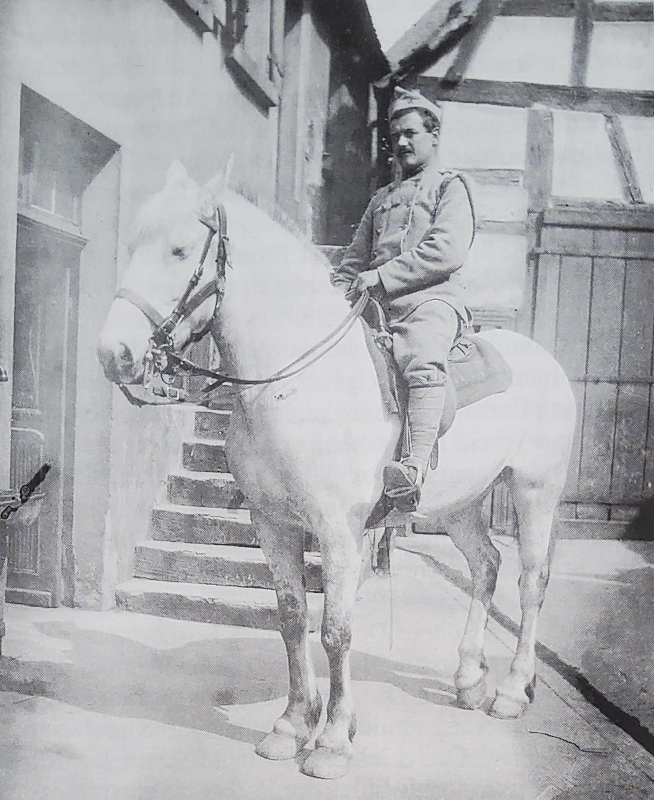
Französischer Besatzungssoldat in einem Hinterhof Deidesheims (1918)

Die Entwicklung Deidesheims zwischen den Weltkriegen stimmt im Wesentlichen mit derjenigen der Pfalz überein. Nach dem Ende des Ersten Weltkrieges 1918 rückten französische Truppen ein und es wurden Truppenteile im Ort einquartiert – zeitweise mehr als 2500 Mann. Im August 1921 gab es einen großen Waldbrand, bei dem etwa 300 ha Wald verbrannten, davon 130 ha des Deidesheimer Stadtwaldes. Zur Brandbekämpfung wurden alle männlichen Einwohner rekrutiert, die älter als 17 Jahre waren; insgesamt wurden etwa 500 Einsatzkräfte für Löscharbeiten aufgeboten, die später noch von 300 französischen Besatzungskräften unterstützt wurden. Die Löscharbeiten zogen sich drei Tage und drei Nächte lang hin.
Die Politik der französischen Besatzung war es, die Bewohner des Rheinlandes politisch und kulturell dem übrigen Reich zu entfremden und den Separatismus zu befördern, der sich 1919 (Ausrufung der Pfälzischen Republik) und besonders im Jahr der Hyperinflation 1923 (Ausrufung der Autonomen Pfalz) niederschlug. Separatisten bildeten 1923 in der Pfalz eine provisorische Regierung und ersuchten alle Ortsvorsteher um formelle Anerkennung; doch unter der Führung des Deidesheimer Bürgermeisters Arnold Siben wiesen zahlreiche Ortsvorsteher diese Aufforderung zurück und forderten eine Volksabstimmung. Siben erreichte, dass Deidesheim, im Unterschied zu den meisten pfälzischen Gemeinden, nicht von Separatisten besetzt wurde. Im Juli 1930 räumten die französischen Truppen das Rheinland; im Zuge der anschließenden Feierlichkeiten besuchte Reichspräsident Paul von Hindenburg das Rheinland und kam dabei auch nach Deidesheim. Ein Jahr später wurde das Bezirksamt Dürkheim aufgelöst, womit erneut das Neustadter Pendant für Deidesheim zuständig war.

#### NS-Staat und Zweiter Weltkrieg

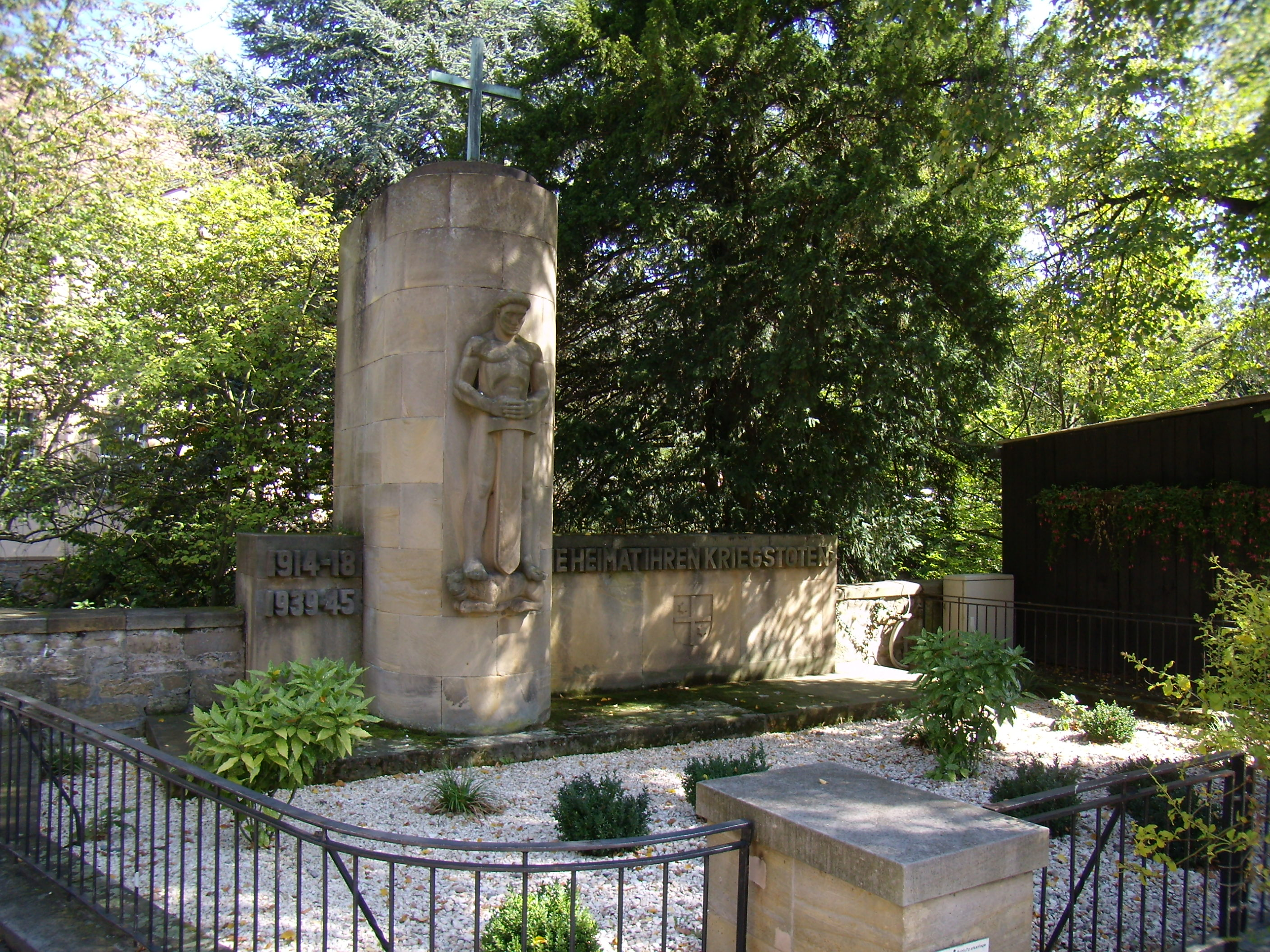
Denkmal für die Gefallenen Deidesheims, geschaffen von Ludwig Kern

Im Unterschied zur übrigen Pfalz, die überdurchschnittlich viel zum Aufstieg der NSDAP beitrug, wählten die Deidesheimer noch bis 1933 bei den Reichstagswahlen die Zentrumspartei mit absoluter Mehrheit; vor der Machtergreifung 1933 waren 17 Bewohner der Partei beigetreten und seit 1930 gab es die von Adam Durein gegründete Ortsgruppe der NSDAP, zu der zusätzlich Forst an der Weinstraße, Ruppertsberg und Niederkirchen gehörten. Bei den Pogromen vom 9. November 1938 gab es in Deidesheim keine Zerstörungen, dennoch wurden einen Tag später die Häuser zweier jüdischer Familien und der jüdische Friedhof verwüstet. Die Synagoge war bereits 1936 von der jüdischen Gemeinde verkauft worden und deshalb der Zerstörung entgangen. Ab 1939 war Deidesheim Bestandteil des Landkreises Neustadt.
Während des Zweiten Weltkrieges blieb die Stadt von schweren Kriegsschäden zunächst verschont. Aber am 9. März 1945, kurz vor Kriegsende, wurde das Spital von einer Bombe getroffen; dabei verloren acht Menschen ihr Leben. Am 21. März 1945 rückten amerikanische Verbände kampflos ein, obwohl bereits im Herbst 1944 eine Panzersperre vorbereitet worden war, deren Schließung jedoch von einigen Bürgern verhindert wurde.

### Seit Gründung der Bundesrepublik

#### Bauliche Entwicklung
1946 wurde Deidesheim innerhalb der französischen Besatzungszone Teil des damals neu gebildeten Landes Rheinland-Pfalz, womit die Zugehörigkeit zu Bayern endete. Nach dem Krieg wurden einige Verbesserungen an der Infrastruktur angegangen. So wurden die Straßenbeleuchtung und das Schwimmbad modernisiert und eine Kanalisation wurde geschaffen; die Grundschule wurde 1960 neu errichtet, 1964 wurde die Stadthalle Paradiesgarten gebaut, zehn Jahre später eine Hauptschule. Die Bevölkerungszahl überstieg die 3000er-Marke; weil sich Deidesheim nicht weiter nach Westen ausdehnen konnte, ohne für die Bebauung beste Weinlagen zu opfern, wurde 1978 ein neuer Flächennutzungsplan beschlossen, der die bauliche Entwicklung in Richtung Osten lenkte, so dass der Ort sich fortan vor allem östlich der Bahnstrecke Neustadt–Dürkheim ausdehnte. Im Zuge der ersten rheinland-pfälzischen Verwaltungsreform wechselte die Stadt 1969 zusammen mit den meisten Orten des zeitgleich aufgelösten Landkreises Neustadt in den neu geschaffenen Landkreis Bad Dürkheim. Mit Forst an der Weinstraße, Ruppertsberg, Niederkirchen bei Deidesheim und Meckenheim (Pfalz) bildet Deidesheim seit dem 1. Januar 1973 die Verbandsgemeinde Deidesheim. 1974 wurde bei Niederkirchen eine Gemeinschaftskläranlage für die Ortsgemeinden der Verbandsgemeinde fertiggestellt und 1978 die Bezirkssportanlage der Verbandsgemeinde Deidesheim errichtet, die 1993 um eine Sporthalle ergänzt wurde.

#### Staatsgäste in Deidesheim
Große mediale Aufmerksamkeit erlangte Deidesheim durch die Besuche hoher ausländischer Staatsgäste, die Bundeskanzler Helmut Kohl zwischen 1989 und 1997 bei Staatsbesuchen nach Deidesheim einlud. Häufig bekamen die Staatsgäste im Deidesheimer Hof das Gericht Pfälzer Saumagen serviert. Die Staatsgäste, die mit Kohl nach Deidesheim kamen, waren die britische Premierministerin Margaret Thatcher (30. April 1989), der sowjetische Generalsekretär Michail Gorbatschow (10. November 1990), der kanadische Premierminister Brian Mulroney (16. Juni 1991), der amerikanische Vizepräsident Dan Quayle (9. Februar 1992), der tschechische Präsident Václav Havel (14. Oktober 1993), der russische Präsident Boris Jelzin (12. Mai 1994), der britische Premierminister John Major (1. Oktober 1994) und das spanische Königspaar Juan Carlos und Sophia (17. Juli 1997).

### Einwohnerentwicklung
| Jahr | Einwohner |
| ---- | --------- |
| 1530 | etwa 500  |
| 1618 | etwa 630  |
| 1667 | 561       |
| 1702 | 444       |
| 1737 | 895       |
| 1774 | 1.241     |
| 1815 | 1.760     |
| 1849 | 2.729     |
| 1871 | 2.697     |
| 1895 | 2.783     |

| Jahr              | Einwohner |
| ----------------- | --------- |
| 1917              | 2.197     |
| 1933              | 2.559     |
| 1953              | 3.100     |
| 2006              | 3.739     |
| 31. Dezember 2010 | 3.692     |
| 31. Dezember 2011 | 3.732     |
| 31. Dezember 2015 | 3.779     |
| 31. Dezember 2016 | 3.797     |
| 31. Dezember 2017 | 3.769     |
| 31. Dezember 2018 | 3.760     |

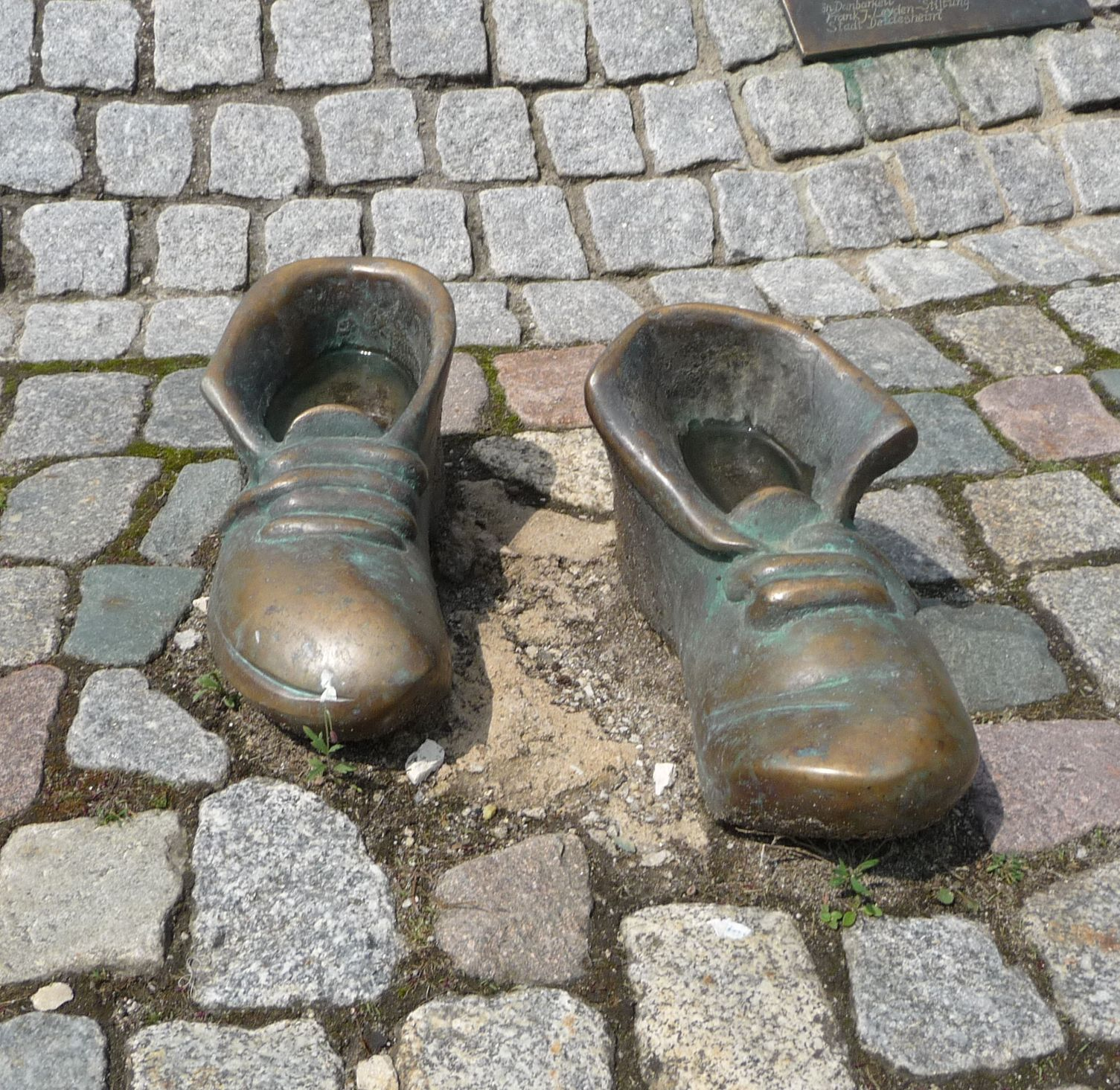
Schuhe am Königsgarten erinnern an Auswanderer.

Aus der Zeit des Mittelalters gibt es keine überlieferten Angaben über die Einwohnerzahl Deidesheims. Zum Teil erhebliche Schwankungen der Einwohnerzahl im 17. und frühen 18. Jahrhundert waren die Folge zahlreicher Kriege; besonders der Dreißigjährige Krieg und der Pfälzische Erbfolgekrieg trafen Deidesheim hart. Im relativ friedlichen späteren 18. Jahrhundert erlebte Deidesheim ein rasches Bevölkerungswachstum, so dass die Bevölkerungszahl zu Zeiten der Französischen Revolution nahezu dreimal so groß war wie zum Ende des Mittelalters.
Nach dem zunächst weiter raschen Bevölkerungswachstum bis zum Jahr des Pfälzischen Aufstandes 1849 stieg die Einwohnerzahl Deidesheims in der zweiten Hälfte des 19. Jahrhunderts nicht wesentlich weiter – entgegen dem allgemeinen Trend in Deutschland zu Zeiten der Industrialisierung – und verminderte sich um die Wende zum 20. Jahrhundert gar, so dass Deidesheim 1917 weniger Einwohner hatte als 1823; Ursache dafür war die Emigration zahlreicher Deidesheimer nach Nordamerika und eine Abwanderung in Industrieorte. Erst Jahre nach dem Ersten Weltkrieg erreichte die Einwohnerzahl Deidesheims wieder Werte wie Mitte des 19. Jahrhunderts. Nach dem Zweiten Weltkrieg legte die Zahl der Einwohner infolge zahlreicher Zuzüge nochmals kräftig zu und überstieg erstmals die Marke von 3000 Einwohnern. In den letzten Jahren ist die Einwohnerzahl relativ konstant und beträgt 3623 Einwohner (31. Dezember 2024).

## Religion

### Katholische Gemeinde

#### Geschichte

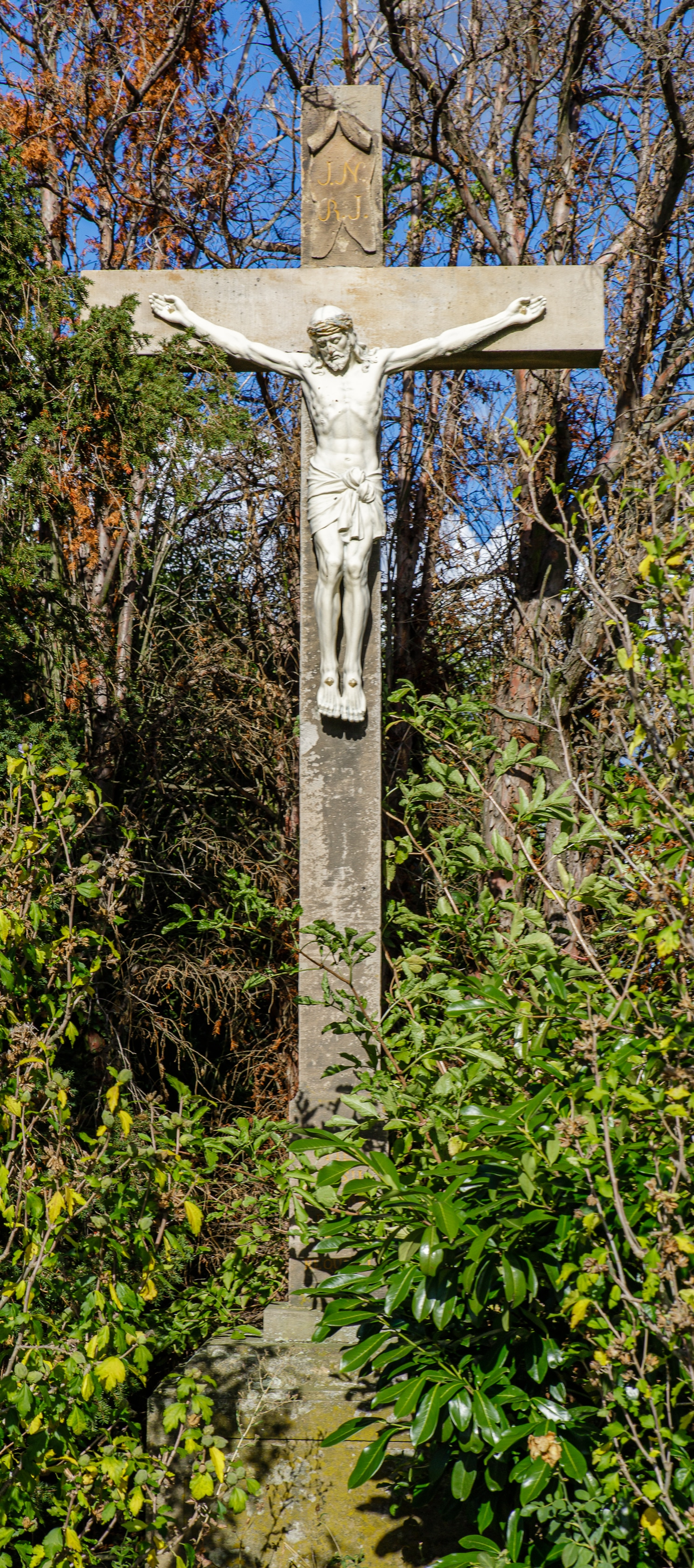
Das Weiße Kreuz markierte einst die Grenze der Pfarrei

Nachdem Deidesheim als Tochtersiedlung von Niederkirchen eine gewisse Größe erreicht hatte, wurde der Pfarrsitz von Niederkirchen nach Deidesheim verlegt; dies geschah zwischen 1437 und 1460. Auch deswegen wurde der Bau einer geräumigen Kirche notwendig: Mit dem Bau der Kirche wurde 1444 begonnen und 1473 war sie im Wesentlichen fertiggestellt. Sie wurde anstelle einer um das Jahr 1300 erstmals erwähnten kleineren Marienkapelle gebaut, und dem Heiligen Ulrich von Augsburg geweiht.
Die Reformation konnte sich im Hochstift Speyer, zu dem Deidesheim gehörte und dessen Bischof der Stadtherr Deidesheims war, nicht durchsetzen (cuius regio, eius religio). Allerdings bewirkte sie erhebliche Schwierigkeiten bei der Besetzung der Pfarrstelle in der zweiten Hälfte des 16. Jahrhunderts. Im Jahre 1750, 1820 respektive, wurden die Filialgemeinden Niederkirchen und Forst ausgegliedert und zu eigenständigen Pfarreien erhoben. Für kurze Zeit, nach der französischen Annexion des linken Rheinufers, gehörte die Deidesheimer Pfarrei von 1802 bis 1817 zum Bistum Mainz, danach wieder zum Bistum Speyer.
Bei der Neuordnung der Dekanate im Speyerer Bistum im Jahr 1980 wurde Deidesheim dem Dekanat Bad Dürkheim zugeteilt. Aufgrund zunehmenden Priestermangels bildete die Pfarrei St. Ulrich von 2006 bis 2015 mit den beiden Pfarreien St. Margareta (Forst) und St. Martin (Ruppertsberg) eine Pfarreiengemeinschaft, deren Pfarrsitz in Deidesheim war. Am 1. Januar 2016 wurde die Pfarrei Hl. Michael gebildet, der die früher eigenständigen Pfarreien St. Ulrich (Deidesheim), St. Margareta (Forst), St. Martin (Ruppertsberg), St. Martin (Niederkirchen) und St. Ägidius (Meckenheim) als Gemeinden (Pfarrbezirke) angehören. Der Pfarrsitz und das Pfarramt der Pfarrei Heiliger Michael sind in Deidesheim.
Im Juni 2005 waren 2177 Einwohner Deidesheims katholisch; das entsprach einem Anteil von 57,2 % der Bevölkerung. Die Zahl der Katholiken sank bis zum Dezember 2024 auf 1513, was einem Anteil von 40,1 % der Bevölkerung entsprach.

#### Gebäude

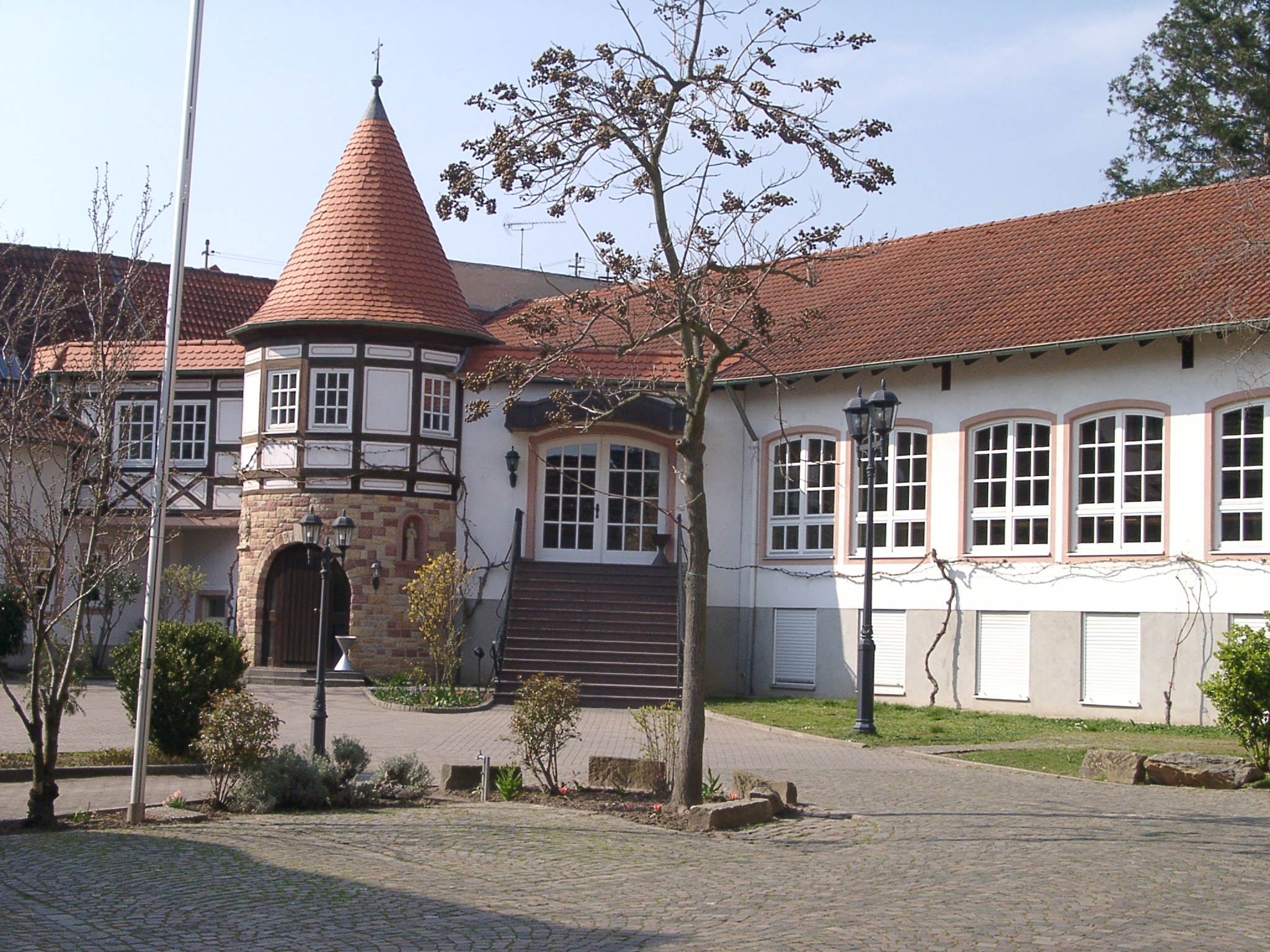
Pfarrzentrum St. Bernhardushof

Zur katholischen Gemeinde gehören unter anderem folgende Sakral- und Profanbauten:
- Kirche St. Ulrich (Hauptbauzeit zwischen 1444 und 1473)
- Spitalkapelle beim Deidesheimer Spital (erbaut 1496)
- Michaelskapelle auf dem Kirchberg (errichtet um 1470, zerstört 1794, wieder aufgebaut 1952)
- Friedhofskapelle (erbaut 1619)
- Liebfrauenkapelle (erbaut anlässlich des Jubeljahres 1950)
- Pfarrzentrum St. Bernhardushof (ausgebaut ab 1979)

#### Personen
In der Pfarrei Deidesheims wirkten unter anderem der Speyerer Bischof Konrad Reither (1838) und der Mainzer Bischof Ludwig Maria Hugo (1897–1900) als Kaplan. Als Priester wirkten dort unter anderem Ignaz Windisch (bis 1783), Michael Schnetter (1829–1837) und Heinrich Hartz (1940–1965). Zahlreiche Geistliche stammen aus Deidesheim, darunter Richard von Deidesheim (um 1200–1278), Dekan des Stifts Wimpfen, Dietrich von Deidesheim (um 1305–um 1360), Kanzlist der kurtrierer Verwaltung, Johann Fart (um 1420–1491), Reformabt in der Abtei Maria Laach, Peter Scheibenhart (um 1478–1529), Professor der Universität Heidelberg, Franz Tafel (1799–1869), Mitglied der Frankfurter Nationalversammlung und Franz Seraph Schaub (1870–1927), Professor für Kirchengeschichte.

### Protestantische Gemeinde

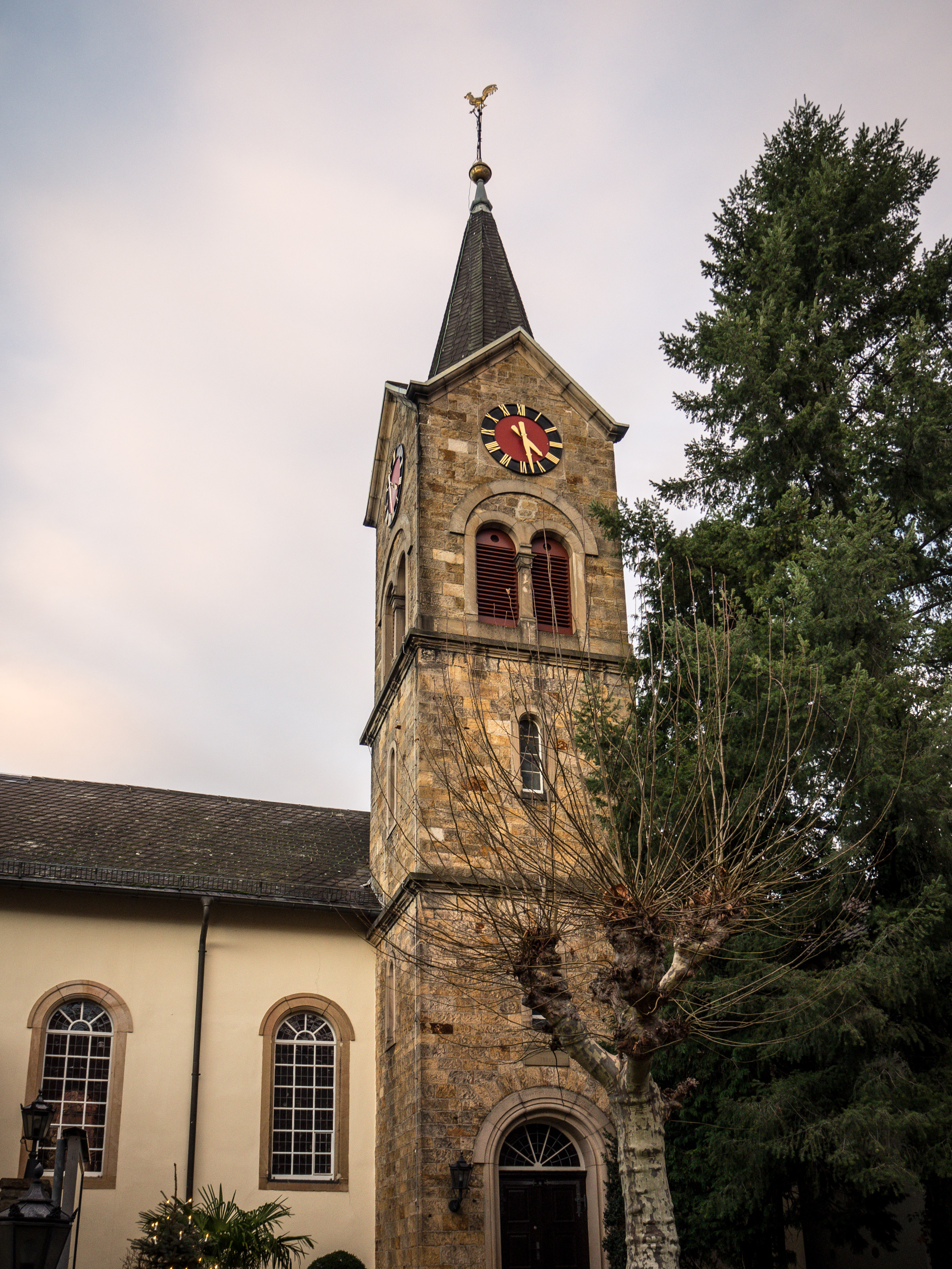
Protestantische Kirche

Der Anteil der Protestanten an der Deidesheimer Bevölkerung war lange Zeit gering. 1788 lebten nur vier Protestanten dort, 1863 waren es 38, und bis 1871 stieg die Zahl auf 144. In den Jahren 1874/75 wurde die protestantische Kirche durch den Umbau einer Scheune erbaut, 1890/91 erhielt diese ihren Turm.
Nach dem Zweiten Weltkrieg wuchs die Gemeinde infolge zahlreicher Zuzüge stark an. 1950 gab es in Deidesheim 420 Protestanten, 1953 waren es 530. 1956/57 wurde die Kirche erweitert und dabei zusätzlich ein Gemeindehaus errichtet. Ab 1957 bildete Deidesheim zusammen mit Niederkirchen bei Deidesheim und Ruppertsberg eine Filiale der Gemeinde von Wachenheim an der Weinstraße; zwar hatte die Gemeinde schon seit 1876 ein aus fünf Personen bestehendes Presbyterium, war jedoch als Filialgemeinde vom Landeskirchenrat noch nicht anerkannt. Auf Beschluss des Kultusministeriums Rheinland-Pfalz vom 8. März 1957 wurde der Kirchengemeinde der Status einer Körperschaft des öffentlichen Rechts zuerkannt. 1973 kam Forst an der Weinstraße dazu. Seit 1984 hat die Gemeinde eine eigene Pfarrstelle und wurde 1988 von einer Filialgemeinde Wachenheims zur eigenständigen Pfarrei erhoben, die zum Dekanat Bad Dürkheim-Grünstadt der Evangelischen Kirche der Pfalz gehört.
Im Dezember 2024 waren 745 Deidesheimer evangelisch; das waren 19,7 % der Bevölkerung.

### Jüdische Gemeinde

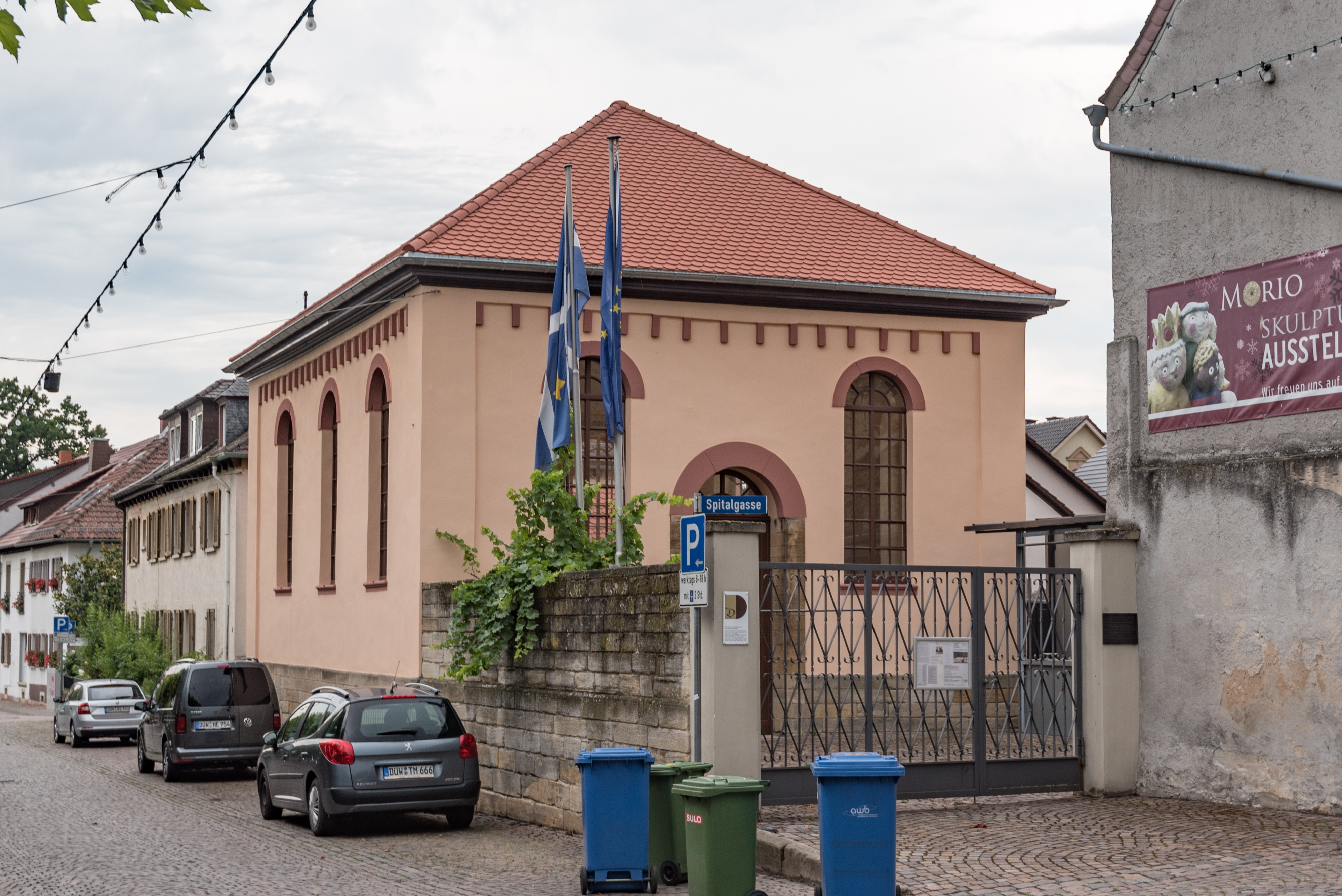
Ehemalige Synagoge

Im Jahr 1302 wurden erstmals Juden in Deidesheim erwähnt. Die jüdische Gemeinde damals erlosch, als 1349 bei Judenpogromen alle Juden aus dem Ort vertrieben wurden. Im 17. Jahrhundert bildete sich erneut eine jüdische Gemeinde.
Die Zahl der Mitglieder der jüdischen Gemeinde stieg bis zur Mitte des 19. Jahrhunderts auf 95 an; während dieser Zeit, im Jahr 1852/53, entstand die mittlerweile profanierte Synagoge. Danach ging die Zahl der Juden wieder zurück. 1934 lebten noch drei jüdische Familien mit elf Personen in Deidesheim. 1936 wurde die renovierungsbedürftige Synagoge verkauft. Am 22. Oktober 1940 wurden Deidesheimer Juden im Zuge der Wagner-Bürckel-Aktion deportiert. Fanny Reinach war die einzige jüdische Person aus Deidesheim, die den Holocaust überlebte und nach dem Zweiten Weltkrieg wieder nach Deidesheim zurückkehren konnte.
Der ehemalige jüdische Friedhof am Platanenweg ist etwa 800 m² groß und steht unter Denkmalschutz. Insgesamt konnten dort 1946 noch 95 Grabsteine aus der Zeit seit 1700 restauriert werden, nachdem der Friedhof bei den Novemberpogromen 1938 verwüstet worden war.
Im April 2023 war eine Person aus Deidesheim jüdisch, das entsprach 0,03 Prozent der Deidesheimer Bevölkerung.

### Sonstige
Der Anteil der konfessionslosen Deidesheimer beziehungsweise derer ohne Angaben betrug im April 2023 1294 Personen, was 34,13 % der Bevölkerung in Deidesheim entsprach. Zwei Personen waren Altkatholiken, sieben griechisch- und 22 russisch-orthodox. Elf Personen gehörten den Evangelisch-lutherischen Kirchen an, eine Person der Freireligiösen Landesgemeinde Pfalz. 59 Personen wurden unter Sonstige geführt.

## Politik

### Wappen
| | Blasonierung: „In Blau ein schwebendes silbernes Tatzenkreuz, in dessen rechtem oberen und linkem unteren Winkel je ein sechsstrahliger goldener Stern.“ |

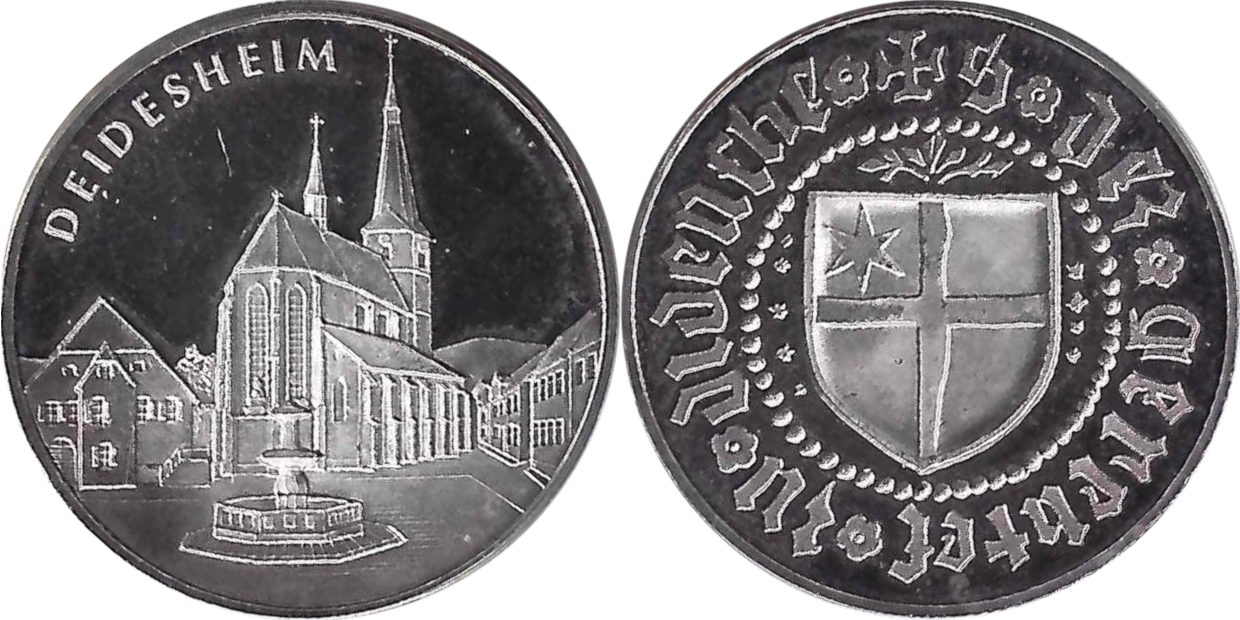
Auf dieser Münze ist das Siegel des Gerichts zu Deidesheim aus dem Jahr 1410 geprägt.

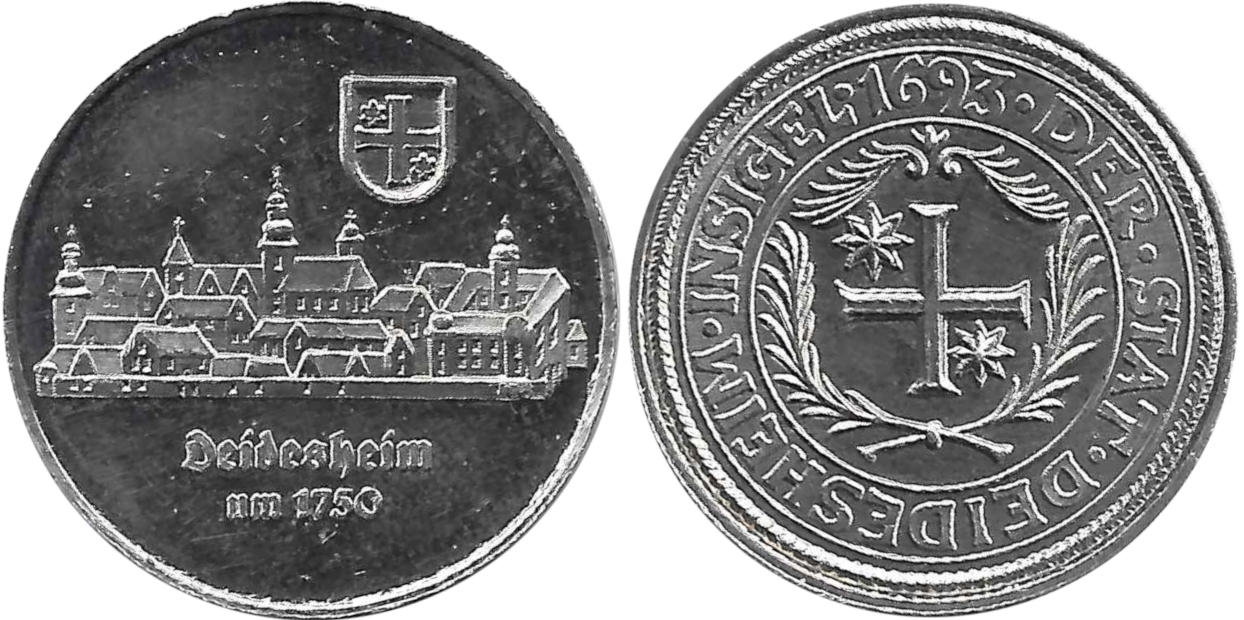
Diese Münze zeigt das Siegel der Stadt Deidesheim aus dem Jahr 1693.

| Wappenbegründung: Das älteste verbürgte Deidesheimer Siegel aus dem Jahr 1410 zeigte noch ein Wappen mit einem durchgehenden Kreuz, das für das Hochstift Speyer stand, und einem sechsstrahligen Stern im oberen rechten Feld. Mit diesem Siegel, das die Umschrift „S * des * Gerihtes * zu * Dideshe“ trug, wurden Urkunden vom Schultheiß, dem Rat und dem Gericht von Deidesheim beglaubigt. Ein Siegel mit einem Wappen dieser Gestalt wurde noch 1686 nachweislich benutzt. Ein Deidesheimer Wappen mit nur einem Stern im oberen rechten Feld befindet sich an der Friedhofskapelle. Nach der Zerstörung Deidesheims im Pfälzischen Erbfolgekrieg wurde 1693 ein neues Siegel angefertigt. Dieses trug die Umschrift „DER * STAT * DEIDESHEIM * INSIGEL * 1693“. Es zeigte ein schwebendes Kreuz und zwei achtstrahlige Sterne im rechten oberen und im linken unteren Feld. Auch 1795 war das Deidesheimer Wappen von zwei achtstrahligen Sternen bewinkelt. Später stellte die Stadt Deidesheim den Antrag, dieses Wappen mit sechs- statt achtstrahligen Sternen führen zu dürfen. Am 15. Mai 1845 erteilte König Ludwig I. von Bayern Deidesheim die Genehmigung für das Wappen in seiner heutigen Gestalt. Das Wappen der Nachbargemeinde Niederkirchen, das bis 1819 eine politische Gemeinde mit Deidesheim bildete, ist eine Abänderung des Deidesheimer Wappens bei Farbgebung und der Position der Sterne. | |

### Bürgermeister
| Amtszeit  | Name                     |
| --------- | ------------------------ |
| 1895–1905 | Johann Julius Siben      |
| 1905–1914 | Ludwig Bassermann-Jordan |
| 1914–1920 | Karl Kimich              |
| 1920–1933 | Arnold Siben             |
| 1933–1945 | Friedrich Eckel-Sellmayr |
| 1945–1948 | Michael Henrich          |
| 1948      | Heinrich Funk            |
| 1948–1972 | Norbert Oberhettinger    |
| 1972–1975 | Erich Gießen             |
| 1975–2004 | Stefan Gillich           |
| 2004–2024 | Manfred Dörr             |
| seit 2024 | Dieter Dörr              |

#### Kaiserreich und Weimarer Republik

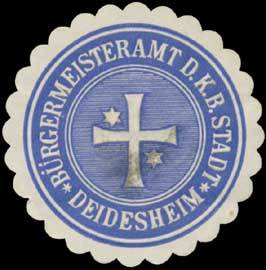
Siegelmarke des Bürgermeisteramts zwischen 1850 und 1918

Im 19. Jahrhundert bildete sich eine einflussreiche Schicht von Weingutsbesitzern, die bis zum Ende der Weimarer Republik die ehrenamtlichen Bürgermeister stellten und im Stadtrat deutlich überrepräsentiert waren. Für den 1914 als Kriegsfreiwilliger gefallenen Bürgermeister Ludwig Bassermann-Jordan wurde dessen Beigeordneter Karl Kimich zum Bürgermeister gewählt.
Bei der nächsten Gemeinderatswahl 1920 kandidierte Kimich nicht mehr. Auf Arnold Siben, dessen Vater Johann Julius Siben bereits von 1895 bis 1905 Bürgermeister Deidesheims war, verständigte sich die Unparteiische Bürgerliste, die Angehörige der Zentrumspartei und der Liberalen vereinigte. Die zu den Linksliberalen tendierende Bürgerliste und die SPD-nahe Volksliste machten Josef Eid zum gemeinsamen Spitzenkandidaten. Siben konnte die Wahl für sich entscheiden und erhielt einen Anstellungsvertrag für zehn Jahre.
Während die Kommunalwahlen 1920 und 1924 relativ ruhig verliefen, war diejenige von 1929 sehr umkämpft. Grund hierfür war ein Antrag des Bürgermeisteramtes an den kurz vor der Neuwahl stehenden Stadtrat, Siben für die kommenden Jahre zum hauptamtlichen Bürgermeister zu ernennen. Dies hätte jedoch zum einen der Wählerschaft vorgegriffen, zum anderen erschien vielen das Jahresgehalt von 12.000 Reichsmark vor dem Hintergrund der gerade ausgebrochenen Weltwirtschaftskrise unverhältnismäßig hoch. Dennoch wurde Siben mit knapper Mehrheit der Stimmen der Unparteiischen Bürgerliste für fünf Jahre zum Berufsbürgermeister bestimmt. Bei der kurz darauf folgenden Stadtratswahl verlor die Unparteiische Bürgerliste bei einer ungewöhnlich hohen Wahlbeteiligung nahezu die Hälfte ihrer Wähler, viele an die Protestbewegung Fortschritt und Freiheit, deren Spitzenmann Friedrich Schreck zum zweiten Bürgermeister aufstieg.

#### NS-Staat
In Deidesheim fand die „Machtergreifung“ am Abend des 15. März 1933 statt, als vor dem Haus Sibens mehrere hundert Personen zusammenkamen und die Menge drohte, das Haus zu stürmen, falls Siben nicht bereit sei, das Bürgermeisteramt niederzulegen. Siben erklärte daraufhin gegenüber zweier anwesender Stadträte, dass er zurücktrete, allerdings unter Vorbehalt seiner Rechte. Der zweite Bürgermeister, Friedrich Schreck, kam für die neuen Machthaber nicht als Bürgermeister infrage, weil er schon zweimal wegen Widerstands gegen die NSDAP verhaftet worden war. Das Neustadter Bezirksamt verfügte schließlich am 20. März, dass der Gutsbesitzer Friedrich Eckel-Sellmayr Bürgermeister werden sollte; er hatte schon seit 1924 als Abgeordneter der von Linksliberalen und dem Gewerbeverein gebildeten Bürgerliste einen Sitz im Stadtrat. Eckel-Sellmayr versah das Bürgermeisteramt bis zum Ende des Zweiten Weltkrieges 1945.

#### Nach dem Zweiten Weltkrieg
Nachdem die Amerikaner zum Ende des Zweiten Weltkrieges Deidesheim besetzt hatten, bestimmten sie im April 1945 den pensionierten Oberlehrer Michael Henrich zum Bürgermeister. Nach den Stadtratswahlen im September 1946 wurde er von den Stadträten zum Bürgermeister gewählt und war damit der erste demokratisch legitimierte Bürgermeister Deidesheims seit 13 Jahren. Sein Erster Beigeordneter wurde Heinrich Funk. Am 1. Juli 1948, nach dem Rücktritt von Bürgermeister Henrich, übernahm Letzterer für fünf Monate das Amt des Bürgermeisters.
Am 1. Dezember 1948 wurde der CDU-Kandidat Norbert Oberhettinger zum Bürgermeister gewählt. Als im Herbst 1972 der Besitzer des Weinguts Reichsrat von Buhl, Karl Theodor Freiherr von und zu Guttenberg, gestorben war, verunglückten bei der Rückfahrt von dessen Beerdigung Norbert Oberhettinger und seine Frau tödlich. Die Nachfolge im Amt des Bürgermeisters trat der Weingutsbesitzer Erich Gießen an, der das Amt bis 1975 versah. Danach wurde Stefan Gillich zum Bürgermeister gewählt, der zu diesem Zeitpunkt bereits Bürgermeister der Verbandsgemeinde Deidesheim war, und übte dieses Amt 29 Jahre lang aus. Ihm folgte 2004 Manfred Dörr nach und versah das Amt bis 2024. Er wurde von Dieter Dörr (CDU) abgelöst, der zu diesem Zeitpunkt bereits Bürgermeister der Verbandsgemeinde Deidesheim war und sich bei der Bürgermeisterwahl 2024 bei einer Wahlbeteiligung von 70,8 % mit 68,3 % der Stimmen gegen Hans Joachim Schulze (SPD) durchsetzen konnte.

### Stadtrat

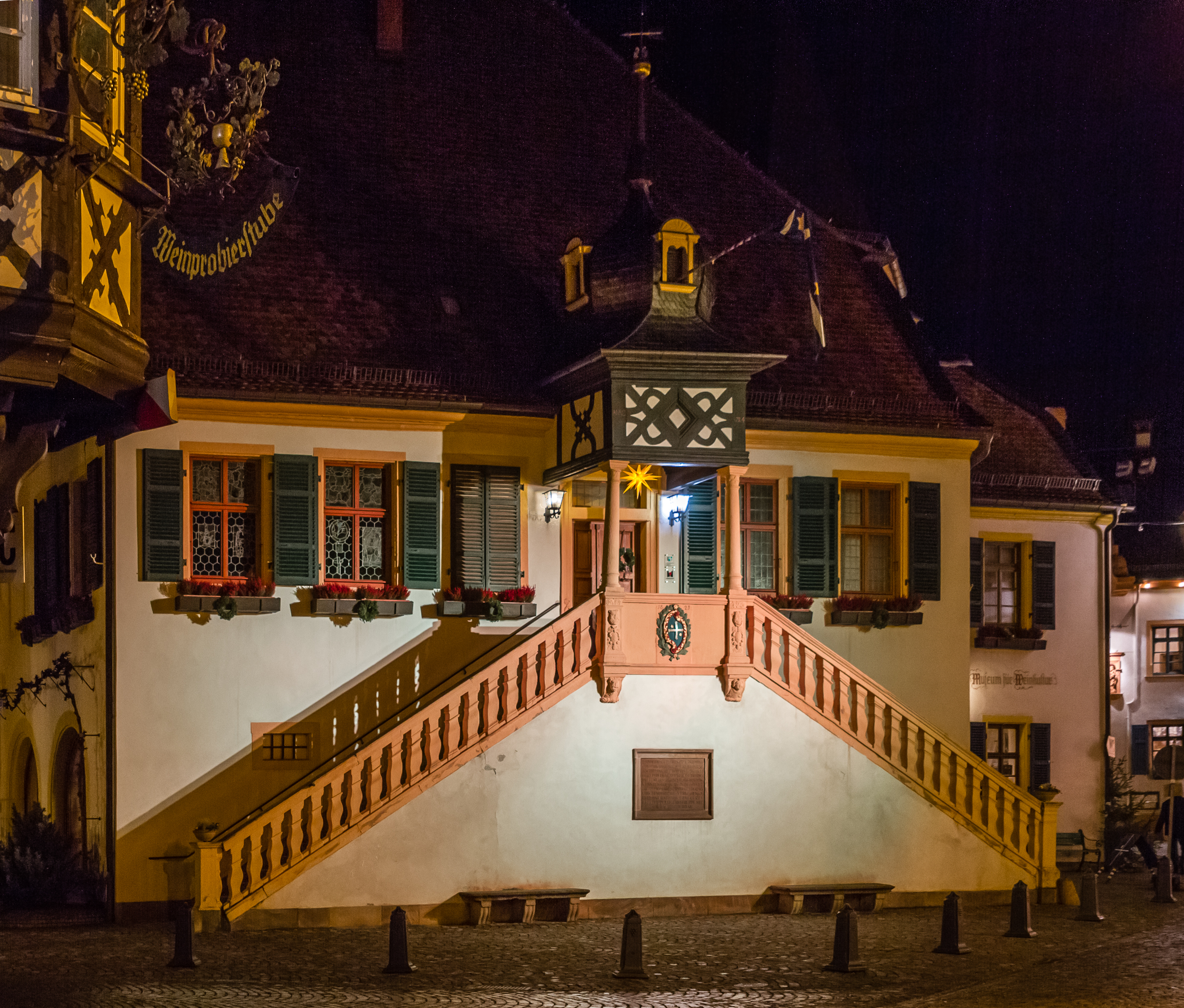
Das historische Rathaus beherbergt den Ratssaal

Bei der ersten Stadtratswahl nach dem Zweiten Weltkrieg am 15. September 1946 errang die CDU 62 % der abgegebenen Stimmen. Ende 1948 verlor die CDU bei der nächsten Kommunalwahl zwischenzeitlich ihre absolute Mehrheit und erstmals zogen zwei Wählergruppen in den Stadtrat ein; sie spielten in der Stadtpolitik fortan eine wichtige Rolle und schlossen sich später zur Freien Wählergruppe zusammen.
Der Stadtrat in Deidesheim besteht aus 20 Ratsmitgliedern, die bei der Kommunalwahl am 9. Juni 2024 in einer personalisierten Verhältniswahl gewählt wurden, und dem ehrenamtlichen Stadtbürgermeister als Vorsitzendem. Die Kommunalwahl 2024 lieferte folgendes Ergebnis, in Vergleich gesetzt zu früheren Kommunalwahlen:
| Sitzverteilung des Stadtrats 2024Insgesamt 20 Sitze - SPD: 3 - CDU: 11 - Grüne: 2 - FWG: 4 |                                             |                                             |        |          |        |          |        |          |        |        |  |      |      |
| Parteien und Wählergemeinschaften                                                          | Parteien und Wählergemeinschaften           |                                             | 2024   | 2024     |        | 2019     | 2019   |          | 2014   | 2014   |  | 2009 | 2009 |
| Parteien und Wählergemeinschaften                                                          | Parteien und Wählergemeinschaften           | Anteil a                                    | Sitze  | Anteil a | Sitze  | Anteil a | Sitze  | Anteil a | Sitze  |        |  |      |      |
| Sozialdemokratische Partei Deutschlands                                                    | SPD                                         | 13,0                                        | 3      | 9,9      | 2      | 11,1     | 2      | 5,3      | 1      |        |  |      |      |
| Christlich Demokratische Union Deutschlands                                                | CDU                                         | 52,1                                        | 11     | 46,4     | 9      | 58,0     | 12     | 55,9     | 11     |        |  |      |      |
| Bündnis 90/Die Grünen                                                                      | GRÜNE                                       | 10,1                                        | 2      | 16,7     | 3      | 13,5     | 3      | 11,5     | 2      |        |  |      |      |
| Freie Demokratische Partei                                                                 | FDP                                         | 2,1                                         | 0      | 4,2      | 1      | 2,3      | 0      | 3,0      | 1      |        |  |      |      |
| Freie Wählergruppe b                                                                       | FWG                                         | 22,6                                        | 4      | 22,8     | 5      | 15,1     | 3      | 24,3     | 5      |        |  |      |      |
| prozentualer Anteil ungültiger Stimmabgaben                                                | prozentualer Anteil ungültiger Stimmabgaben | prozentualer Anteil ungültiger Stimmabgaben | 2,1    |          | 1,7    |          | 2,3    |          | 1,5    |        |  |      |      |
| Sitze gesamt                                                                               | Sitze gesamt                                | Sitze gesamt                                | 20     | 20       | 20     | 20       | 20     | 20       | 20     | 20     |  |      |      |
| Wahlbeteiligung                                                                            | Wahlbeteiligung                             | Wahlbeteiligung                             | 70,7 % | 70,7 %   | 72,1 % | 72,1 %   | 63,7 % | 63,7 %   | 65,3 % | 65,3 % |  |      |      |

### Deidesheimer in Landes- und Reichspolitik

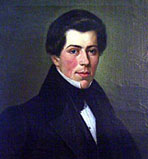
Ludwig Andreas Jordan

Andreas Deinhard

Viele Deidesheimer Gutsbesitzer konnten ihre starke finanzielle Basis für Aktivitäten in der großen Politik nutzen. Seit den 40er Jahren des 19. Jahrhunderts versammelten Ludwig Andreas Jordan und Franz Peter Buhl liberale Politiker in ihren Häusern, die großdeutsch gesinnt waren. Die Zusammensetzung dieses Deidesheimer Kreises wechselte häufig; ihm gehörten unter anderem Adam von Itzstein, Ludwig Häusser, Heinrich von Sybel, Carl Theodor Welcker, Heinrich von Gagern, Karl Mathy, Friedrich Daniel Bassermann, Carl Joseph Anton Mittermaier und Georg Gottfried Gervinus an. Im März 1848 saßen Buhl und Jordan in Frankfurt im Vorparlament. Bei den Tagungen der Frankfurter Nationalversammlung waren sie jedoch nicht dabei: Buhl, weil er nicht gewählt wurde und Jordan, weil er Bürgermeister von Deidesheim bleiben wollte. Spätestens nach dem Deutsch-Dänischen Krieg 1864 wandelte sich die Gesinnung des Deidesheimer Kreises zugunsten einer kleindeutschen Lösung.
Nach der Reichsgründung 1871 wurden zwei Deidesheimer als Reichstagsabgeordnete in den Reichstag des neugegründeten Deutschen Reiches gewählt: Ludwig Andreas Jordan, er war bis 1881 Abgeordneter im Reichstag, und Franz Armand Buhl; dieser hatte bis 1893 ein Mandat und fungierte drei Jahre lang als Vizepräsident des Reichstages. Er wirkte an der Bismarckschen Sozialgesetzgebung und der Weingesetzgebung mit. Mit Andreas Deinhard gelangte noch ein dritter Deidesheimer als Abgeordneter in den Reichstag. Er hatte von 1898 bis 1903 ein Mandat. Buhl, Jordan und Deinhard waren Mitglieder der Nationalliberalen Partei.
Drei Deidesheimer hatten in der Kammer der Reichsräte des Königreichs Bayern einen Sitz: Franz Armand Buhl (von 1885 bis 1896), Eugen Buhl (von 1896 bis 1910) und Franz Eberhard Buhl (von 1911 bis 1918).
In der bayerischen Kammer der Abgeordneten waren insgesamt acht Deidesheimer vertreten: Andreas Jordan (von 1831 bis 1843), Ludwig Andreas Jordan (von 1848 bis 1852 und von 1863 bis 1871), Franz Peter Buhl (von 1855 bis 1861), Eugen Buhl (von 1875 bis 1896), Franz Eberhard Buhl (von 1907 bis 1911), Andreas Deinhard (von 1881 bis 1904), Johann Julius Siben (von 1899 bis 1907), und Josef Siben (von 1907 bis 1918), danach war er bis 1920 Abgeordneter im Bayerischen Landtag. Bis auf die letztgenannten Brüder Siben, welche der Zentrumspartei angehörten, waren alle Abgeordneten liberal oder nationalliberal gesinnt.
Mit acht Landtagsabgeordneten und drei Reichstagsabgeordneten stellte Deidesheim mehr Mandatsträger im 19. Jahrhundert/Anfang des 20. Jahrhunderts als jede andere Stadt von vergleichbarer Größe – auch mehr als viele größere Städte – in der Pfalz.
Neben den acht in Deidesheim ansässigen Abgeordneten gelangten noch drei gebürtige Deidesheimer in die Kammer der Abgeordneten: Gustav Schmitt (von 1875 bis 1881), Josef Giessen (von 1907 bis 1918) und Franz Tafel (von 1840 bis 1843, von 1849 bis 1858 und von 1863 bis 1869); Letztgenannter hatte zusätzlich einen Sitz in der Frankfurter Nationalversammlung inne. Der in Deidesheim geborene Rechtswissenschaftler Heinrich Buhl saß 1903/04 in der Ersten Kammer der Badischen Ständeversammlung.
Nach dem Zweiten Weltkrieg kam wieder ein Deidesheimer in die Landespolitik: Der in Bruchmühlbach geborene und im Heimatort seiner Frau ansässig gewordene Hanns Haberer war 1946/47 Wirtschafts- und Finanzminister in der ersten Regierung von Rheinland-Pfalz und fungierte von 1947 bis 1955 als Staatssekretär. Schließlich gelangte mit der Grünen-Politikerin Ruth Ratter eine weitere Deidesheimerin in die Landespolitik – sie wurde im Frühjahr 2011 in den 16. Rheinland-Pfälzischen Landtag gewählt.

### Konsularische Vertretung

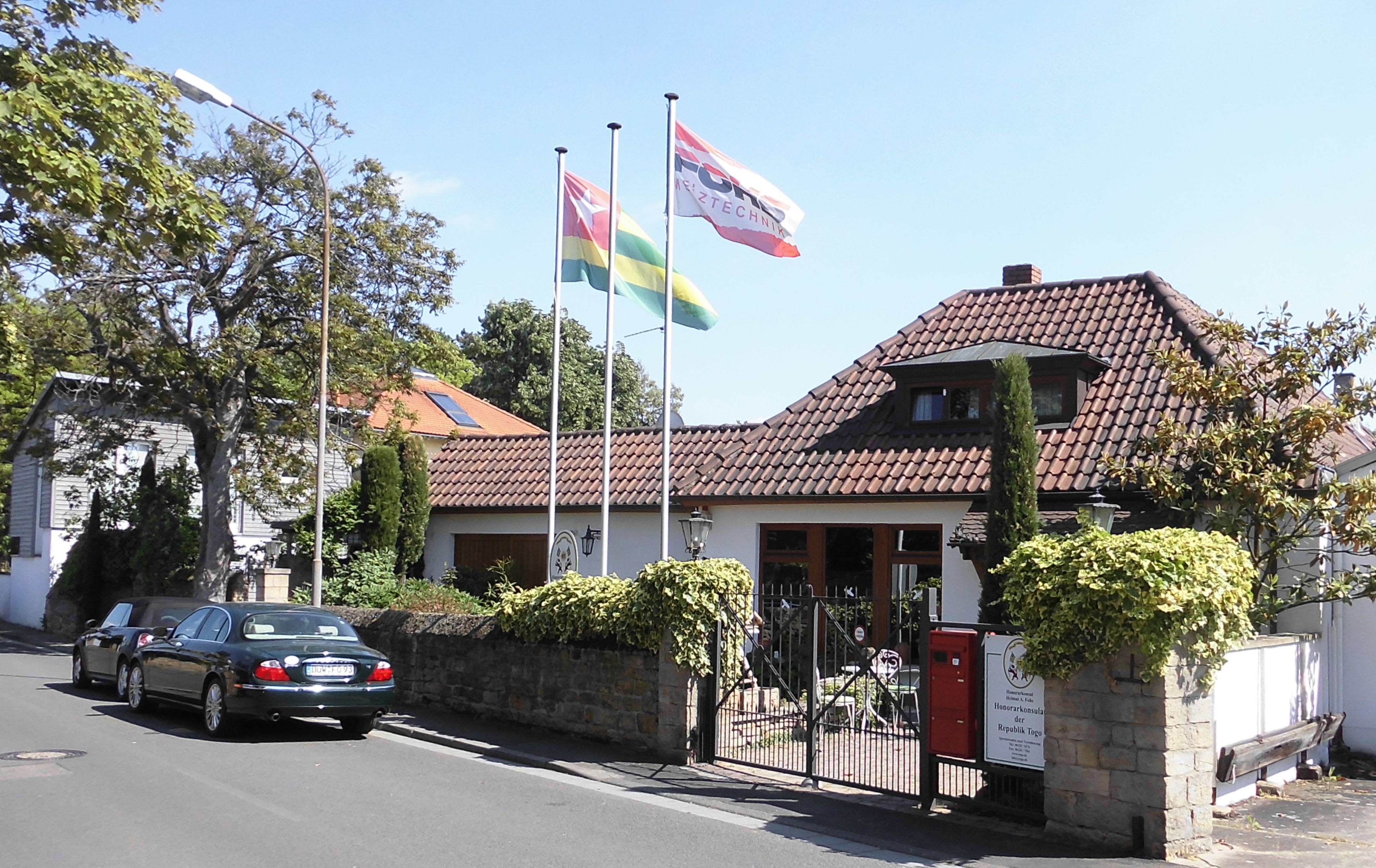
Honorarkonsulat der Republik Togo

In der Niederkircher Straße ist das Honorarkonsulat der Republik Togo in Rheinland-Pfalz, Saarland und Hessen angesiedelt. Dort können Anträge für die Ausstellung eines Visums zur Einreise nach Togo gestellt werden, außerdem werden dort Dolmetscher und Übersetzer für Sprachen und Dialekte vermittelt, die in Togo gesprochen werden; dazu zählen Französisch, Mina, Ewe, Kotokoli, Bassar, Kabiyé und Haoussa. Honorarkonsul ist seit 1998 Helmut Fohs.

### Gemeindepartnerschaften
Deidesheim unterhält Partnerschaften mit folgenden Gemeinden:
- Bad Klosterlausnitz (Thüringen, Deutschland)

Die Partnerschaft mit der Gemeinde Bad Klosterlausnitz kam nach der politischen Wende zustande. Der Landkreis Bad Dürkheim, zu dem Deidesheim gehört, unterstützte nach dem Fall der Mauer den damaligen Kreis Stadtroda bei dem Aufbau seiner Verwaltung. Auch die Stadt Deidesheim erklärte sich bereit, eine Gemeinde in den neuen Bundesländern zu unterstützen, und entschied sich 1989 für Bad Klosterlausnitz. 1991 trafen sich zum ersten Mal die Bürgermeister der Orte, Stefan Gillich (Deidesheim) und Gerald Reimann (Bad Klosterlausnitz). Ebenfalls 1991 fand in Bad Klosterlausnitz das 1. Pfälzer Weinfest statt. Es wurde in der Folge alljährlich wiederholt, 2018 zum 28. Mal. Die Partnerschaftsurkunde mit Bad Klosterlausnitz wurde am 2. September 1995 in Deidesheim von den Ortsbürgermeistern Stefan Gillich und Gerald Reimann unterzeichnet. In der Urkunde heißt es, dass Bad Klosterlausnitz und Deidesheim „ihre aus Anlaß der Wiedervereinigung Deutschlands geschlossene Freundschaft“ besiegeln „mit dem Ziel, die bestehenden Bindungen zu vertiefen und weitere Beziehungen zwischen Bürgern und gesellschaftlichen Gruppierungen aufzubauen“.
- Buochs (Schweiz)

Die Kontakte zwischen Deidesheim und Buochs reichen zurück bis ins Jahr 1957, als die Trachtengruppen der beiden Orte sich bei einem internationalen Trachtentreffen in Dijon begegneten. Fünf Jahre später war die Deidesheimer Trachtengruppe bei einer ähnlichen Veranstaltung in Buochs eingeladen. Die Kontakte zwischen beiden Orten wurden in der Folge vor allem von Vereinen weiter geknüpft; auf Seiten Deidesheims waren dies neben der Trachtengruppe die Feuerwehr, die Kolpingkapelle, der Radfahrverein und der Männergesangsverein. Die Partnerschaftsurkunde mit Buochs wurde am 2. September 1995 in Deidesheim von dem Deidesheimer Bürgermeister Stefan Gillich und dem Buochser Gemeindepräsidenten Beat Fuchs unterzeichnet; darin heißt es, dass die „über dreißig Jahre gepflegte Freundschaft“ besiegelt und vertieft werden soll. In Deidesheim gibt es eine Buochser Straße und die Gemeinde Buochs ersteigerte 2010 den Tributbock bei der Geißbockversteigerung.
- Saint-Jean-de-Boiseau (Frankreich)

Auch die Beziehungen zwischen Deidesheim und Saint-Jean-de-Boiseau gehen auf ihre Trachtengruppen zurück: 1962 trafen sich die Deidesheimer Trachtengruppe und die Group Folklorique Sant-Yann zum ersten Mal beim internationalen Trachtentreffen im schweizerischen Buochs. Neben der Trachtengruppe unterhielt später auch die Kolpingkapelle Deidesheim gute Kontakte zu Bürgern aus Saint-Jean-de-Boiseau; beide Vereine besuchten bei Ausflügen regelmäßig den französischen Ort. Die Partnerschaftsurkunde mit Saint-Jean-de-Boiseau wurde am 2. September 1995 in Deidesheim von den Bürgermeistern Stefan Gillich und Camille Durand unterzeichnet; darin heißt es, dass man hinsichtlich „der bedeutenden Rolle, die den Verbindungen zweier europäischer Städte im Rahmen einer Partnerschaft besonders zwischen Deutschland und Frankreich zum Schutze des Friedens zukommt“ und der mehr als dreißig Jahre bestehenden Freundschaft zwischen beiden Orten den Austausch „auf den Gebieten der menschlichen Begegnung, der Kultur, des Sports und der Sprachen“ fortsetzen wolle. Anlässlich des 50-jährigen Bestehens der Freundschaft mit Saint-Jean-de-Boiseau wurde 2012 ein wenig außerhalb der Stadt in den Weinbergen der Platz der Städtepartnerschaft/Place de Jumelage eingeweiht.
- Tihany (Ungarn)

Der erste Kontakt zwischen Deidesheim und Tihany wurde im Mai 1996 geknüpft, als das Land Rheinland-Pfalz eine Partnerschaftsbörse auf dem Hambacher Schloss veranstaltete, an der Vertreter aus etwa 20 Städten und Gemeinden Ungarns teilnahmen. Tihany war die Wunschgemeinde Deidesheims, und die ersten Gespräche zwischen dem Vertreter Deidesheims und Tihanys auf dem Hambacher Schloss wurden positiv empfunden. Durch gegenseitige Besuche von Delegationen beider Orte wurden die Beziehungen zwischen Deidesheim und Tihany vertieft. 1998 entschloss man sich, eine Partnerschaft einzugehen. Die Partnerschaftsurkunde mit Tihany wurde am 25. April 1999 in Deidesheim vom Deidesheimer Bürgermeister Stefan Gillich und dem Bürgermeister Tihanys, István Bors, unterzeichnet; darin heißt es, dass man „die Beziehungen zwischen den Bürgern und den gesellschaftlichen Gruppierungen beider Gemeinden aufbauen“ wolle, etwa durch gegenseitige Besuche oder wechselseitigem Ausstellen beziehungsweise Zugänglichmachen von Werken der Künstler und Autoren der beiden Orte. Der Deidesheimer Bürgermeister Stefan Gillich wurde 2002 zum Ehrenbürger Tihanys ernannt.

## Kultur und Sehenswürdigkeiten

### Denkmalzonen und Einzeldenkmäler

#### Historischer Stadtkern

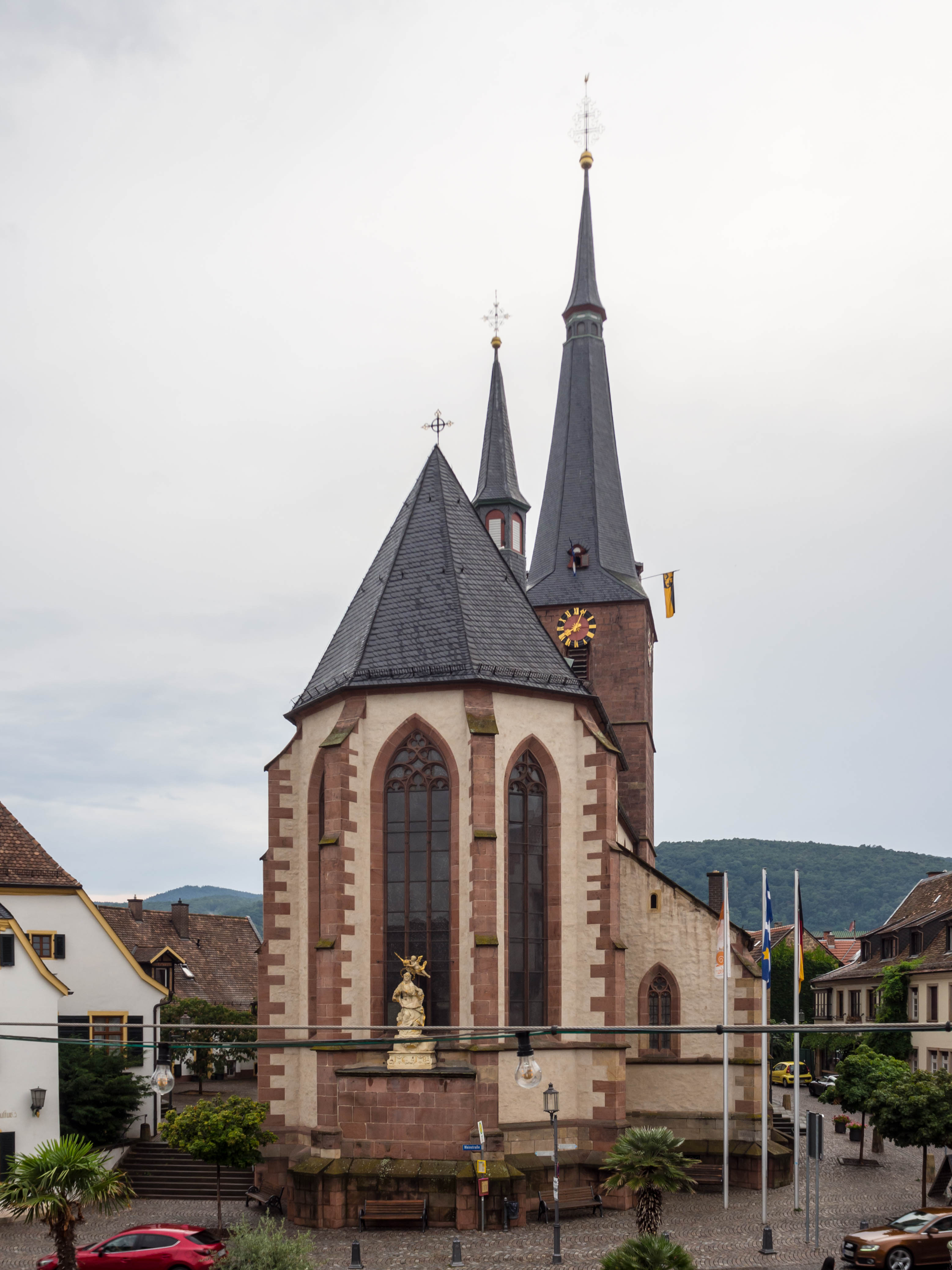
Ulrichskirche

Die Fläche der mittelalterlichen Stadt, der historische Stadtkern Deidesheims, ist seit 1991 als Denkmalzone ausgewiesen – er gilt aufgrund der Vielfalt und Qualität des Baubestandes als eines der bedeutendsten Kulturdenkmäler im Landkreis Bad Dürkheim. Der Stadtkern wurde bis zu Anfang des 19. Jahrhunderts vollständig von der Deidesheimer Stadtbefestigung umschlossen, deren Überreste denkmalgeschützt sind. Den Kern Deidesheims bildete ursprünglich der Marktplatz und dessen Umgebung. Die den Marktplatz beherrschenden, das Ortsbild prägenden Bauten sind die katholische Kirche St. Ulrich, der Deidesheimer Hof und der mit diesem baulich verbundene Dienheimer Hof; den Mittelpunkt des Marktplatzes bildet der Andreasbrunnen. Südlich an die katholische Kirche schließt sich das historische Rathaus der Stadt mit seiner zweiarmigen Freitreppe an, das zusammen mit den historischen Gasthäusern Zur Kanne und Zum Schwanen ein bemerkenswertes Bauensemble bildet.
Zu den frühesten Anwesen in Deidesheim zählte der hochmittelalterliche Hubhof des Hochstifts Speyer, er befand sich dort, wo heute das Weingut Reichsrat von Buhl ist. Eine lange Geschichte haben auch der Ketschauer Hof, ein ehemaliger Adelshof, und die fürstbischöflich-speyerische Burg aus dem 12./13. Jahrhundert; sie ist immer noch als geschlossene bauliche Anlage erkennbar und wurde später teilweise mit einem Schloss überbaut. Aus dem Spätmittelalter stammt die Kapelle des Deidesheimer Spitals und der Kern des zum Spital gehörenden Cafés und Gästehauses, bei dem es sich vermutlich um Reste eines früheren Adelshofs handelt.
Um die katholische Kirche herum war früher der ummauerte Friedhof der Stadt, davon zeugen noch das Beinhaus und das Friedhofskreuz. Weitere denkmalgeschützte Anwesen in der historischen Altstadt sind die protestantische Kirche, das Pfarrzentrum Bernhardushof, die früheren Winzerhöfe Heumarktstraße 3 und Weinstraße 49, 51, die ehemaligen Gasthäuser zum Ochsen und zum Viehhof, sowie die Weingüter Geheimer Rat Dr. von Bassermann-Jordan, Georg Siben Erben, Julius Ferdinand Kimich, Mehling und das frühere Weingut Arnold Siben mit den Anwesen Weinstraße 32 und Weinstraße 34. Das spätbarocke Wohnhaus mit der Adresse Weinstraße 47 wurde um die Jahrtausendwende abgerissen.

#### Übriges Stadtgebiet

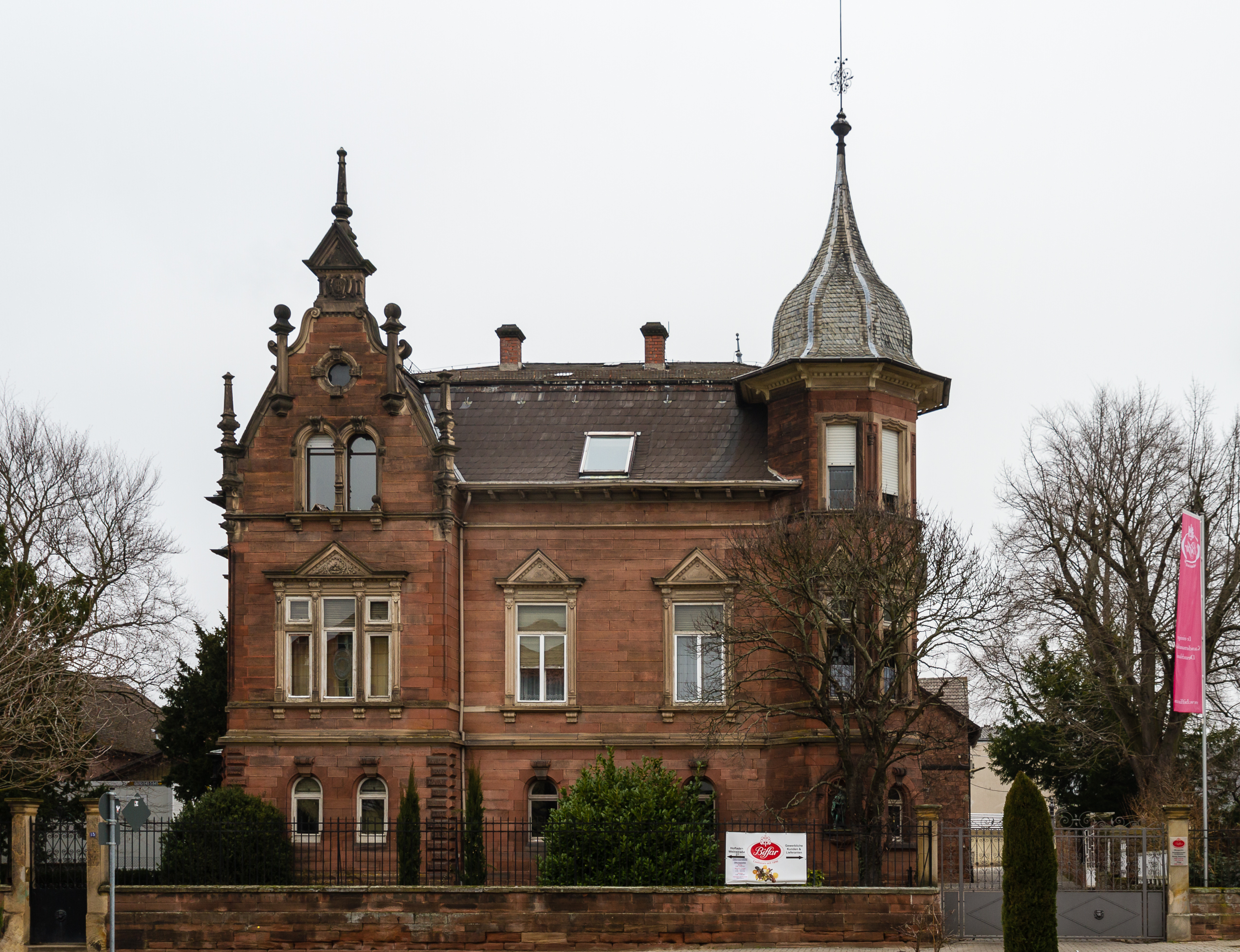
Villa Biffar

Erst um 1820 begann der Siedlungsbau Deidesheims jenseits der früheren Stadtmauer. Während viele der größeren Anwesen innerhalb des historischen Ortskerns auf repräsentativen Anwesen basieren, die nach ihrer Zerstörung wieder aufgebaut wurden, waren die fortan errichteten Vorstadtgebäude Neubauten. Zu den frühen dieser Gebäude zählen ein Winzerhof auf dem früheren Stadtgraben und die nahegelegene Villa des Weinguts von Winning. Direkt daneben am Kaisergarten befindet sich das spätbarocke Gartenhäuschen eines ehemaligen Adelshofs, das heute Altes Zollhäuschen genannt wird. Weitere denkmalgeschützte Bauwerke außerhalb des Stadtkerns sind die ehemalige Synagoge, sowie das ortsbildprägende Café am Königsgarten, beide liegen direkt an der Grenze zur Altstadt. Vor allem im Norden Deidesheims, entlang der heutigen Weinstraße und der Niederkircher Straße, entstanden einige repräsentative Villen der gut situierten Weingutsbesitzer, beispielsweise die Villa des Weinguts Herbert Gießen Erben, die Villa des Reichsrats Eugen Buhl, sowie die Wohnhäuser des Weinguts Josef Biffar. Am südlichen Ortseingang steht das italienisch anmutende ehemalige Wohnhaus eines Weinguts.
Am westlichen Ortsrand liegen zwei als Denkmalzonen ausgewiesene Friedhöfe: der Friedhof Deidesheims mit seiner Friedhofskapelle aus dem Jahr 1619 und der Jüdische Friedhof Deidesheims.

#### Gemarkung

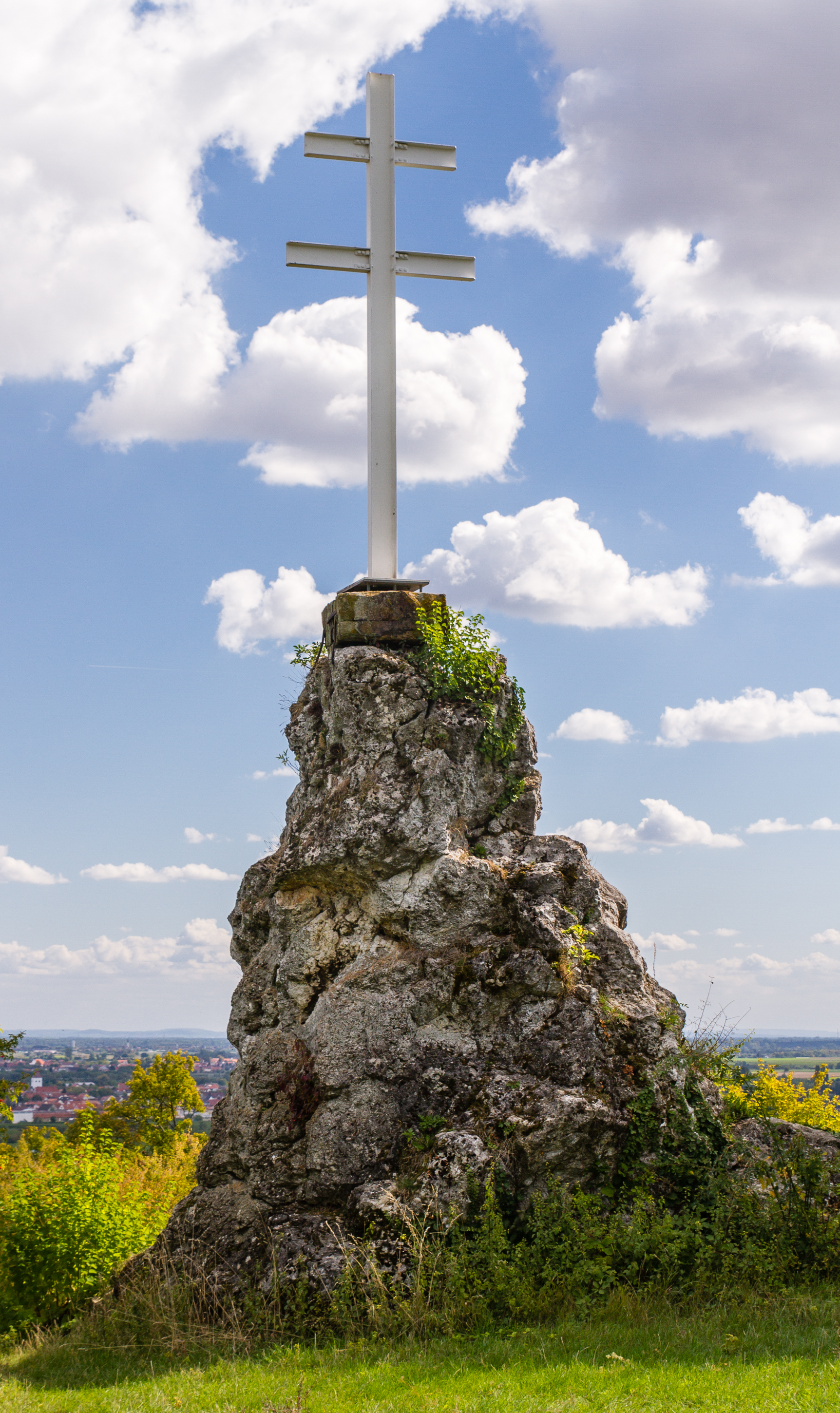
Hahnenböhler Kreuz

Außerhalb Deidesheims befinden sich zahlreiche Flurdenkmäler, darunter die beiden Bildstöcke in der Kehr und am Grain. Der erstgenannte gilt – neben einer Nachbildung in Ruppertsberg – als das einzige Exemplar der Pfalz in Form von Bildstockkapitellen; der Letztgenannte aus dem Jahr 1431 zählt aufgrund seines Alters und seiner Qualität zu den bedeutendsten Bildstöcken der Pfalz. Unter den Flurdenkmälern sind viele Wegekreuze, darunter das Wegekreuz am Gutenberg, das Wegekreuz in der Mühle, das Wegekreuz in der Maushöhle, das Nischenkreuz und das Weiße Kreuz; ferner  das in der Ebene weithin sichtbare Hahnenböhler Kreuz, ein Wetterkreuz. Das Wegekreuz im Herrgottsacker war bis 2017 als Kulturdenkmal eingestuft.
In der Flur befindet sich ein Hochbehälter, der 1898 mit der ersten allgemeinen Wasserleitung der Stadt errichtet wurde, ferner ein Weinberghäuschen in Form eines Trullos. Im Waldgebiet auf der Gemarkung Deidesheims befindet sich auf dem Waldberg das Turnerehrenmal sowie die Michaelskapelle auf dem Kirchberg. Auf dessen Gipfel befinden sich die als Denkmalzone ausgewiesenen Heidenlöcher, eine Fliehburg aus spätkarolingischer oder ottonischer Zeit.
Die Grenze des Stadtwaldes im Pfälzerwald wurde früher mit Grenzsteinen und Loogfelsen gekennzeichnet. Als wichtige Zeugen der Orts- und Territorialgeschichte sind manche als Kulturdenkmäler schützenswert, darunter der Spielstein, der Kaffenstein, der Hinkelstein, der Loogfels A, der Loogfels Nr. 203, der Christophel-Schuh, der Schwehrstein, der Weinbiet-Stein, der Loogfels am Cyriakuspfad, der Pfannenstein und die Loogfelsen Zeugenstein und Nonnenbrunz. Einige davon liegen direkt an Wanderwegen. Die Grenzsteine sind mit Nummerierungen versehen, den Initialen von Bürgern, die beim Aufstellen der Grenzsteine beteiligt waren, sowie Zeichen, die anzeigen, zwischen welchen Gemeinden eine Grenze verlief.

### Brunnen
In Deidesheim gibt es 14 Brunnenanlagen; dazu zählen:

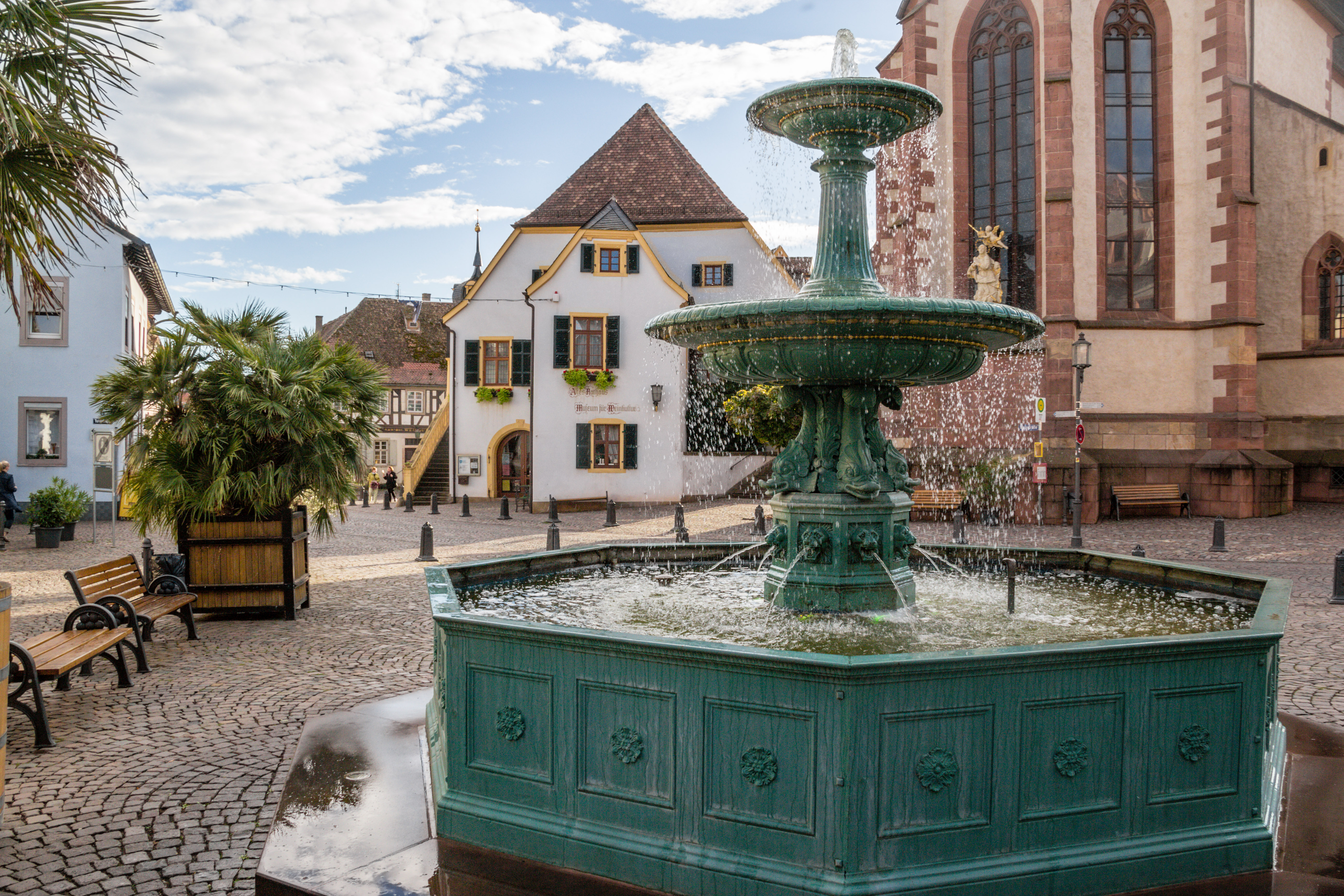
Andreasbrunnen

- Der Andreasbrunnen auf dem Marktplatz stammt aus dem Jahr 1851 und wurde von Ludwig Andreas Jordan und dessen Verwandten gestiftet. Er ist nach dessen Vater Andreas Jordan (1775–1848) benannt. Der Brunnen wurde von der Gienanthschen Hütte in Eisenberg gegossen und ist italienischen Vorbildern der Renaissance nachempfunden.[130]
- Der Geißbockbrunnen aus dem Jahr 1985 wurde vom Bildhauer Gernot Rumpf geschaffen. Er befindet sich am Stadtplatz gegenüber der Stadthalle und thematisiert die Geißbockversteigerung, die alljährlich am Pfingstdienstag in Deidesheim stattfindet.[131]
- Der Becherbrunnen vor dem Altenzentrum St. Elisabeth wurde Mitte der 1980er Jahre installiert. Der damalige Bürgermeister Stefan Gillich hatte ihn 1983 auf der Internationalen Gartenbauausstellung (IGA) in München entdeckt; der Brunnen wurde der IGA vom Bayerischen Kunstgewerbe-Verein zur Verfügung gestellt. Mit den Künstlern Bernhard und Michael Krauss, die ihn geschaffen haben, wurde die Regelung getroffen, dass – sollte die Stadt München den Brunnen nach dem Ende der IGA nicht selber haben wollen – dieser in Deidesheim aufgestellt werden sollte. Nachdem der Brunnen nach dem Ende der IGA einige Zeit vor dem Deutschen Museum in München aufgestellt worden war, gelangte er schließlich 1984 nach Deidesheim. Die Partnerstadt Deidesheims in der Schweiz, Buochs, hat seit einiger Zeit vor ihrem Altenzentrum einen Nachbau dieses Brunnens stehen.[132]
- Der Geschichts- und Brauchtumsbrunnen am Königsgarten zeigt zum einen wichtige Stationen der Geschichte Deidesheims auf, wie die Zuerkennung der Stadtrechte Deidesheims oder die Zugehörigkeit zum Hochstift Speyer, zum anderen würdigt er Vereine, die sich der Brauchtumspflege widmen, wie die Trachtenvolkstanzgruppe und die Kerwebuwe. Der Brunnen wurde vom Bildhauer Karl Seiter gestaltet und 2003 fertiggestellt.[133]

### Natur
Naturdenkmale

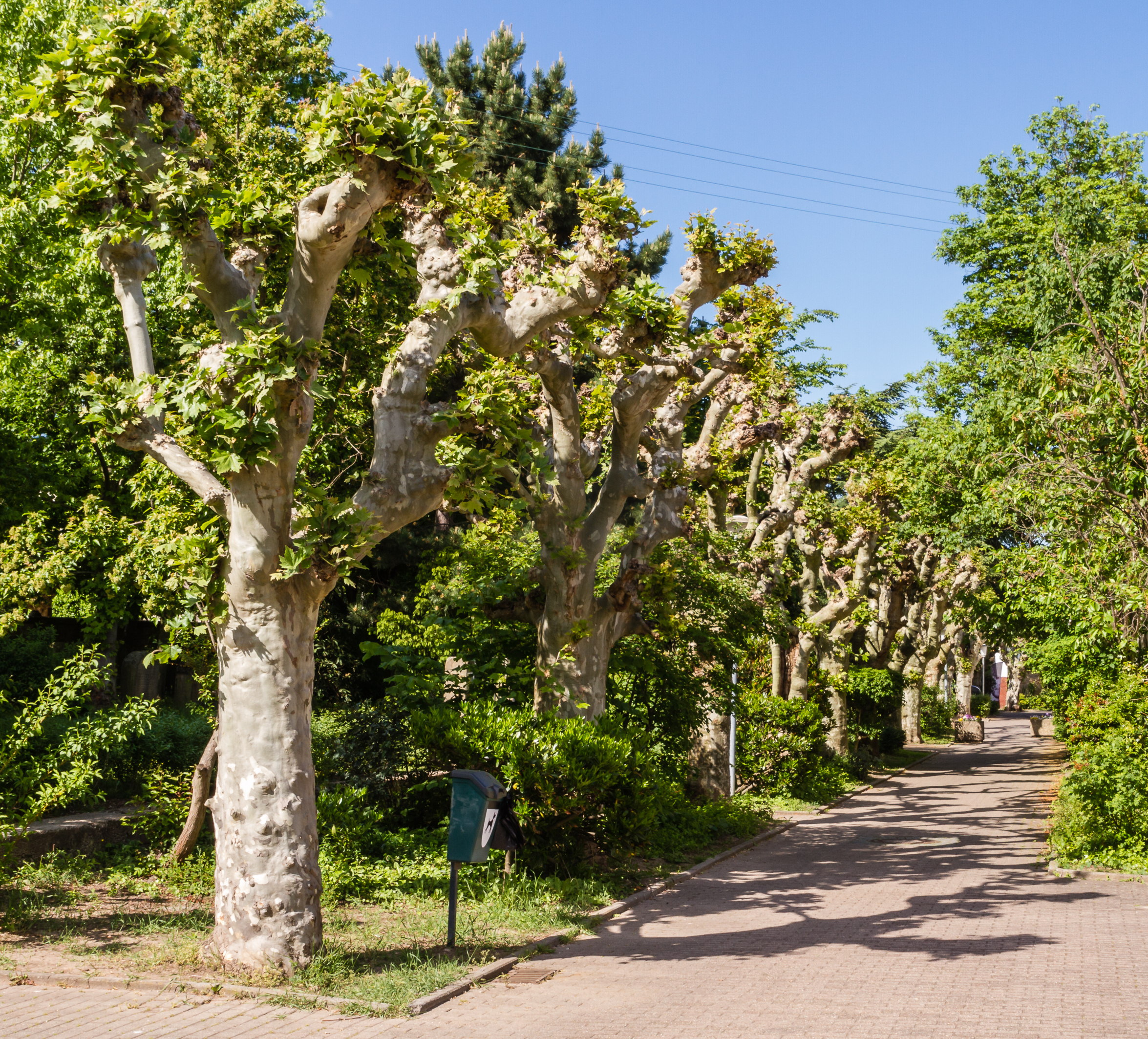
Platanenallee

Die Naturschutzverwaltung des Landes Rheinland-Pfalz weist in der Deidesheimer Gemarkung zehn Naturdenkmale aus (Stand: 2024). Dazu zählen die Platanenallee, ein Schwarzer und ein Weißer Maulbeerbaum in der Stadt selbst; ein wenig außerhalb, in der Flur, befindet sich ein 150-jähriger Efeustock. Auf der Waldgemarkung Deidesheims sind unter anderem die Weinbachspring und der Grimmeisenbrunnen als Naturdenkmale eingestuft. Bei der Weinbachspring handelt es sich um die Weinbachquelle, die nach 1906 gefasst wurde, der Grimmeisenbrunnen wurde 1908 von der Deidesheimer Ortsgruppe des Pfälzerwald-Vereins angelegt. Etwas weiter vom Ort entfernt, im Benjental, befindet sich der Schnokebrunnen, eine Quelle, deren kurzer Bachlauf in den Mußbach mündet.
Naturschutzgebiete

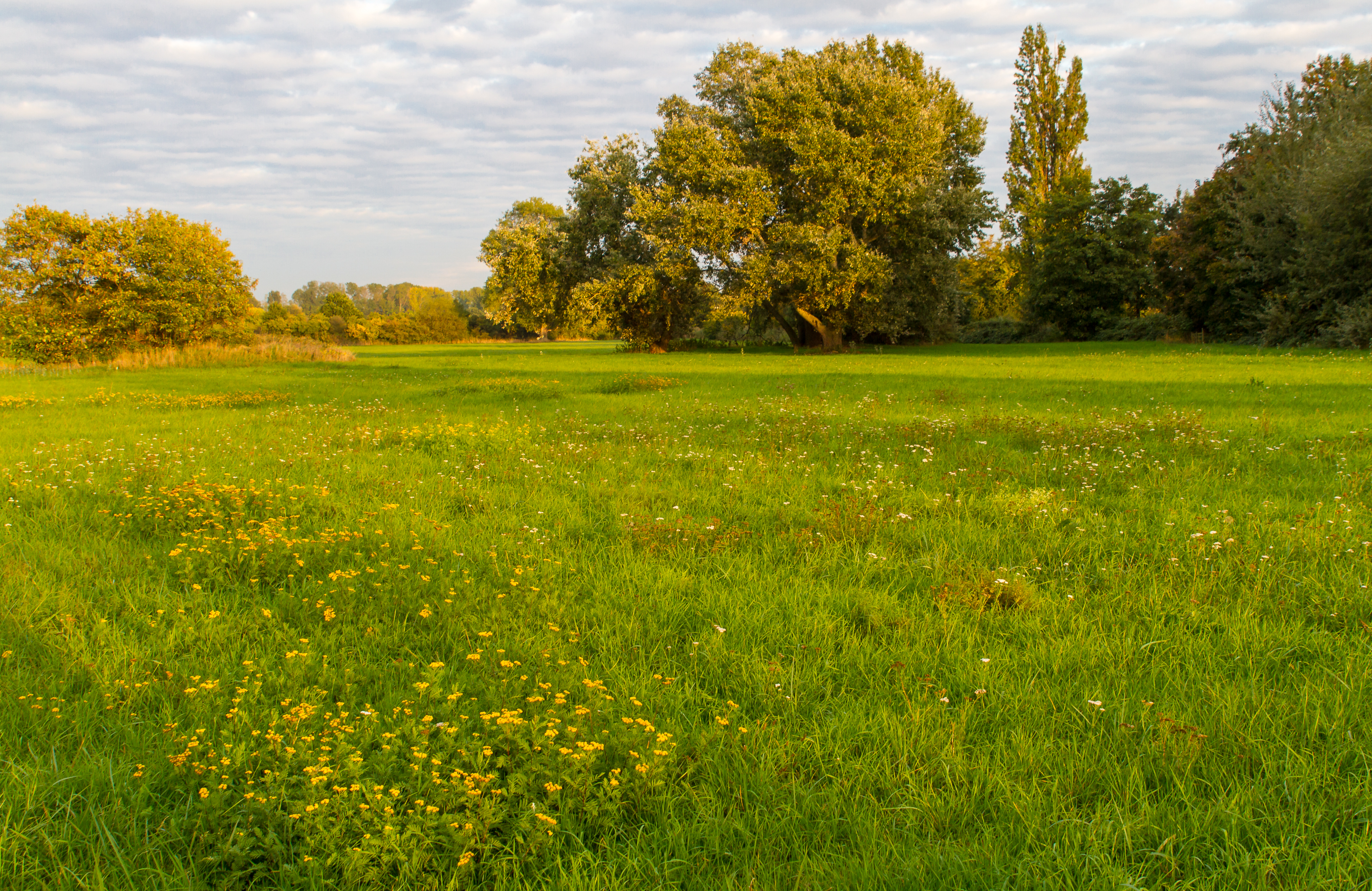
Marlachwiesen südlich von Deidesheim

Drei Naturschutzgebiete liegen teilweise auf der Gemarkung Deidesheims. An der Grenze zwischen Haardt und der Rebenlandschaft, beim Mühltal auch in den Wald hineinreichend, liegt westlich des Ortes ein Teil des Schutzgebietes Haardtrand – Am Bechsteinkopf. Dazu gehört die etwa 12 ha große Kulturlandschaft Am Kirchenberg mit Weinbergsterrassen und Streuobstwiesen. Dort verläuft die Grenze zwischen dem intensiven, maschinell betriebenen Weinbau und den am Fuß der Haardt steiler werdenden Hängen, wo dies nicht möglich ist. Das Gelände erinnert an Landschafts- und Wirtschaftsformen früherer Zeiten; viele solcher Weinbergsterrassen sind zugunsten der leichteren maschinellen Bearbeitung der Weinreben verschwunden. Dort wurden sie teilweise wiederhergestellt und teils ergänzt. So entstanden Habitate für besondere Tier- und Pflanzenarten bzw. wurden bestehende erhalten.
Der östliche Stadtteil ist umschlossen von den Marlachwiesen, einem offenen Feuchtwiesenbereich, der einer Vielzahl von Pflanzen und Tieren Lebensraum bietet. Dort findet man für Feuchtgrünland typische Tiere wie Sumpfschrecken, Winterlibellen, Erdkröten, Grasfrösche, Schwarzkehlchen, Kiebitze und Sumpfrohrsänger, sowie Pflanzen wie die Sumpfdotterblume und den Großen Wiesenknopf.
Von dem Naturschutzgebiet Forster Bruch, wie die Marlachwiesen auch Feuchtgrünland, liegt ein kleiner Teil ebenfalls auf der Gemarkung Deidesheims.
Vogelschutzgebiet
Ein Teil des Vogelschutzgebiets Haardtrand liegt auf der Gemarkung der Stadt. Es ist Teil des Schutzgebietsnetzes Natura 2000.

### Parks

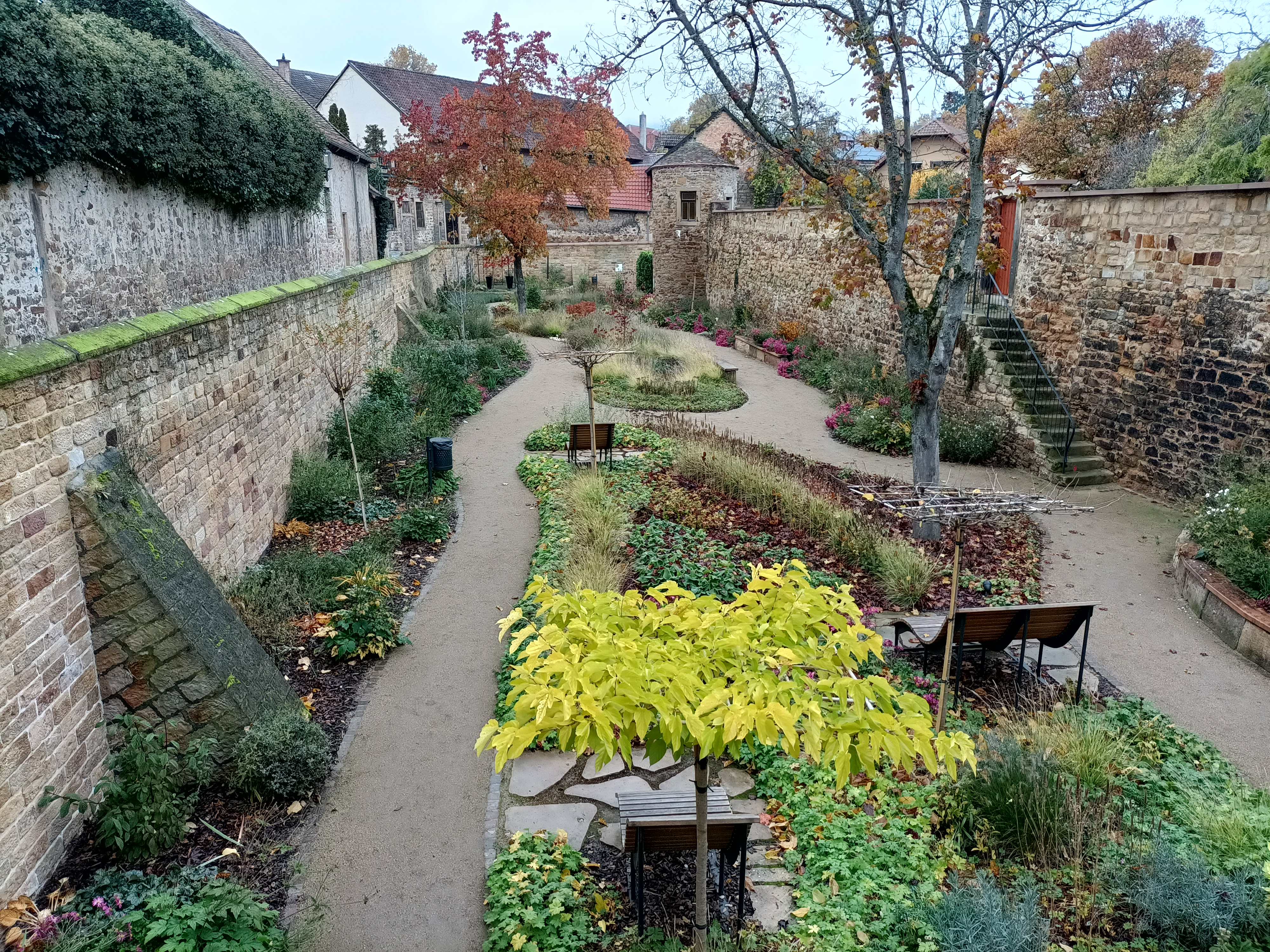
Schlosspark

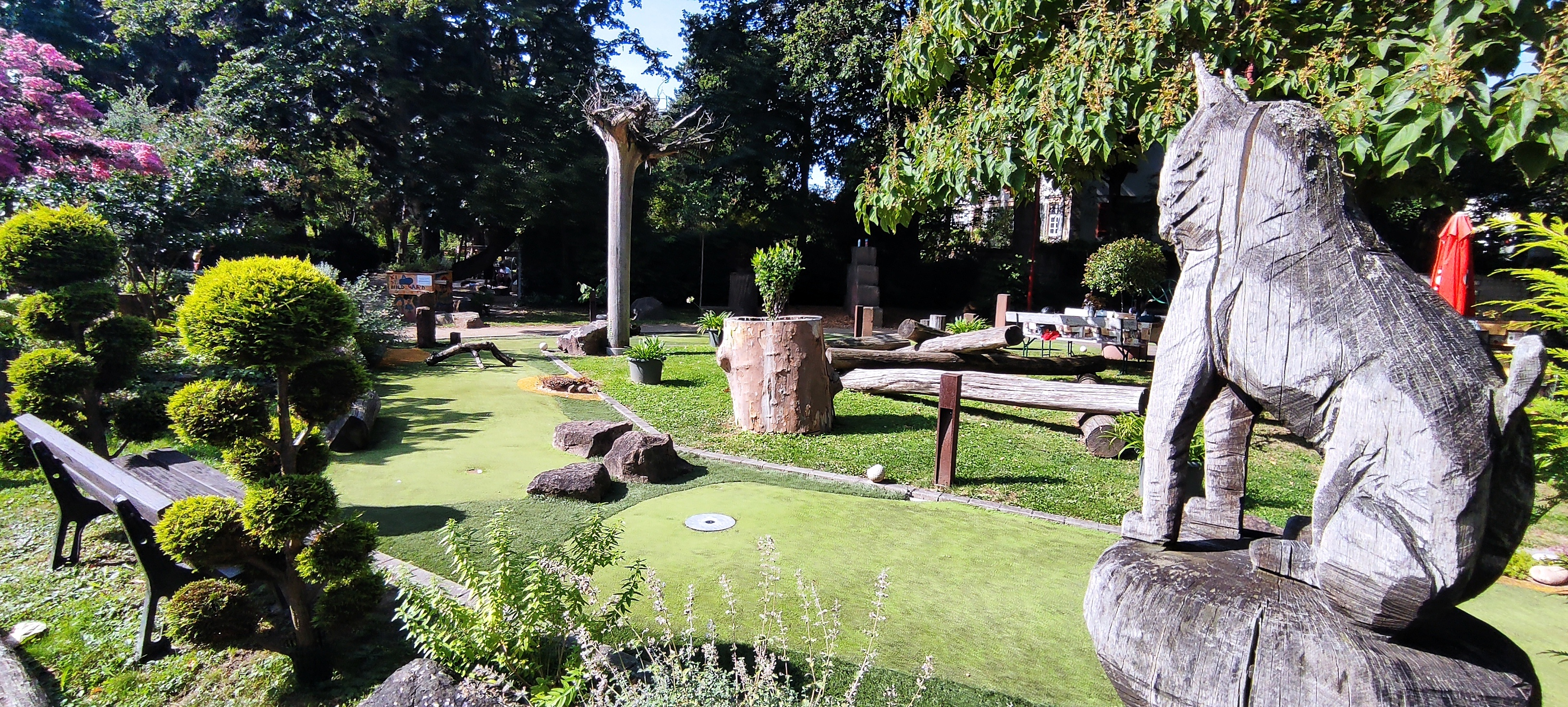
Erlebnisgarten

Der Schlosspark, der 1976 in seiner heutigen Form fertiggestellt wurde, ist eine Parkanlage im Schlossgraben des ehemaligen fürstbischöflichen Schlosses. Bis 1739 war der Graben noch mit Wasser gefüllt. Vom Arbeitskreis Deutsche Weinstraße wurde er 1988 mit dem Ehrenpreis im Wettbewerb Gartenkulturen als schönste Parkanlage an der Deutschen Weinstraße ausgezeichnet. 2021/21 wurde der westliche Teil des Parks nochmals von Grund auf neu gestaltet; dort gibt es unter anderem zwei Taschentuchbäume, deren Heimat Westchina ist. Im nordöstlichen Teil des Schlossgrabens ist der Erlebnisgarten der Stadt Deidesheim, ein Erholungs- und Erlebnisbereich mit rund 20 Spiel- und Erlebnisstationen. Teile des Schlossparks stehen in Privatbesitz und können daher nicht besichtigt werden.
Der Stadtpark mit seinem mediterranen Hügel wurde in den frühen 1980er Jahren angelegt. Dort gibt es vor allem südländische Blumen, Sträucher und Bäume, die sonst selten in Deutschland anzutreffen sind. Einige tausend erste Setzlinge wurden kostenlos von der Internationalen Gartenbauausstellung 1983 in München nach deren Ende erworben, weil sie dort nicht mehr gebraucht wurden. Zu den exotischen Pflanzen im Stadtpark zählen unter anderem Bitterorangen, Mandarinen, Orangen, Zitronen, Kiwis, Granatäpfel, Kakteen, Bougainvillea-Arten, Feigen und verschiedene Palmenarten.

### Regelmäßige Veranstaltungen

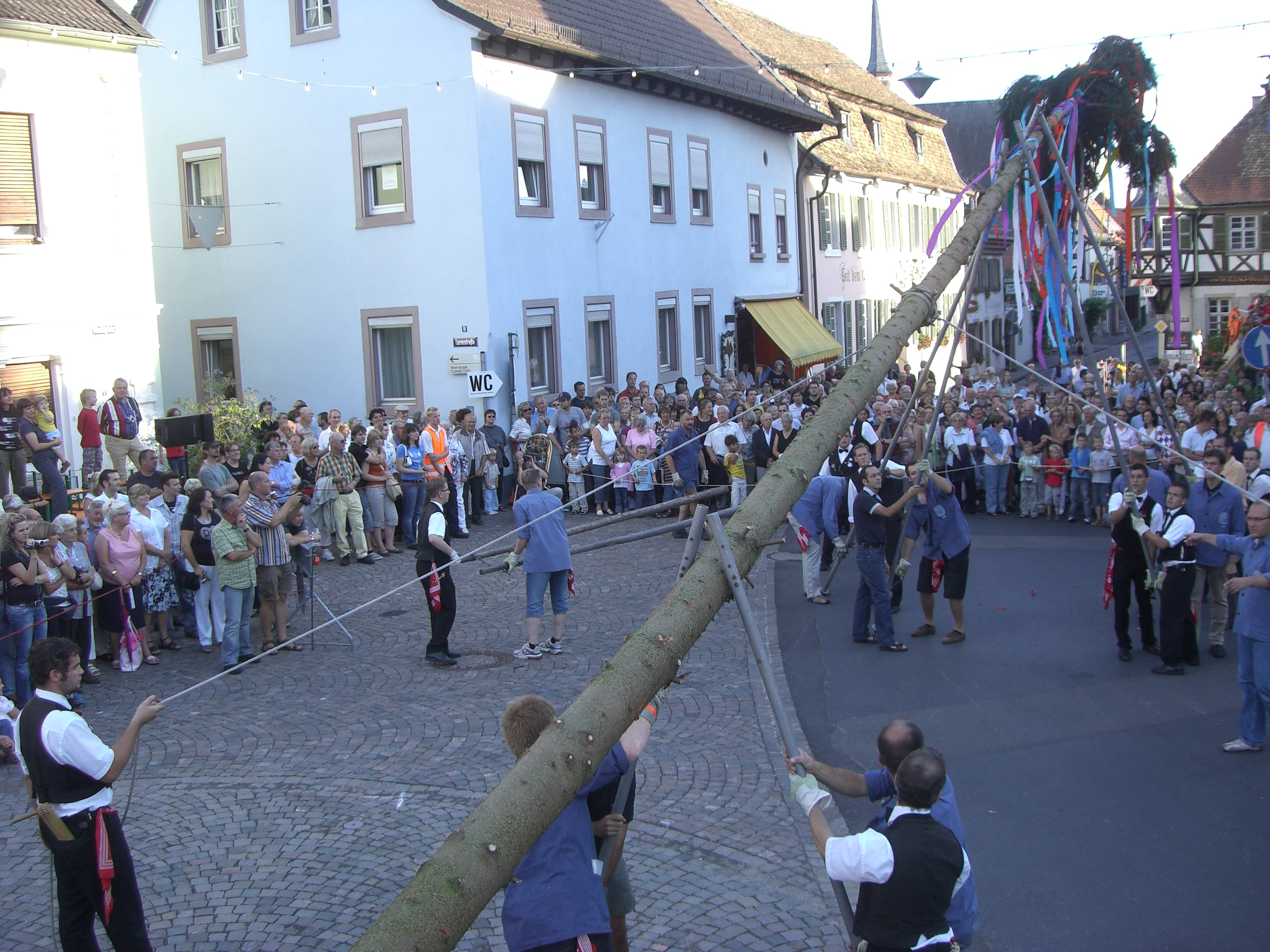
Mit dem Stellen des „Kerwebaums“ wird die Weinkerwe eröffnet.

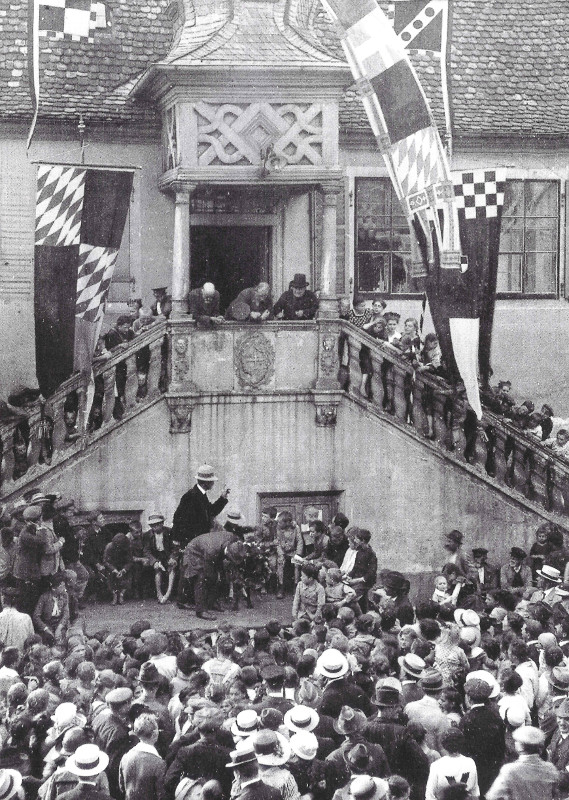
Vor der Versteigerung wird der Geißbock auf seine „Gebräuchlichkeit“ untersucht (1910).

#### Deidesheimer Weinkerwe
Die Deidesheimer Weinkerwe ist ein Weinfest mit 100.000 bis 150.000 Besuchern pro Jahr. Sie wird seit 1972 in ihrer gegenwärtigen Form gefeiert und hat sich schnell zu einem der größten Weinfeste an der Weinstraße entwickelt. Das Fest findet immer am zweiten und dritten Wochenende im August statt, jeweils von Freitag bis Dienstag. Bei der Weinkerwe betreiben Weingüter und Vereine aus der Verbandsgemeinde Deidesheim Ausschankstellen.

#### Deidesheimer Advent
Der Deidesheimer Advent ist ein Weihnachtsmarkt, der an den vier Adventwochenenden stattfindet. Er wird seit 1974 veranstaltet. Über 100 Beschicker aus Deidesheim und Umgebung betreiben dabei ihre Stände, die stilistisch zum Gesamtbild des Marktes passen müssen. Das Kunsthandwerk, wie Goldschmiede-, Keramik- und Textilkunst, Holzschnitzerei und Glasbläserei, spielen beim Deidesheimer Advent eine wichtige Rolle. Für den Glühwein, der ausgeschenkt wird, dürfen als Zutat nur Weine aus der Verbandsgemeinde Deidesheim verwendet werden.

#### Geißbockversteigerung
Die Geißbockversteigerung ist ein Volksfest in Form eines Historienspiels, das jedes Jahr am Dienstag nach Pfingsten gefeiert wird. Festanlass ist ein altes Abkommen mit der Nachbargemeinde Lambrecht, nach der jedes Jahr zur Abgeltung für Holz- und Weiderechte auf Deidesheimer Gemarkung von Lambrecht ein Geißbock geliefert werden muss, der in Deidesheim versteigert wird und der Erlös der Stadt Deidesheim zugutekommt. Diese historische Gegebenheit hat sich im Laufe der Zeit zu einem Volksfest entwickelt.

#### Kleinere Veranstaltungen
- INTONATION – Deidesheimer Kunsttage ist ein jährlich wiederkehrendes, mehrtägiges Treffen von Keramikkünstlern, die ihre Werke ausstellen und sich beim Arbeiten über die Schulter blicken lassen.[145]
- Die Pfälzer Mineralien- und Fossilienbörse wird alljährlich am Wochenende nach Pfingsten in der Stadthalle veranstaltet.[146]
- Der Deidesheimer Musikherbst (früher Deidesheimer Orgelherbst) eine von der Kirchenmusikerin Elke Voelker initiierte Konzertreihe unter der Leitung von Leo Krämer, findet jedes Jahr auf mehrere Tage in den Herbstmonaten verteilt in der katholischen Kirche statt; manchmal werden auch andere Spielorte gewählt.[147]
- Seit über 80 Jahren findet alljährlich an Christi Himmelfahrt unter dem Turnerehrenmal auf dem Waldberg bei Deidesheim ein vom Turngau Rhein-Limburg veranstaltetes Bergturnfest statt.[148]
- Seit 2013 findet in der Stadthalle die vom Deutschen Film- und Fototechnik Museum organisierte Internationale Filmbörse statt, bei der Filmkameras, Projektoren, Bearbeitungsgeräte und Zubehör ausgestellt und gehandelt werden. Daneben stehen Erinnerungsstücke aus Kino und Film und passende Literatur im Mittelpunkt.[149]
- Am 3. Oktober findet die Jazzwanderung im Rahmen der Veranstaltungsreihe Palatia jazz statt.

### Museen

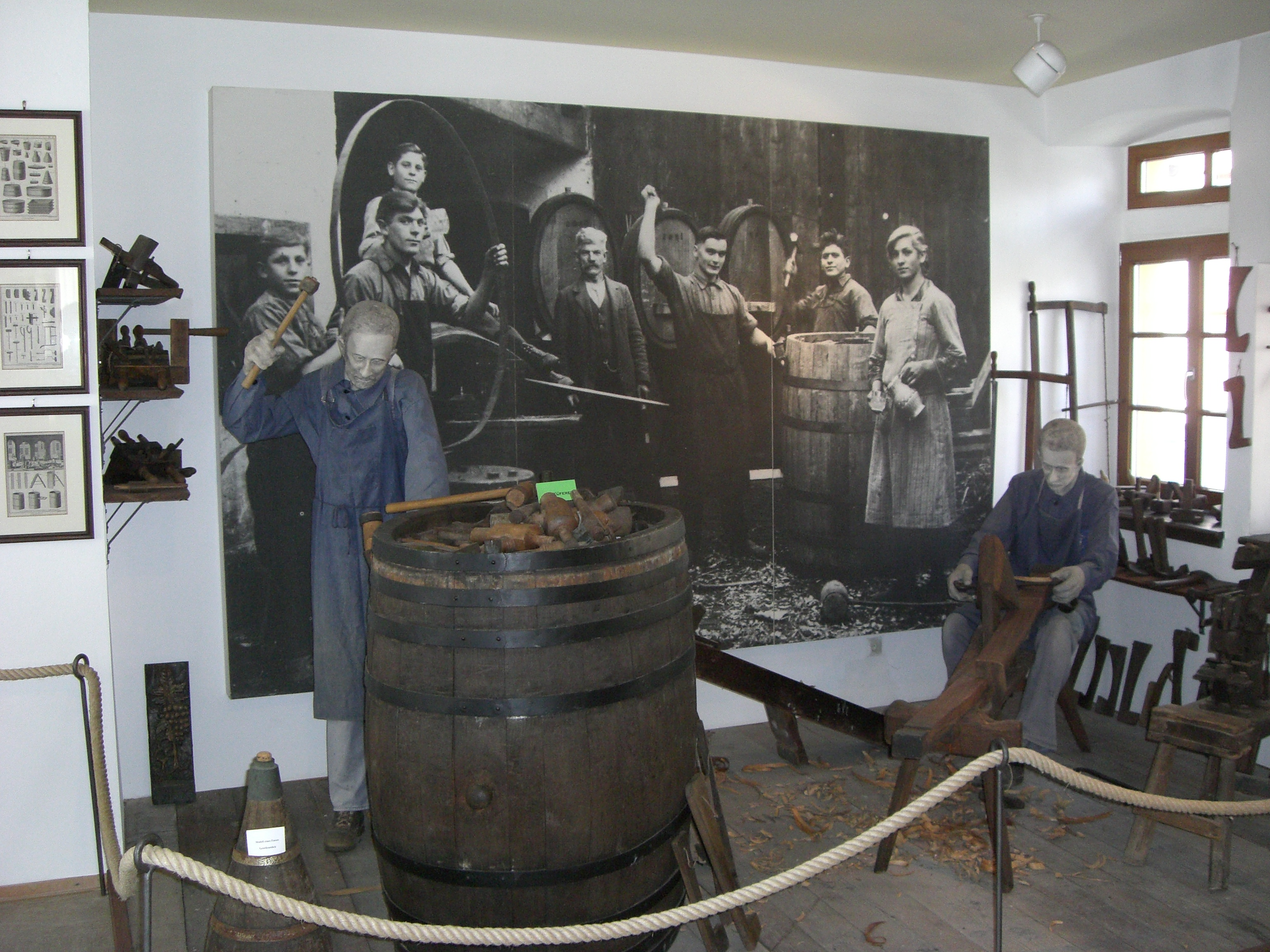
Museum für Weinkultur

- Das Museum für Weinkultur ist im Historischen Rathaus im Stadtzentrum beherbergt; es wurde im Mai 1986 eröffnet. Die Ausstellungsstücke des Museums spiegeln die Kulturgeschichte des Weins und seinen Einfluss auf Bereiche wie Literatur, Wissenschaft, Kunst, und Religion wider.[150] Das Museum wird unter anderem durch Beträge der Rebstockpächter des Prominenten-Weinbergs im Paradiesgarten finanziert.[151]
- Das 3F Deutsches Museum für Foto-, Film- und Fernsehtechnik befindet sich leicht schräg gegenüber dem Historischen Rathaus in den Räumen des Deidesheimer Spitals; es wurde im Dezember 1990 eröffnet.[151] Auf etwa 400 m² werden über 5500 Exponate aus allen Epochen der Kameratechnik ausgestellt.[152] Die Sammlung des Museums zur Entwicklung von Fotografie, Film und Fernsehen ist eine der größten in Europa.[153]

### Turmschreiber

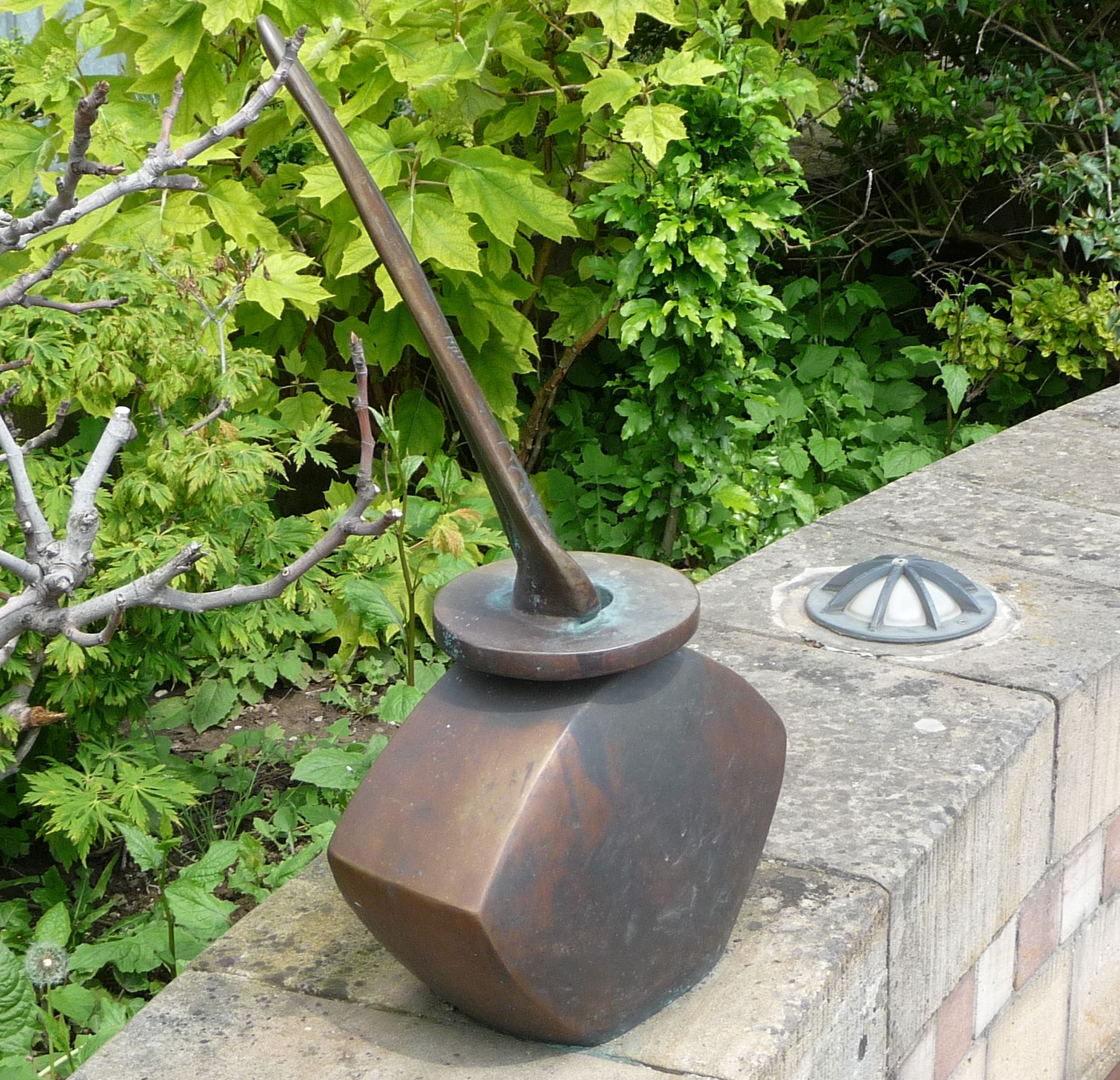
Die Feder beim Geschichts- und Brauchtumsbrunnen steht für den Turmschreiber.

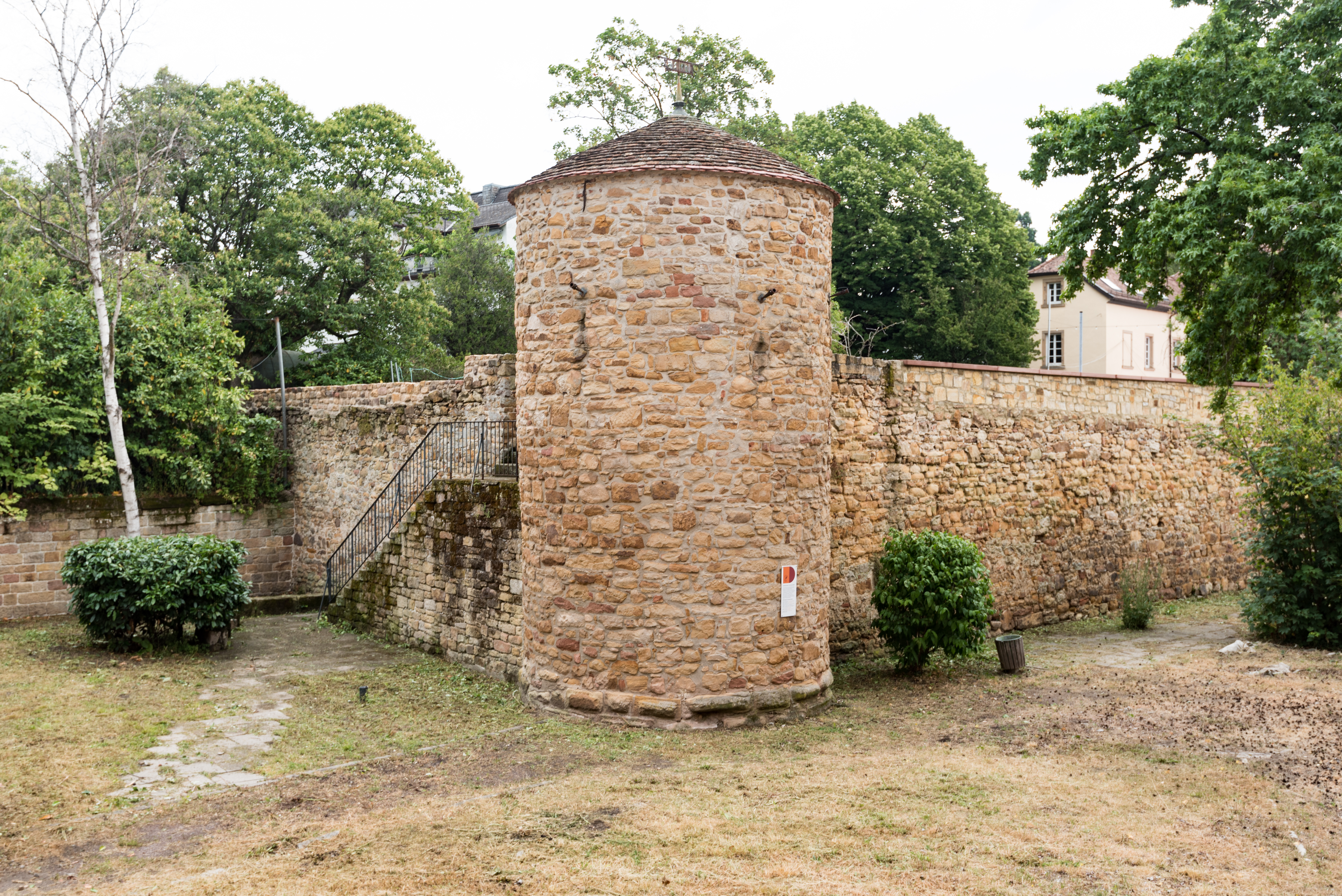
Der südwestliche Flankierungsturm der Burg ist die symbolische Residenz des Turmschreibers.

Die seit 1978 bestehende Stiftung zur Förderung der Literatur in der Pfalz lädt Literaten nach Deidesheim ein, damit sie hier pfalzbezogen schreiben und die Früchte ihrer Arbeit anschließend publizieren. Finanziert wird die Stiftung von der Deutschen Akademie für Sprache und Dichtung, dem Südwestrundfunk, dem Land Rheinland-Pfalz und von der Stadt Deidesheim. Kandidaten für das Amt werden von den Stiftungsmitgliedern ausgewählt. Weil die Literaten, wenigstens symbolisch, während ihres Schaffens in einem kleinen Türmchen der fürstbischöflich-speyerischen Burg residieren, werden sie als Turmschreiber bezeichnet. Das Stipendium ist mit 7500 Euro dotiert. Außerdem gibt es für den Stipendiaten als Entgelt einen freien Aufenthalt in Deidesheim für die Dauer von vier Wochen und drei Flaschen Deputatwein pro Tag; daneben wird jeder Turmschreiber automatisch Rebstockpächter im Promi-Weinberg des Deidesheimer Paradiesgartens.
Im Folgenden sind die bisherigen Turmschreiber mit ihren Werken und dem jeweiligen Jahr angeführt, in dem sie Turmschreiber in Deidesheim waren:
- Wolfgang Altendorf (1978 Wie ein Vogel im Paradiesgarten)
- Rudolf Hagelstange (1980 Liebesreim auf Deidesheim)
- Ludwig Harig (1982 Zum Schauen bestellt)
- Herbert Heckmann (1987 Sieben Weinpredigten)
- Erich Loest (1989) (schied vorzeitig aus seinem Vertrag aus)[155]
- Walter Helmut Fritz (1991 Die Schlüssel sind vertauscht)
- Manuel Thomas (1992 Deidesheimer Tagebuch, Deidesheimer Skizzenbuch in: Von und Über 2002)
- Hans-Martin Gauger (1996, noch keine Veröffentlichung)
- André Weckmann (1998 Der Geist aus der Flasche und die Leichtigkeit der Zuversicht)
- Emma Guntz (2001 Ein Jahr Leben)
- Fanny Morweiser (2003 Deidesheimer Elegie oder wie man keinen Krimi schreibt)
- Bernd Kohlhepp (2006 Der Ring des Piraten)
- Katja Schweder (2010 Die Weingeister und ihre Gefährten)
- Andreas Maier (2018, noch keine Veröffentlichung)
- Katja Lange-Müller (2022, noch keine Veröffentlichung)
- Arnold Stadler (2024, noch keine Veröffentlichung)

### Sport

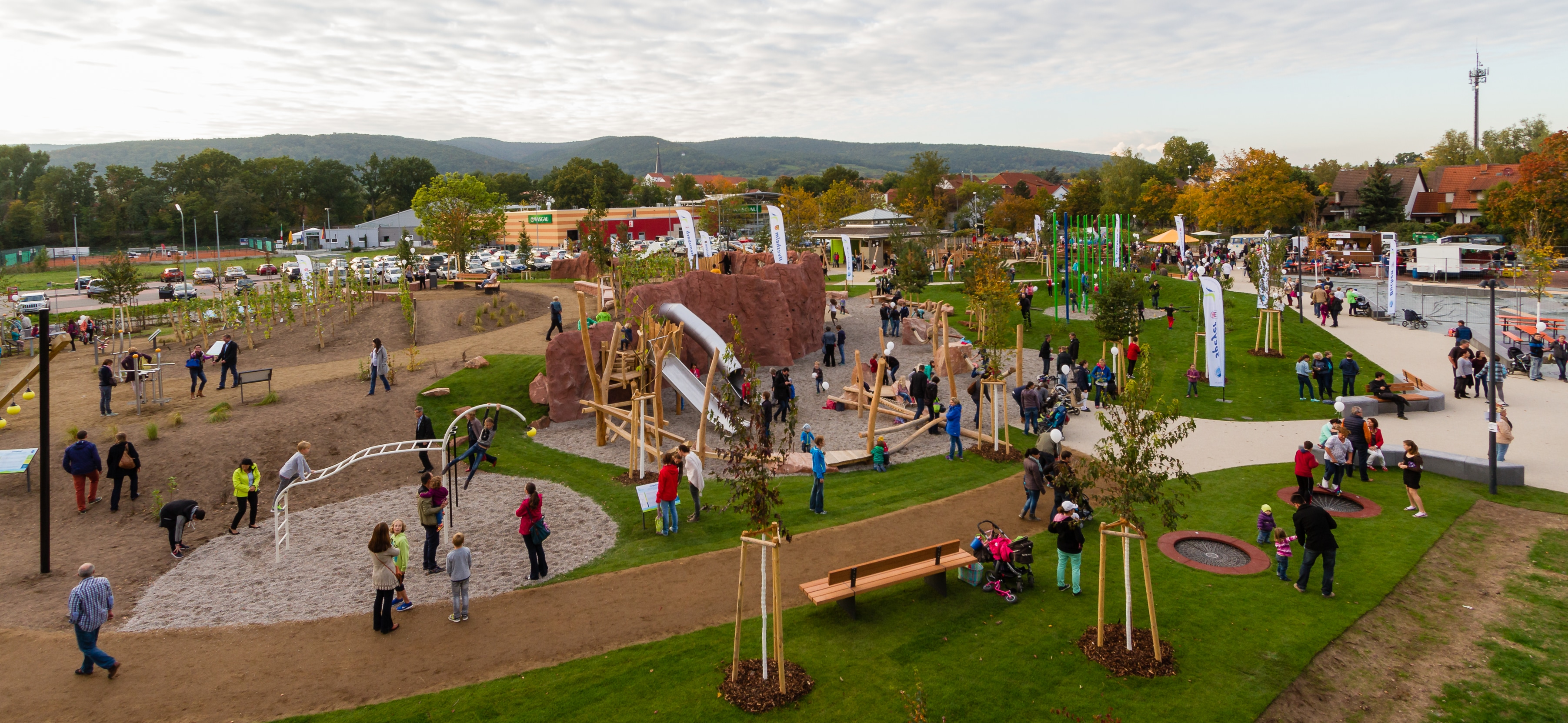
„alla hopp!“-Anlage

Im Osten von Deidesheim befindet sich die Bezirkssportanlage der Verbandsgemeinde Deidesheim. Sie wurde im September 1978 eingeweiht und umfasst heute einen Rasenplatz, einen Hartplatz und eine Kunststofflaufbahn. Im September 1993 wurde nebenan die Halle für Sport und Spiel eingeweiht. Daneben gibt es auf dem Waldberg einen Sportplatz für Leichtathletik-Wettkämpfe und einen Trimm-dich-Pfad. Alljährlich zu Christi Himmelfahrt findet auf dem Waldberg-Sportplatz ein Bergturnfest statt, das vom Turngau Rhein-Limburg veranstaltet wird.
Die TSG Deidesheim umfasst Abteilungen für die Sportarten Basketball, Fußball, Judo, Leichtathletik, Tischtennis, Turnen, Schach und Volleyball. Beim Tennisclub Deidesheim e. V. kann Tennis als Einzel- oder Mannschaftssport gespielt werden. Bei Deidesheim gibt es zehn verschiedene, vom Deutschen Skiverband zertifizierte Nordic-Walking-Strecken mit unterschiedlichen Anforderungsprofilen, die zusammen eine Streckenlänge von etwa 90 km haben.

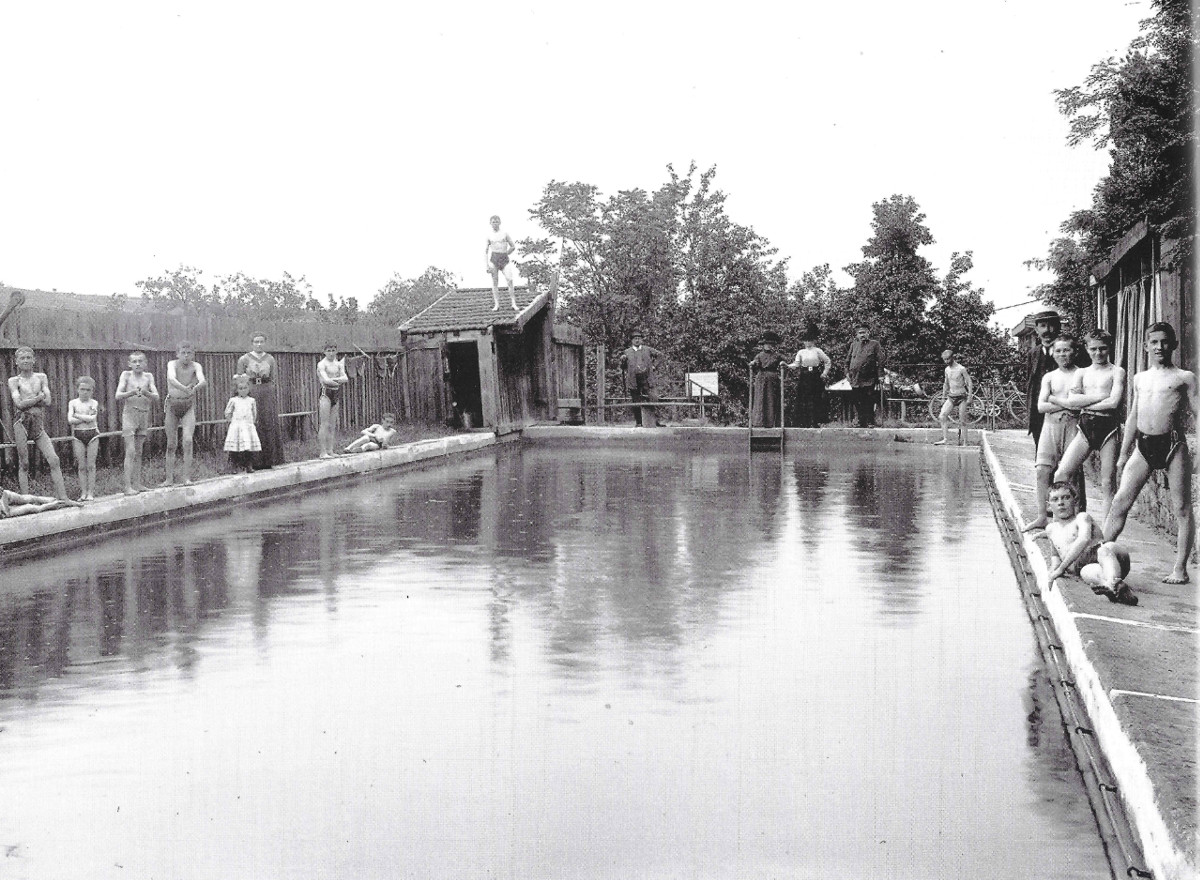
Schwimmbad (um 1910)

Am westlichen Ortsende liegt das städtische Freibad Oase im Paradiesgarten. Angelegt wurde es vom örtlichen Badeverein, der am 18. August 1885 gegründet wurde. Die Eröffnung fand weniger als ein Jahr später statt, am 18. Juni 1886; es war das erste Freibad der Pfalz. Das neu entstandene 28 × 8 Meter große Becken wurde noch mit dem Wasser des anliegenden Weinbachs gespeist. Nach der Inflation von 1923 konnte der Badeverein das Bad nicht mehr finanzieren, worauf der Beschluss gefasst wurde, das Schwimmbad der Stadt zu schenken. Dies wurde am 24. März 1926 per Schenkungsurkunde festgehalten. In den folgenden Jahrzehnten gab es etliche Veränderungen, etwa die Schaffung von neuen Schwimmbecken und Umkleiden.
Am 9. Oktober 2015 wurde in Deidesheim ein Bewegungsparcours eingeweiht, der neben der Integrierten Gesamtschule im Osten der Stadt angesiedelt ist. Die Alla-hopp!-Anlage wurde als dritte ihrer Art von der Dietmar-Hopp-Stiftung gesponsert. Sie bietet generationenübergreifend verschiedene Möglichkeiten, Ausdauer, Kraft und Beweglichkeit zu trainieren.

### Vereine

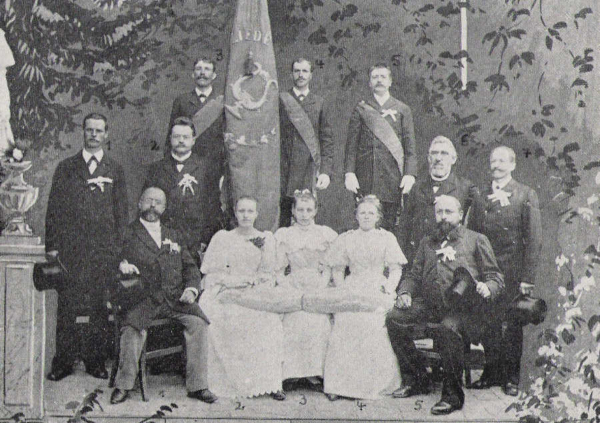
Der Männergesangsverein mit seinem Vorsitzenden Johann Julius Siben (1895)

#### Bis zur Reichsgründung 1871

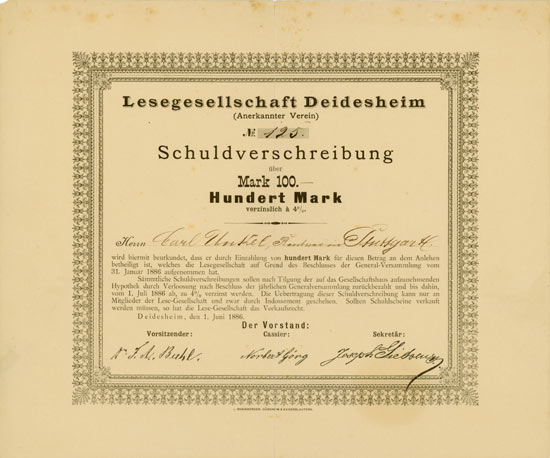
Schuldverschreibung über 100 Mark der Lesegesellschaft Deidesheim vom 1. Juni 1886

Das Vereinswesen begann sich in Deutschland zu Anfang des 19. Jahrhunderts von größeren Städten auf kleinere Gemeinden auszubreiten. Der erste Verein, der in Deidesheim schriftlich Erwähnung fand, war ein Musikverein, der anlässlich des Besuchs des Bayerischen Königs Ludwig I. 1829 in Deidesheim eine Darbietung gab; der Verein löste sich aber noch im Laufe des 19. Jahrhunderts wieder auf. Im Jahr 1845, in einer Zeit, in der sich zahlreiche Gesangvereine bildeten, wurde der Männergesangverein Liederkranz gegründet; es gibt ihn noch heute; zu seinen Vorsitzenden zählten Persönlichkeiten wie Franz Peter Buhl, Andreas Deinhard, Julius Siben, Franz Eberhard Buhl und Georg Enoch Freiherr von und zu Guttenberg. Bernhard Klug, Chorleiter beim Liederkranz, war der Verfasser des inoffiziellen Deidesheimer Liedes, das bei zahlreichen Deidesheimer Festen gesungen wird.
Am 31. August 1846 wurde eine Lesegesellschaft gegründet, der fast ausschließlich die wohlhabenden Gutsbesitzer als Mitglieder und in seiner Anfangszeit den Politiker Franz Peter Buhl als Vorsitzenden hatte. Der Verein, auch Casino genannt, hatte vermutlich bereits einen Vorgänger, der bereits 1835 gegründet worden war. Das Casino löste sich 1939 auf. Im Jahr 1849 wurde in Deidesheim erstmals ein Turnverein gegründet, der jedoch 1850, kurz nach dem Pfälzischen Aufstand, von der bayerischen Regierung – wie alle Turnvereine im Königreich Bayern – wieder verboten wurde, weil Turnvereine als politische Vereinigungen galten. 1860 wurde der Turnverein wiedergegründet; er existiert bis heute und heißt seit 1958 Turn- und Sportgemeinde 1849 Deidesheim. Er hat heute fast 1400 Mitglieder. Vermutlich 1859 wurde der Cäcilienverein gegründet – damals als reiner Männergesangsverein – der ebenfalls noch heute existiert und als Kirchenchor in der katholischen Gemeinde tätig ist.

#### Bis zum Zweiten Weltkrieg

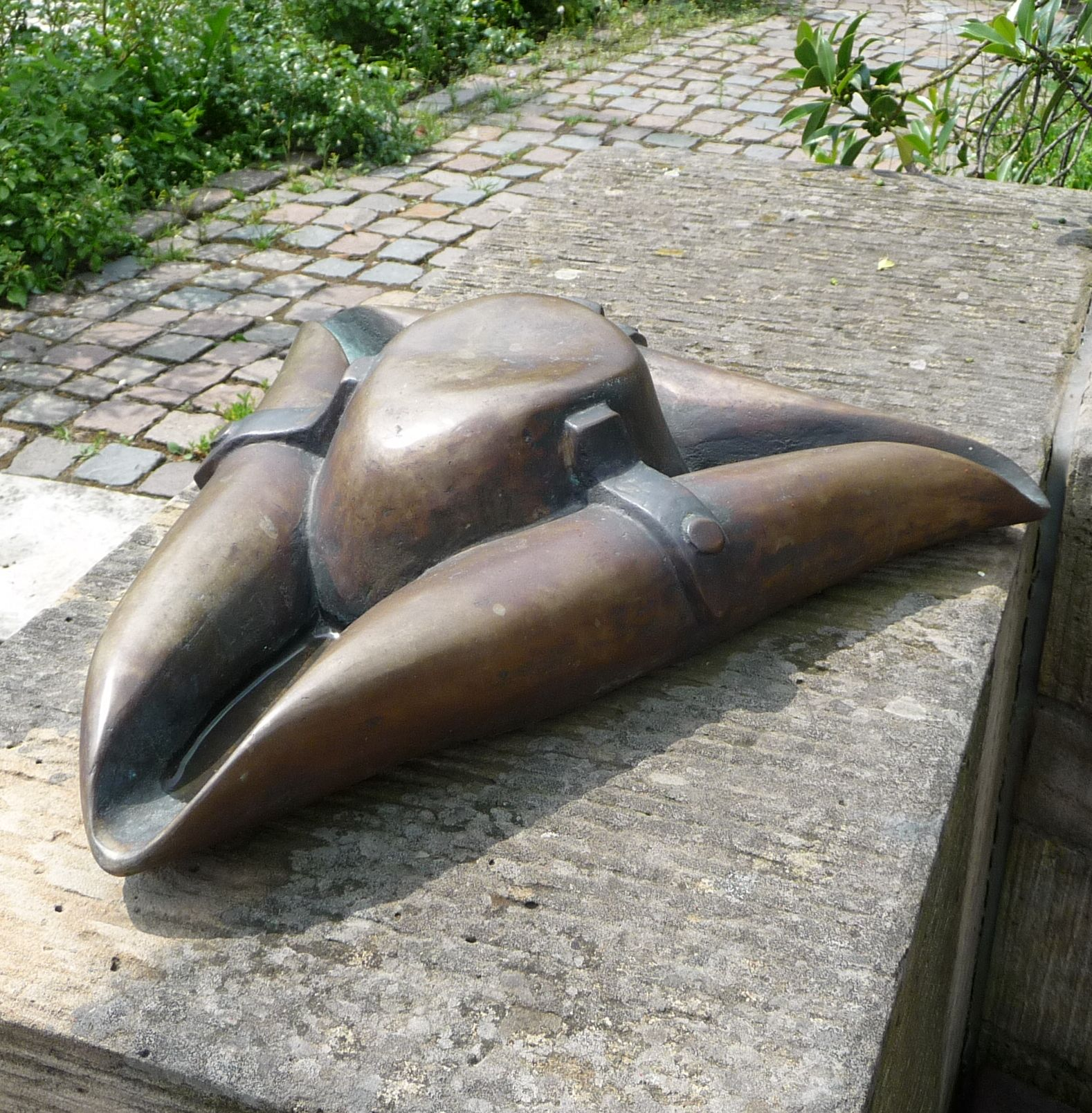
Der Dreispitz am Geschichts- und Brauchtumsbrunnen ist ein Hinweis auf die Tracht der Trachtenvolkstanzgruppe.

Nach der Deutschen Reichsgründung 1871 bildete sich ein Kriegerverein, der laut seiner Satzung „die Erinnerung an die große Zeit der Jahre 1870/71 wach halten“ wollte, alljährlich Sedanfeiern veranstaltete und zur 100-jährigen Wiederkehr der Völkerschlacht bei Leipzig zur Erinnerung an die Befreiungskriege ein Höhenfeuer auf dem Waldberg veranstaltete. Einer der Vorsitzenden war der Reichsrat Eugen Buhl. 1906 wurde die Ortsgruppe Deidesheim des Pfälzerwald-Vereins gegründet, die 2006 ihr 100-jähriges Jubiläum feiern konnte. Als erstes Mitglied auf der Gründerliste ist der Gutsbesitzer Ludwig Bassermann-Jordan geführt. 1893 bildete sich Deidesheims erster Radsportverein, der jedoch nicht lange existierte; 1911 wurde ein Nachfolgeverein namens Torpedo gegründet, der jedoch während des Ersten Weltkriegs wieder aufgelöst wurde. Nach dem Ersten Weltkrieg entstand wieder ein Nachfolgeverein, der Radfahrverein Edelweiß, der noch heute existiert. Während des Ersten Weltkriegs war das Vereinsleben fast völlig erloschen; viele Vereine lösten sich auf und wurden danach nicht wiederbelebt. Danach kam das Vereinsleben nur langsam wieder in Gang. 1921 wurde der noch heute existierende Schwimmverein Deidesheim gegründet, 1930 ein katholischer Gesellenverein, der sich während der Zeit des Nationalsozialismus auflösen musste und 1946 wieder als Kolpingsfamilie wiedergegründet wurde, die es noch heute gibt.
Das Vereinsleben erlebte mit der Machtergreifung der Nationalsozialisten eine Zäsur: die Vereinsvorstände mussten der NSDAP genehm sein; beim Katholischen Frauenbund Deidesheims wurde die Vereinskasse beschlagnahmt und viele Vereinsversammlungen mussten vom Ortsgruppenleiter der NSDAP genehmigt werden. 1938 mussten sich der Turnverein, der Schwimmverein und der Radsportverein Edelweiß auflösen und als gemeinsamer Verein wiedergründen. Die einzige wirkliche Neubildung eines Vereins in dieser Zeit stellt die 1935 gegründete Trachtenvolkstanzgruppe dar, die bei der Einweihung der Deutschen Weinstraße im Oktober 1935 ihren ersten Auftritt hatte; die altpfälzischen Trachten, die beim Auftritt getragen wurden, waren vom Weingut Reichsrat von Buhl geliehen. Nach dem Zweiten Weltkrieg konnte die Trachtenvolkstanzgruppe mit Auftritten in anderen Ländern zahlreiche Kontakte knüpfen und legte damit den Grundstein für die Gemeindepartnerschaften mit Buochs und Saint-Jean-de-Boiseau.

#### Weitere Entwicklung bis heute

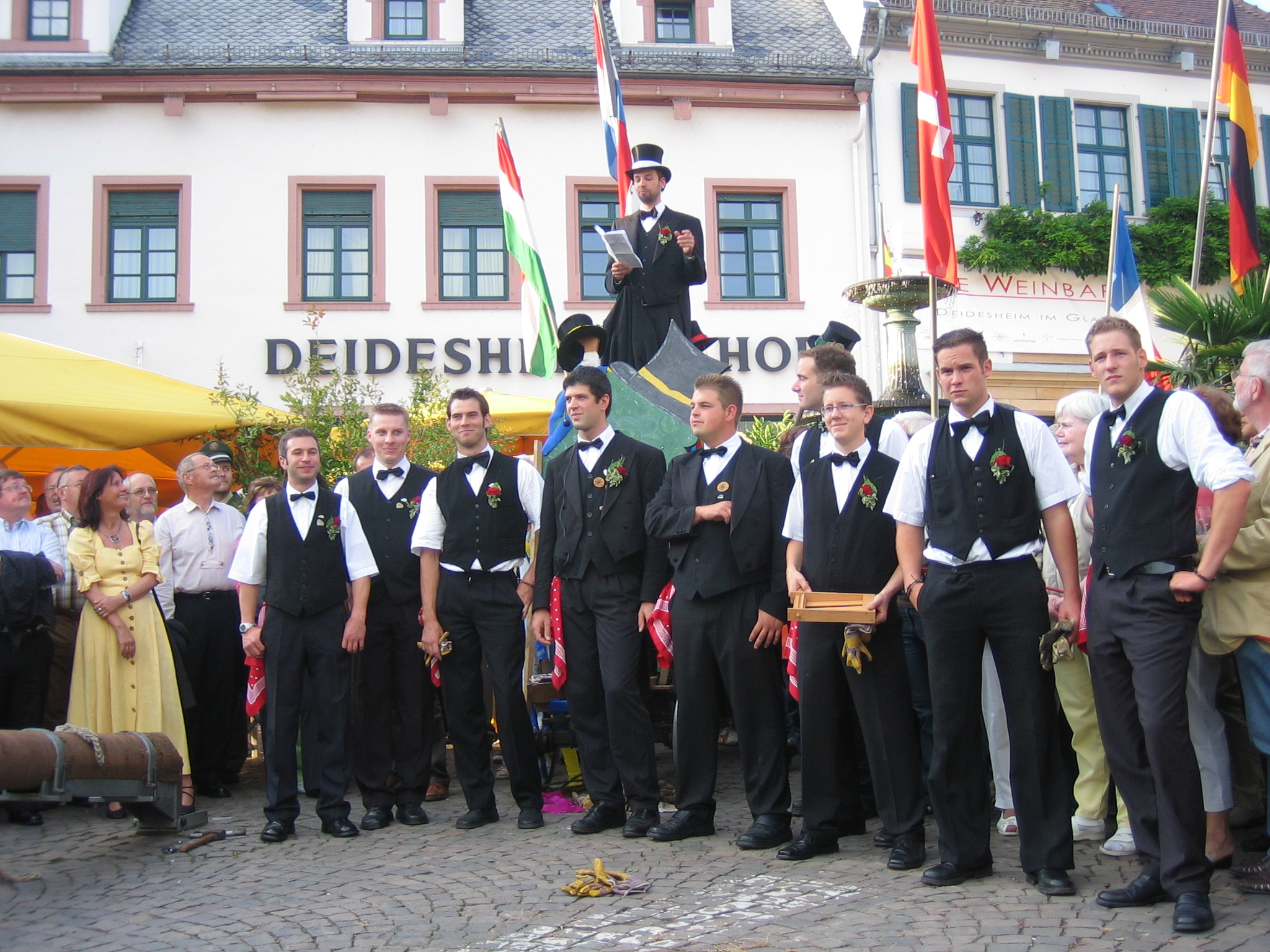
Die Kerweredd der Kerwebuwe knüpft an altpfälzische Traditionen an

Während des Zweiten Weltkriegs kam das Vereinsleben nahezu ganz zum Erliegen und entfaltete danach erst langsam wieder seine Aktivitäten. 1954 wurde der Ortsverein des Deutschen Roten Kreuzes (DRK) gegründet; er hatte Ende des 19. Jahrhunderts einen Vorläuferverein, dem damals nur Frauen angehörten. Seit 1983 ist der Ortsverein des DRK in seinem Heim im Osten Deidesheims untergebracht. Im Jahr 1972 wurde die Gruppe Deidesheimer Kerwebuwe gegründet, die mit einer Kerweredd und dem Stellen des Kerwebaums die Deidesheimer Weinkerwe eröffnen. 1969 wurde der Tennisclub Deidesheim e. V. gegründet, ein Jahr später der Verein Heimatfreunde Deidesheim und Umgebung, der Vorträge zu geschichtlichen Themen rund um Deidesheim anbietet und eine Reihe von Heimatblättern herausgegeben hat. 1994 bildete sich der Freundeskreis ehemalige Synagoge Deidesheim. e. V., der sich für die Wiederherstellung der Deidesheimer Synagoge einsetzte und nun deren würdevolle Nutzung zum Ziel hat. In Deidesheim betreibt der deutschlandweit aktive Verein Antispam eine Geschäftsstelle.
Deidesheim hat heute durch seine zahlreichen Vereine ein lebendiges Gemeinwesen und wird durch diese auf sozialer, kultureller und sportlicher Ebene mitgeprägt. Beim Gestalten von Festen, aber auch auf dem Gebiet des Alltäglichen wirken die Vereine gestalterisch mit und sind damit für das gesellschaftliche Leben in Deidesheim ein bestimmender Faktor.

### Theater
Seit 1997 ist in der Stadt das Boulevardtheater Deidesheim beheimatet. In einem kleinen Boulevardtheatersaal der Stadthalle „Paradiesgarten“ mit etwa 100 Sitzplätzen werden von der vierzigköpfigen Schauspieltruppe um die 150 Boulevardstücke und Kabarettdarbietungen im Jahr aufgeführt. Das „Boulevardtheater“ wurde bereits mit einigen Kulturpreisen ausgezeichnet, darunter der „Preis der Emichsburg“ im Rahmen des Bockenheimer Mundartdichterwettstreits.

## Wirtschaft und Infrastruktur

### Wirtschaft

#### Weinbau

##### Weinlagen

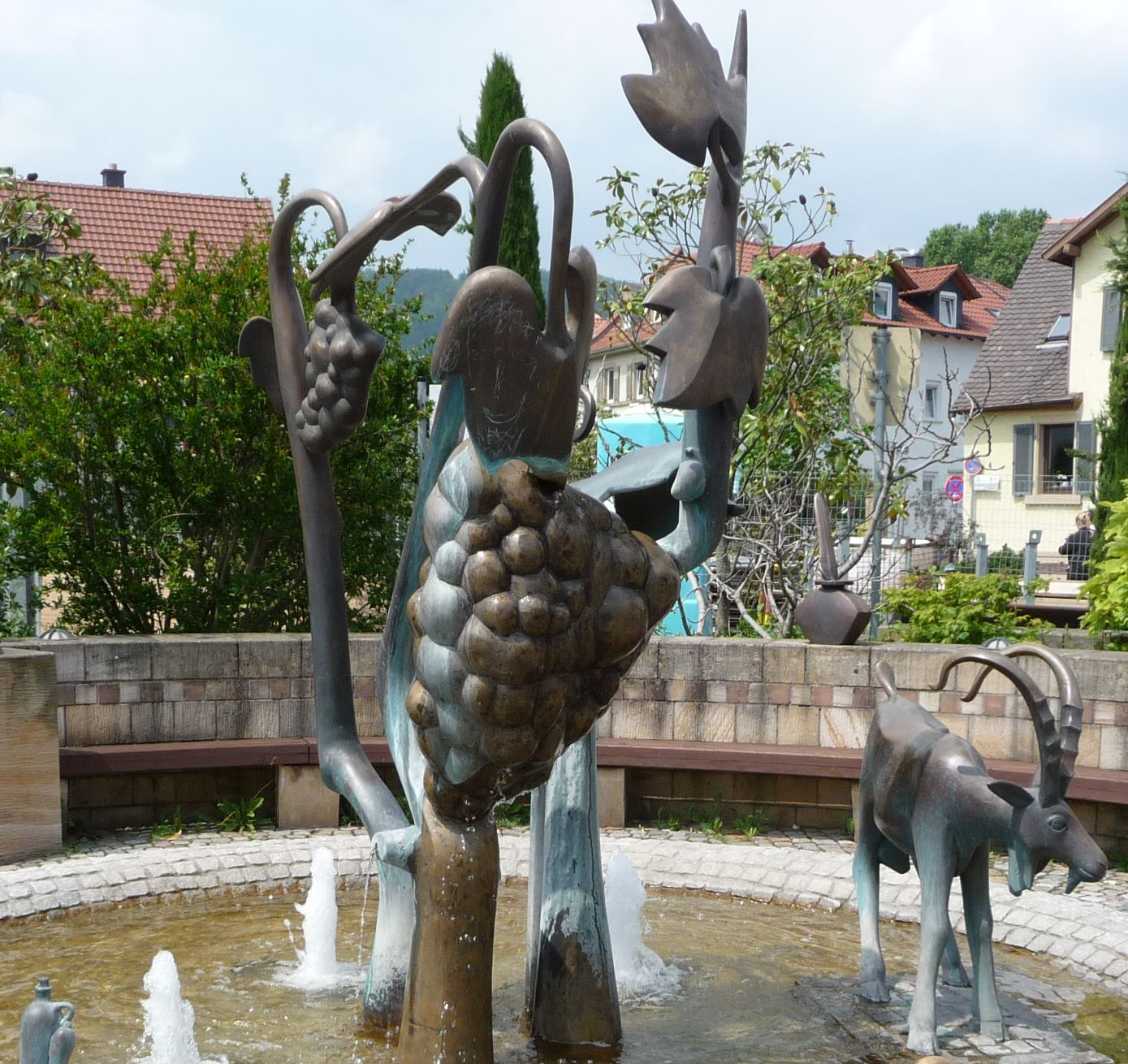
Der Weinstock als zentrales Element des Geschichts- und Brauchtumsbrunnens dokumentiert die Bedeutung des Weinbaus in Deidesheim.

Die Deidesheimer Weinlagen gehören zum Weinbaugebiet Pfalz und dort zum Anbaubereich Mittelhaardt-Deutsche Weinstraße. Lagenamen waren früher in Besitzurkunden geführt, welche die Lage der Grundstücke und den Verlauf ihrer Grenzmarkierungen beschrieben. Etwa 170 Weinlagen und Gewannen sehr unterschiedlicher Größe sind in den Gemarkungen von Deidesheim, Niederkirchen, Forst und Ruppertsberg bekannt; sie erstreckten sich teilweise über die Gemarkungsgrenzen, denn erst 1829 bekamen die Orte Gemarkungsgrenzen zugewiesen. Mit der Novellierung des Weingesetzes von Rheinland-Pfalz 1971 wurden die Weinlagen neu eingeteilt. Heute gibt es elf Einzellagen. Zu den Einzellagen zählen Grainhübel, Herrgottsacker, Hohenmorgen, Kalkofen, Kieselberg, Langenmorgen, Leinhöhle, Letten, Mäushöhle, Nonnenstück und Paradiesgarten. Mit Ausnahme der Lagen Nonnenstück, die zur Großlage Hofstück gehört, und Letten, die zur Großlage Schnepfenflug an der Weinstraße gehört, sind alle Einzellagen der Großlage Forster Mariengarten zugeordnet. Die Einzellagen haben zusammengenommen eine Fläche von 523,58 ha, die Großlage, zu der zahlreiche Einzellagen anderer Gemeinden zählen, hat eine Fläche von 1401 ha (Stand: 1994). Nicht mehr zu finden sind seit der Neugliederung Namen früherer Weinlagen wie Geheu, Hahnenböhl, Kränzler, Reiß, Rennpfad, Vogelsang und Weinbach.

##### Weinbaugeschichte

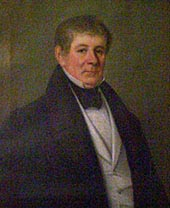
Andreas Jordan

Bereits lange Zeit bevor diese kultiviert wurden, wuchsen Wildreben im Gebiet um Deidesheim. Hiervon zeugen etwa 4,5 Millionen Jahre alte Rebenreste, die circa 10 km nördlich von Deidesheim bei Ungstein gefunden wurden. Es gilt jedoch als sicher, dass Wein in Mitteleuropa erst nach der Zeitenwende angebaut wurde. Ob dies bei Deidesheim noch zu römischen Zeiten der Fall war, ist spekulativ: Funde von Weinamphoren und einer Glaskanne in Fassform aus der Römerzeit bei Deidesheim und Ruppertsberg lassen zwar auf Weingenuss in dieser Zeit schließen, eindeutige Hinweise auf Weinbau zu römischen Zeiten direkt bei Deidesheim gibt es jedoch nicht.
Über den mittelalterlichen Weinbau ist wenig überliefert. 770 wurde Deidesheim zum ersten Mal in einer Urkunde des Klosters Fulda als weinbautreibend genannt. Die heutigen Deidesheimer Weinberge wurden erst nach der Jahrtausendwende gerodet; auf die veränderte Nutzung dieses Areals deuten die Namen der Nachbargemeinden Forst und Haardt hin. Mit dem Ungeld, einer Steuer auf Wein, dessen Erhebung der Speyerer Fürstbischof 1360 gestattete, wurden Bau und Instandhaltung der Stadtmauer finanziert. Die früheste Nennung einer Rebsorte in Deidesheim war 1504 die Rebsorte Gänsfüßer.
Zu Beginn des 19. Jahrhunderts vollzog sich im Weinbau in der Pfalz eine bedeutende Wandlung: Der Deidesheimer Gutsbesitzer Andreas Jordan war als Erster dazu übergegangen, Qualitätswein zu produzieren. Der 1775 auf Schloss Johannisberg erkannte Vorteil der Spätlese edelfauler Trauben war ihm bekannt, und dieses Ausleseprinzip führte er in seinem Weingut ein. 1802 benutzte er erstmals neben Jahrgang und Rebsorte die Lage Deidesheimer Geheu zur Kennzeichnung seiner Weine. Jordans Qualitätsbestrebungen machten sich auch übrigen Winzer des Ortes zu Eigen; um 1820/30 war der Qualitätsweinbau an der Mittelhaardt allgemein üblich.
| Größte Weinbaugemeinden im Anbaugebiet                                                     | Rang unter allen rheinland-pfälzischen Weinbaugemeinden nach Rebfläche | Bestockte Rebfläche 2017 (in ha) | Rebsorten | Rebsorten |
| Größte Weinbaugemeinden im Anbaugebiet                                                     | Rang unter allen rheinland-pfälzischen Weinbaugemeinden nach Rebfläche | Bestockte Rebfläche 2017 (in ha) | weiße     | rote      |
| Größte Weinbaugemeinden im Anbaugebiet                                                     | Rang unter allen rheinland-pfälzischen Weinbaugemeinden nach Rebfläche | Bestockte Rebfläche 2017 (in ha) | (in %)    | (in %)    |
| ------------------------------------------------------------------------------------------ | ---------------------------------------------------------------------- | -------------------------------- | --------- | --------- |
| Pfalz                                                                                      |                                                                        | 23.652                           | 65        | 35        |
| Landau (Pfalz)                                                                             | 1                                                                      | 2.067                            | 66        | 34        |
| Neustadt (Weinstr.)                                                                        | 2                                                                      | 2.031                            | 67        | 33        |
| Billigheim-Ingenheim                                                                       | 4                                                                      | 843                              | 62        | 38        |
| Bad Dürkheim                                                                               | 6                                                                      | 819                              | 68        | 32        |
| Kirrweiler                                                                                 | 14                                                                     | 589                              | 67        | 33        |
| Edesheim                                                                                   | 17                                                                     | 505                              | 61        | 39        |
| Deidesheim                                                                                 | 18                                                                     | 498                              | 85        | 15        |
| Wachenheim (Weinstr.)                                                                      | 20                                                                     | 473                              | 75        | 25        |
| Göcklingen                                                                                 | 22                                                                     | 464                              | 65        | 34        |
| Freinsheim                                                                                 | 25                                                                     | 437                              | 61        | 39        |
| Quelle: Faltblatt Weinbau 2018. Statistisches Landesamt Rheinland-Pfalz, Bad Ems, Mai 2018 |                                                                        |                                  |           |           |

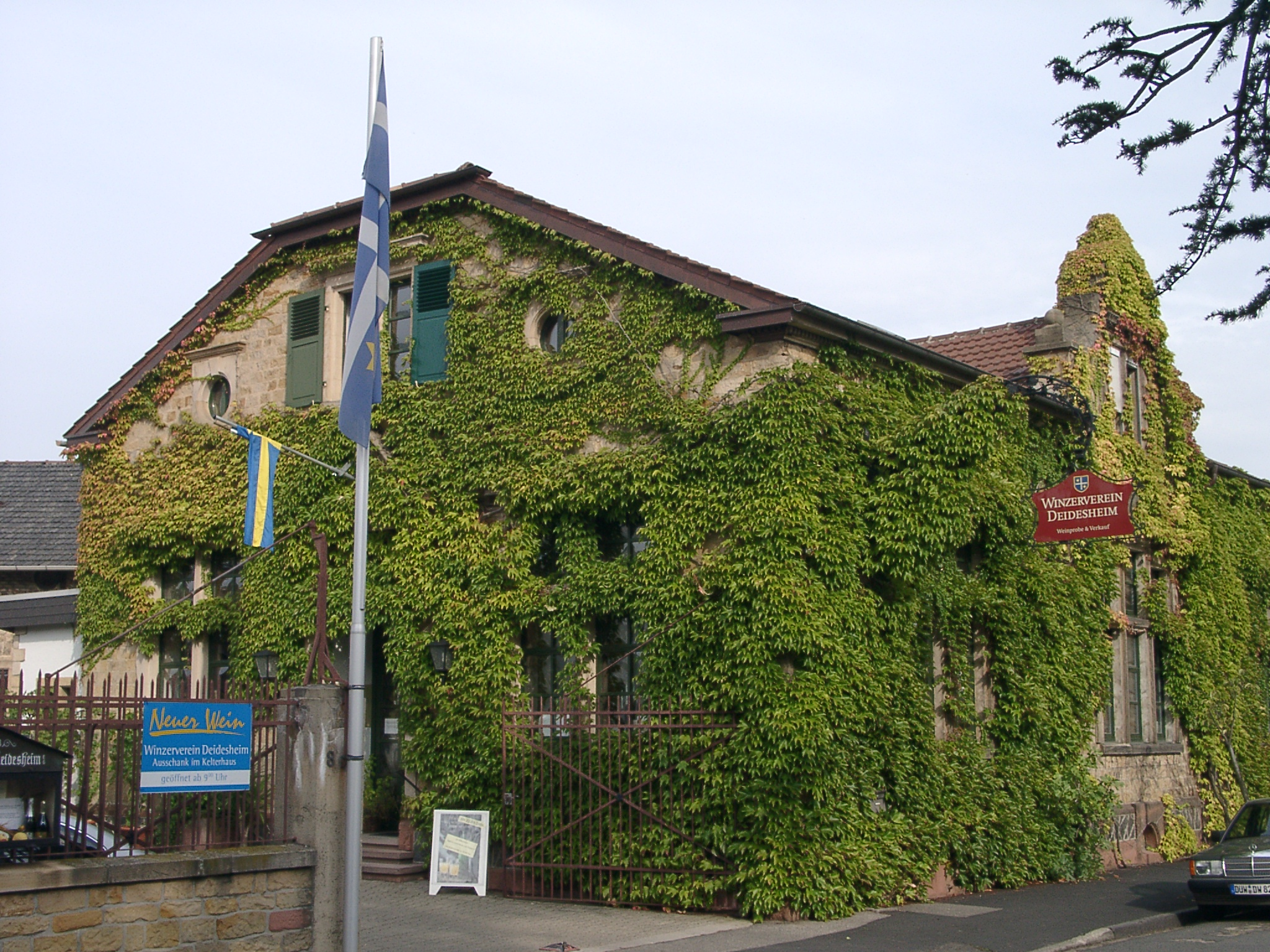
Deidesheimer Winzerverein

Durch die erfolgreiche Umsetzung seiner Ideen bei Produktion und Vermarktung konnte Andreas Jordan Qualitätsweinpreise erzielen, er gelangte so zu großem Wohlstand und konnte sein Weingut beträchtlich vergrößern. Als er 1848 verstarb, kam es zur Aufteilung seiner Hinterlassenschaft, der sogenannten Jordanschen Teilung. Dabei entstanden die drei Weingüter Geheimer Rat Dr. von Bassermann-Jordan, Reichsrat von Buhl und von Winning.
Weil infolge von Billigweinimporten und Verteuerung des Arbeitslohnes durch die aufkommende Industrialisierung zum Ende des 19. Jahrhunderts die wirtschaftliche Lage für viele Kleinwinzer in Deidesheim schwierig geworden war, wurde 1898 auf Initiative des Lehrers Johannes Mungenast der Winzerverein gegründet. Es war der erste Winzerverein der Pfalz. Den angeschlossenen Winzern wurden eine gemeinsame Kellerei und gemeinsame Vermarktung geboten. Einen weiteren Zusammenschluss von Deidesheimer Kleinwinzern stellte die 1913 gegründete Winzergenossenschaft dar, die 1966 mit dem Winzerverein fusionierte.
Ab 1972 – und damit etwas später als in anderen Bereichen der Pfalz – begann bei Deidesheim ein Flurbereinigungsverfahren, das der Umgegend ein neues Aussehen verlieh; das letzte Flurbereinigungsverfahren wurde 2007 abgeschlossen. Durch die Flurbereinigung ließen sich für die Winzer Bewirtschaftungskosten einsparen, da das Lesen der Trauben besser von Traktoren und Erntemaschinen unterstützt werden konnte.

##### Weinbau heute
In Deidesheim gibt es zahlreiche Weingüter, eine Sektkellerei und einen Winzerverein. Die gesamte bestockte Rebfläche Deidesheims belief sich 2013 auf 490 ha. Im selben Jahr wurden zu 84,2 % Weißweinsorten angebaut und zu 15,8 % Rotweinsorten, wobei der Anteil der roten Sorten in den vergangenen Jahren gestiegen ist; 1976 lag der Anteil der roten Sorten noch deutlich unter 4 %. Die mit Abstand meistangebaute Rebsorte ist der Riesling, daneben werden hauptsächlich aus den Sorten Rivaner, Grüner Silvaner, Blauer Portugieser, Blauer Spätburgunder, Blauer Trollinger, Blauer Limberger, Gewürztraminer und Weißer Gutedel Weine produziert.

#### Tourismus
Deidesheim ist seit 1964 mit dem Fremdenverkehrsprädikat Erholungsort und seit 1968 mit dem Fremdenverkehrsprädikat Luftkurort ausgezeichnet. Diese Auszeichnung muss alle zehn Jahre durch Nachmessungen bestätigt werden; zuletzt bescheinigte der Deutsche Wetterdienst Deidesheim 2016, dass die lufthygienischen Bedingungen erfüllt waren. Deidesheim ist seit 2009 als erste Stadt in Rheinland-Pfalz Mitglied der Cittàslow-Bewegung, zu deren Zielen die Verbesserung der Lebensqualität und die Steigerung der kulturellen Diversität in Städten zählen; auf den Tourismus bezogen streben die Mitglieder von Cittàslow eine Abkehr vom Massentourismus hin zum Individualtourismus an.
In Deidesheim hat sich nach dem Zweiten Weltkrieg ein ausgeprägtes Gastronomie- und Beherbergungsgewerbe entwickelt, was als Folge des in Deidesheim praktizierten Qualitätsweinbaus gesehen werden kann, der erheblich an der Fremdenverkehrseignung Deidesheims Anteil hat. Da Weinbau und Tourismus voneinander profitieren, sind beide Wirtschaftszweige zu einem gewissen Grad wechselseitig abhängig. In Deidesheim gibt es zahlreiche Hotels und Pensionen, das größte Hotel, 1994 als eines der Steigenberger Hotels eröffnet, steht derzeit allerdings leer. Belief sich die Zahl der angebotenen Betten in Deidesheim 1954 noch auf 55 und 1969 auf 420, so standen 2009 706 Betten für Übernachtungen zur Verfügung. Mit der Entwicklung in Einklang verlief die Tendenz bei der Zahl der Übernachtungen: 1950 gab es 899 Übernachtungen von Gästen, 1960 waren es 12.000; 2013 gab es 110.036 Gästeübernachtungen von 60.886 Gästen mit einer Verweildauer von durchschnittlich 1,8 Tagen. Dazu kommt noch eine große Anzahl an Tagesgästen – im Jahr 2000 wurde diese auf 600.000 geschätzt. Der Tourismus ist heute neben dem Weinbau der wichtigste Wirtschaftsfaktor; im Jahr 2000 trug er zu 30 % des städtischen Haushalts bei und bot mehr als 300 Arbeitsplätze.

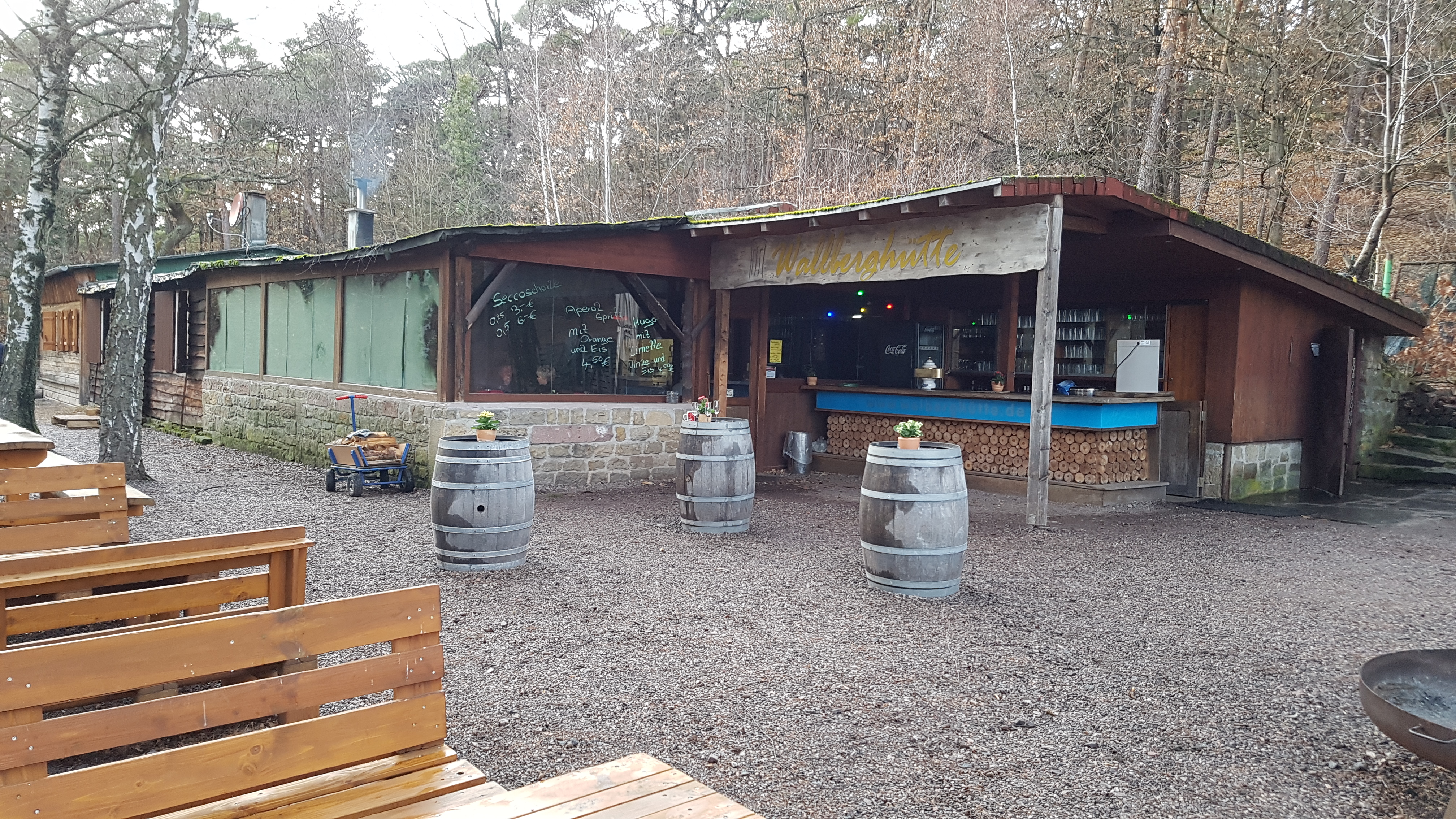
Wallberghütte

Neben dem Weinbau und den damit verbundenen Weinfesten wie die Deidesheimer Weinkerwe und der Geißbockversteigerung hat der nahegelegene Pfälzerwald mit seinem ausgeprägten Wegenetz und zahlreichen Wanderparkplätzen eine wichtige Bedeutung für den Tourismus und die Naherholung.
Durch Deidesheim führt ein Wanderweg, der mit einem roten Punkt markiert ist, über die Waldgemarkung unter anderem der mit weiß-rotem Balken und rotem Balken. Im Wald bei der Stadt gibt es einige Möglichkeiten zur Einkehr, die früheren Forsthäuser Benjental und Silbertal etwa, das Alte Jagdhaus Looganlage, die Wallberghütte, die Deidesheimer Hütte sowie die von Vereinen der Umgegend bewirtschaftete Gaststätte auf dem Eckkopf.
Durch den Ort verläuft die Deutsche Weinstraße, eine der ersten Ferienstraßen Deutschlands. Der regionale Wanderweg Pfälzer Weinsteig führt ebenfalls durch die Stadt, der Pfälzer Mandelpfad verläuft einige Meter westlich davon am Waldrand entlang. Durch Deidesheim zieht sich der Radweg Deutsche Weinstraße, den Osten der Gemarkung streift der Kraut-und-Rüben-Radweg. Die Wanderwege Eselsweg und Geißbockweg, beide mit lange zurückreichenden historischen Wurzeln, verlaufen ebenso wie der Saar-Pfalz-Weg und der Pfälzer Hüttensteig über die Waldgemarkung der Stadt.

#### Früchtekonservierung

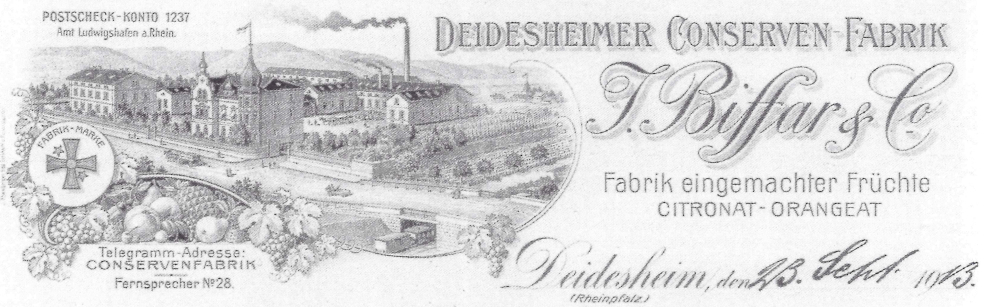
Briefkopf der Conservenfabrik Biffar (1913)

Der einzige nennenswerte Industriezweig, den es in Deidesheim neben Weinbau und Tourismus gab, war die Früchtekonservierung. Vorreiter war der Weingutsbesitzer Franz Peter Buhl, der die Verwendbarkeit des Pfälzer Edelobstes erkannt hatte. Buhl war 1860 mit seinem Unternehmen Rheinische Früchtehandlung auf der Industrieausstellung der Pfalz in Kaiserslautern präsent. Die Firma beteiligte sich 1873 an der Weltausstellung in Wien und an der dritten Industrieausstellung der Pfalz, wo sie mit der Medaille im Goldkranz ausgezeichnet wurde, der höchsten Auszeichnung. Als Eigentümer der Firma wurde nun der Name Biffar genannt. Zur Jahrhundertwende zum 20. Jahrhundert gab es zwei Unternehmen, die Früchtekonservierung betrieben, die Rheinische Früchtehandlung und Conservenfabrik, deren Eigentümer Heinrich und Adam Biffar waren, und die Deidesheimer Conservenfabrik J. Biffar & Cie mit dem Eigentümer Josef Biffar. Die letztgenannte Firma, die zuletzt als einziges Unternehmen in Deutschland Ingwer und Früchte kandierte und schokolierte und sich noch immer im Besitz der Familie Biffar befand, musste am 31. Juli 2016 wegen Preisdrucks den Betrieb einstellen.

#### Forstwirtschaft

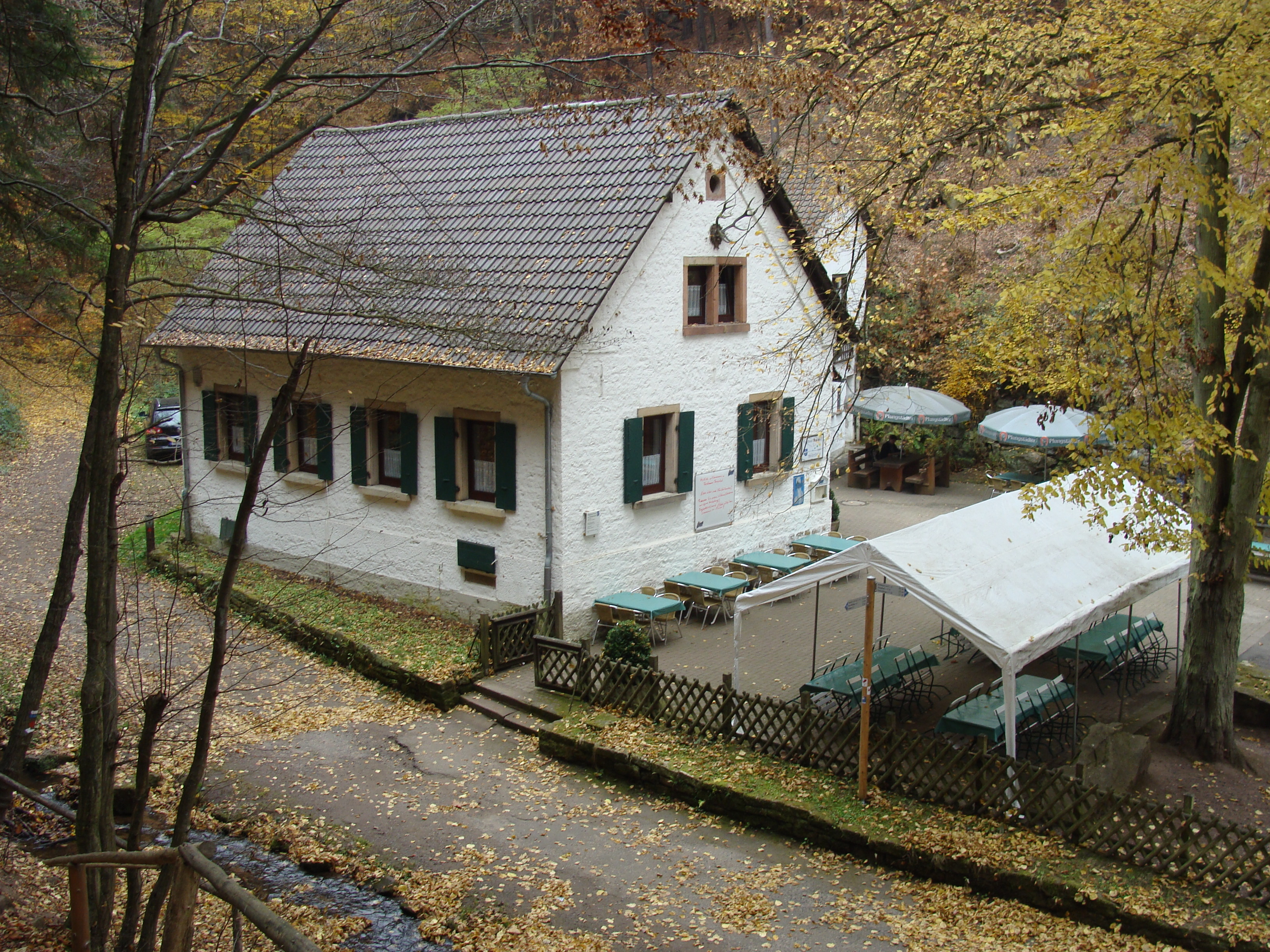
Das Forsthaus Benjental diente früher zur Waldaufsicht, heute ist hier eine Gaststätte

Schon seit dem Mittelalter hat Deidesheim einen großen Waldbesitz; seine größte Ausdehnung erreichte dieser im 14. Jahrhundert mit etwa 12.000 Morgen (ca. 3000 ha). Eine planvolle Forstwirtschaft gab es damals noch nicht, der Wald wurde vorwiegend zur Jagd und zum Fischfang genutzt. Für die Holznutzung, Bauholz etwa oder Brennholz, gab es spezielle gebannte Bereiche, davon abgesehen war sie aber weitestgehend ungeregelt. Auch nachdem die Stadt ab 1798 unter französische Herrschaft geraten war, gab es zunächst noch keine planmäßige Forstwirtschaft, lediglich eine strengere Forstaufsicht wurde eingerichtet, die gegen Waldfrevler vorging.
Erst als Deidesheim an das Königreich Bayern fiel, wurde ab 1816/21 eine planvolle Forstwirtschaft betrieben; diese – am 1. Juli 1831 formell per Regierungsreskript angeordnet – setzte dem Raubbau ein Ende und man begann mit der Bepflanzung und Bewirtschaftung des Waldes unter forstwissenschaftlichen Aspekten. Der Forstbetrieb des Stadtwaldes unterstand damals dem Forstamt Neustadt an der Haardt (später dem Forstamt Neustadt-Nord). Um eine bessere Waldaufsicht gewährleisten zu können, wurden Forsthäuser gebaut: das Forsthaus Silbertal (1818), das Forsthaus Luhrbach bei Lambrecht (1873) und das Forsthaus Benjental (1878).
Nach dem Zweiten Weltkrieg wies der Fällungsplan der Stadt 2500 Raummeter Nutz- bzw. Brennholz pro Jahr auf, das verkauft bzw. versteigert wurde. Darüber hinaus spielte für die Viehhalter die Streunutzung eine wichtige Rolle und für die ärmere Bevölkerungsschicht der Stadt gab es zwei Waldtage pro Woche, an denen man mit der Schubkarre Leseholz einsammeln durfte.
Große Teile des Stadtwaldes wurden mittlerweile an andere Gemeinden und das Land Rheinland-Pfalz abgetreten oder verkauft. Ein wesentlicher Teil fiel nach der Teilung des Waldes 1873 an die Muttergemeinde Niederkirchen bei Deidesheim. Deidesheim ist heute Eigentümer von 849,1 ha Wald. Dieser gehört zum Forstrevier Wallberg, das einen Forstrevierleiter beschäftigt und dem Forstamt Bad Dürkheim untersteht. Die nachhaltige Bewirtschaftung des Waldes, Holzernte und -vermarktung sind zentrale Aufgaben. Das Forstrevier Wallberg ist auch für die Verwaltung des Waldeigentums von Niederkirchen bei Deidesheim, Forst an der Weinstraße, Ruppertsberg, Wachenheim an der Weinstraße, Friedelsheim, Ellerstadt und Gönnheim zuständig. Diese sieben Städte und Gemeinden haben sich mit Deidesheim am 1. Januar 2015 zum Forstzweckverband Mittelhaardt zusammengeschlossen.

### Bildung und Erziehung
In Deidesheim gibt es zwei Kindergärten. Der erste  städtische Kindergarten Vogelnest geht auf eine Stiftung der Politiker Ludwig Andreas Jordan und Franz Peter Buhl zurück. Er war zunächst im Spital untergebracht und nahm 1853 erstmals Kinder zur Betreuung auf. Am 6. Januar 1908 wurde das neue Gebäude eingeweiht, in dem der Kindergarten noch heute untergebracht ist. Zur selben Zeit ging die Verwaltung des Kindergartens vom Spital an die Stadt Deidesheim über. 1972 wurde die Stiftung aufgelöst und der Kindergarten als städtischer Kindergarten weitergeführt. Der zweite Kindergarten Deidesheims ist der katholische Kindergarten St. Hildegard, der 1981 eingeweiht wurde.

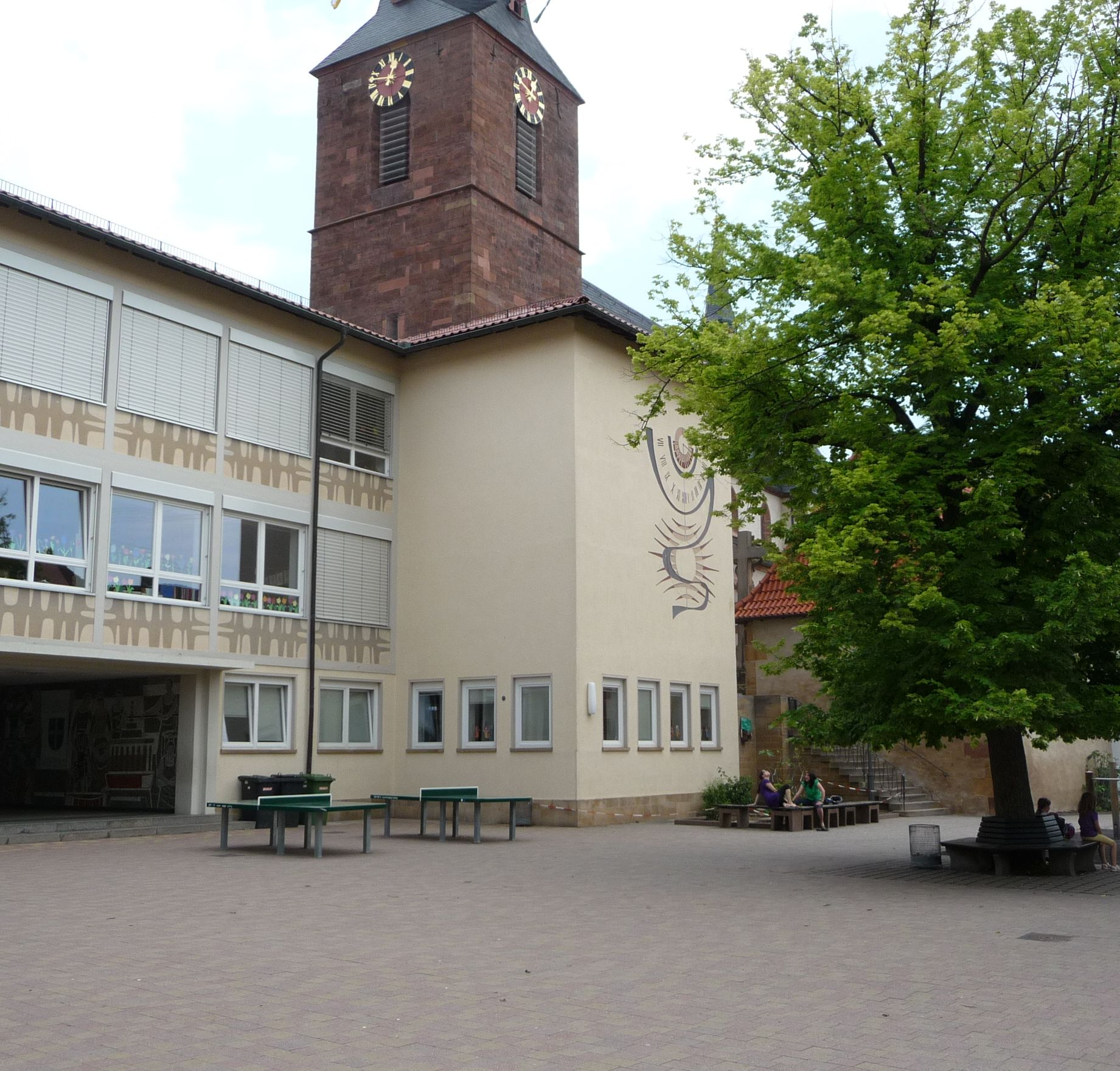
Grundschule

Neben den beiden Kindergärten hat Deidesheim zwei Schulen. 1556 wurde erstmals eine Pfarrschule und 1666 erstmals ein Lehrer in einem Ratsprotokoll erwähnt. 1766 wurde mit Hilfe eines großen finanziellen Zuschusses des Speyerer Fürstbischofs ein neues Schulgebäude erbaut, das 1831 ein zweites Stockwerk erhielt. Im Jahr 1960 wurde die heutige Grundschule im Stadtzentrum neu erbaut und am 3. November 1962 eingeweiht. 1970 wurde im Osten Deidesheims eine Hauptschule eingeweiht. Das Gebäude beherbergte später eine Regionale Schule der Verbandsgemeinden Deidesheim und Wachenheim, dann eine Realschule plus. Seit dem Schuljahr 2008/2009 ist dort eine Integrierte Gesamtschule (IGS), deren Träger wie bei Realschulen und Gymnasien der Landkreis Bad Dürkheim ist. Das Schulgebäude wird seit 2019 erneuert, dabei werden Gebäudeteile abgerissen und neu gebaut. Die Umbauarbeiten sollen 2023 abgeschlossen sein.
Bei der seit 1920 bestehenden katholischen öffentlichen Bücherei Deidesheims können Bücher und CD-ROMs ausgeliehen werden, daneben werden dort ab und zu Buchausstellungen veranstaltet. Die Bücherei verzeichnete 2006 knapp 12.000 Ausleihen.

### Behörden

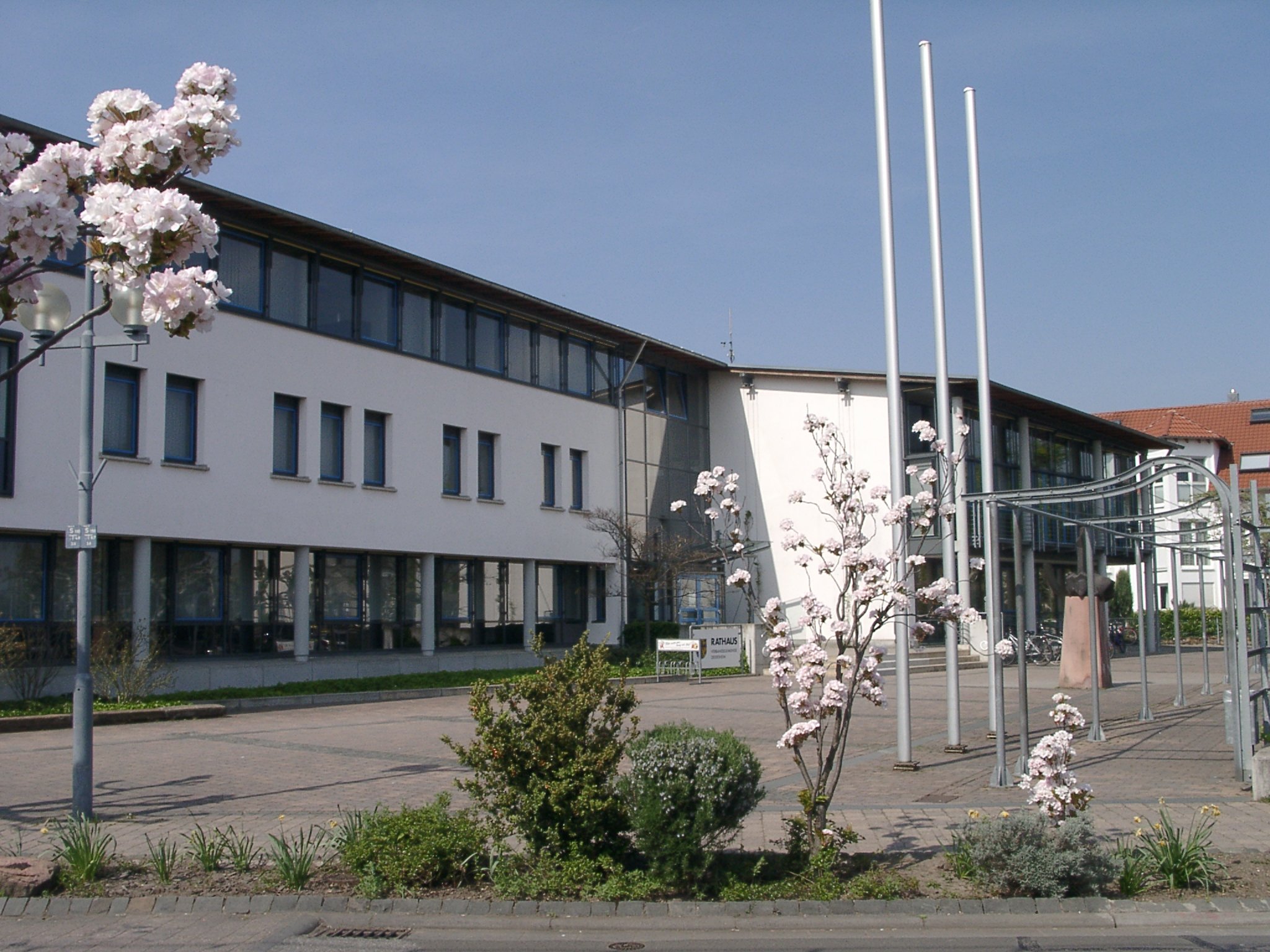
Verwaltungsgebäude der Verbandsgemeinde

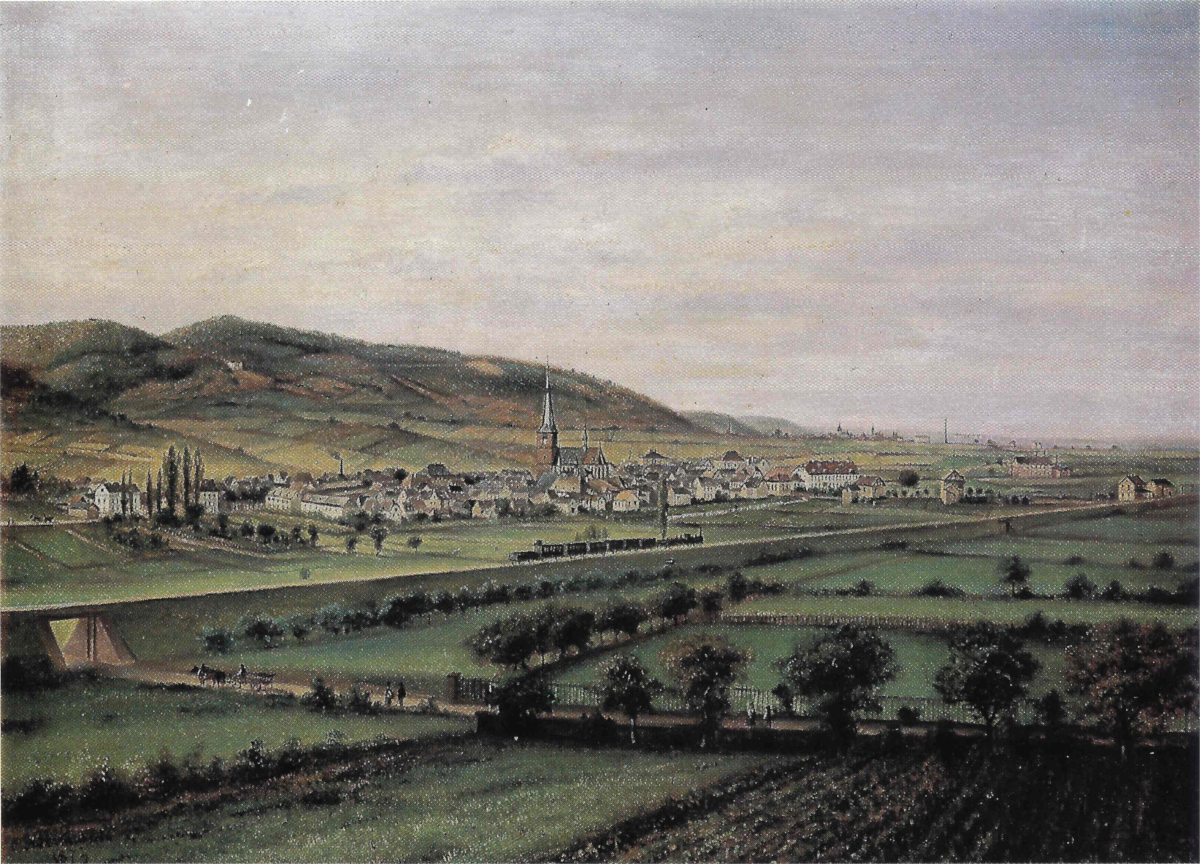
Deidesheim von Südosten, gemalt von Nicolaus Berkhout 1872. Im Vordergrund ist die Bahnlinie, am rechten Bildrand der Bahnhof.

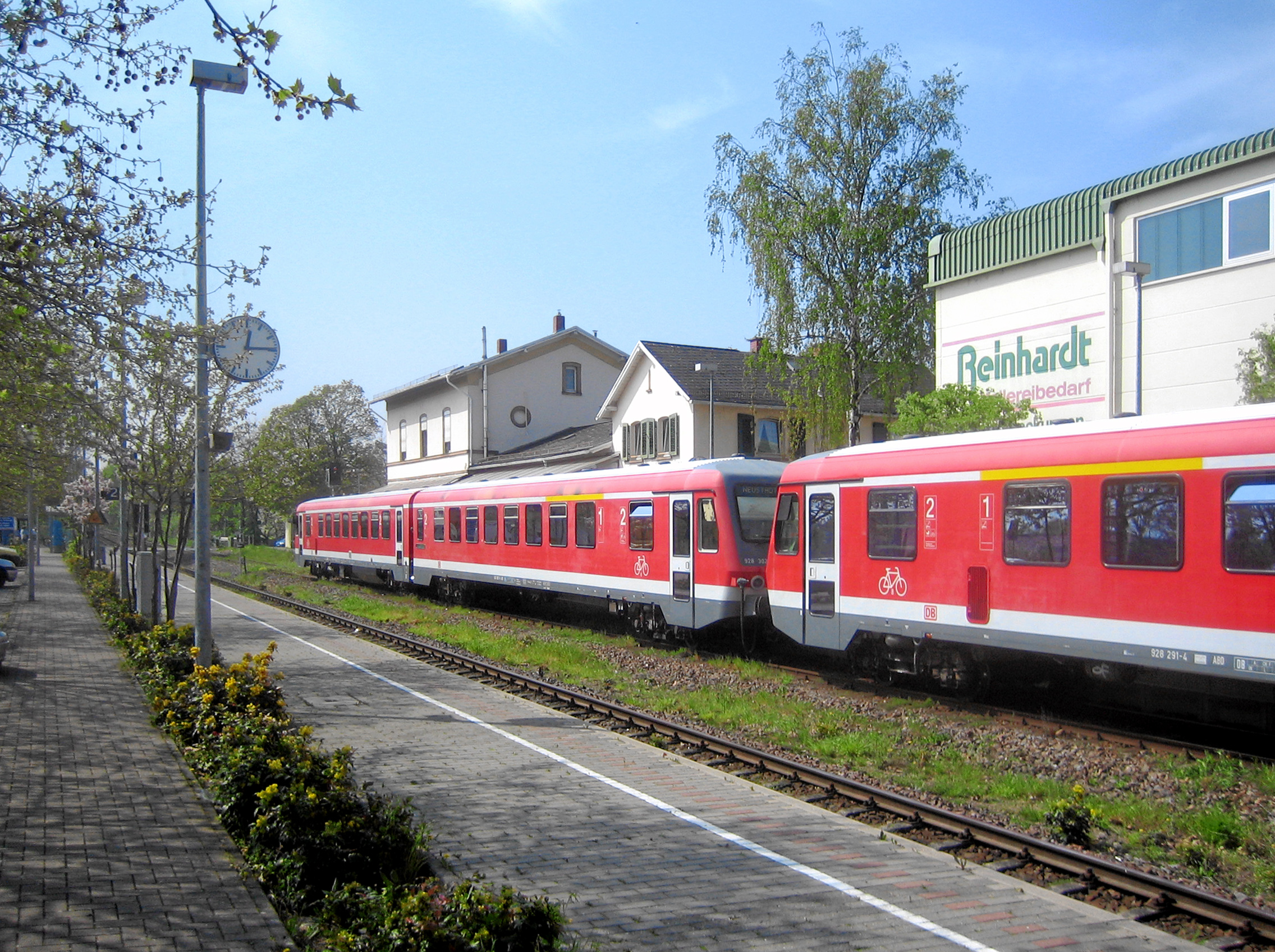
Bahnhof mit Zug

Als Sitz der gleichnamigen Verbandsgemeinde beherbergt das Rathaus der Verbandsgemeinde Deidesheim seit der Aufnahme der Verwaltungstätigkeit am 1. Januar 1973 deren Verwaltung. Dort gibt es unter anderem das Bürgerbüro, eine Anlaufstelle für die Bürger der Verbandsgemeinde bei Fragen und Anliegen an die öffentliche Hand, wie beispielsweise Angelegenheiten des Melderechts, Ausstellen von Personalausweisen und Reisepässen, Ausgabe von Lohnsteuerkarten und Briefwahlunterlagen. Außerdem gibt es dort Vordrucke für Anträge jeder Art und ein Fundbüro.

### Verkehr

#### Geschichte des Bahnverkehrs
Nachdem im Jahr 1849 die erste Bahnstrecke in der Pfalz zwischen Ludwigshafen und Bexbach ihren Betrieb aufgenommen hatte (heute Teil der Bahnstrecke Mannheim–Saarbrücken), bemühten sich auch Dürkheim, Deidesheim und die übrigen Gemeinden an der Mittelhaardt um einen Eisenbahnanschluss. Ein Lokalkomitee reichte 1860 einen Vorschlag zum Bau einer Bahnstrecke Neustadt–Dürkheim in Frankenthal ein, dem am 3. Februar 1862 von der Verwaltung der Pfälzischen Ludwigsbahn entsprochen wurde. Einer der acht Unterzeichner des Lokalkomitees war der Deidesheimer Gutsbesitzer Ludwig Andreas Jordan. Der bayerische König Maximilian II. erteilte seine Zustimmung, dass zur Realisierung des Projektes eine eigene Gesellschaft gegründet wurde, die Neustadt-Dürkheimer Eisenbahn-Gesellschaft (NDE), die später in der Gesellschaft der Pfälzischen Nordbahnen aufging.
Im Jahr 1865 wurde die Bahnlinie Bad Dürkheim – Neustadt an der Haardt (heute Neustadt an der Weinstraße) fertiggestellt, deren Züge in Deidesheim hielten. Am 6. Mai 1865 wurde der Bahnhof eingeweiht und der erste Zug konnte die etwa 15 km lange Strecke befahren. 1873 folgte die Durchbindung über Freinsheim und Grünstadt bis ins damals hessische Monsheim. Bis zum Ende des 19. Jahrhunderts entwickelte sich Deidesheim zu einem bedeutenden Güterbahnhof. Wichtige Güter, die dort umgeschlagen wurden, waren Dünger, Holz, Kohle und Wein. Außerdem wurde Basalt verladen, der beim Pechsteinkopf gefördert und mit einer Drahtseilbahn zum Deidesheimer Bahnhof transportiert wurde. Der Güterverkehr war bis zu den 1980er Jahren wieder rückläufig und wurde schließlich ganz eingestellt, seitdem verrichtet die Bahn ausschließlich Personenbeförderung. Aufgrund der Verlagerung der Verkehrsströme nach dem Zweiten Weltkrieg fahren die Züge jedoch lediglich bis Freinsheim beziehungsweise Grünstadt.
Nachdem im Jahr 1911 die Lokalbahn Ludwigshafen – Dannstadt bis Meckenheim verlängert worden war, wäre es unter wirtschaftlichen Gesichtspunkten sinnvoll gewesen, die Strecke noch bis Deidesheim weiterzuführen, was vom Deidesheimer Stadtrat im Vorfeld abgelehnt wurde, weil eine Abwanderung der Arbeitskräfte in die aufkommenden Industrien in Ludwigshafen am Rhein und Mannheim befürchtet wurde. Obwohl der Stadtrat diesbezüglich noch vor der Vollendung der Verlängerung der Bahnstrecke nach Meckenheim seine Meinung geändert hatte, wurde die Lokalbahn nie bis Deidesheim weitergebaut.

#### Öffentlicher Verkehr
Durch Anbindung an die Bahnstrecke Neustadt–Bad Dürkheim lassen sich beide Städte in etwa 10 Minuten per Bahn erreichen. Die Züge verkehren in beide Richtungen tagsüber im Halbstundentakt. Vom Neustadter Hauptbahnhof aus sind nach Umsteigen Mannheim und Kaiserslautern in etwa 30 Minuten per S-Bahn erreichbar. Durch die Einführung des Rheinland-Pfalz-Taktes und den Anschluss an die S-Bahn RheinNeckar in Neustadt ist Deidesheim sehr gut in den sich anschließenden Zugverkehr eingebunden. Deidesheim ist außerdem an die beiden Buslinien Neustadt – Bad Dürkheim und Deidesheim – Ludwigshafen angeschlossen. Der ÖPNV in Deidesheim gehört zum Tarifgebiet des Verkehrsverbundes Rhein-Neckar (VRN).

#### Mobility-on-Demand
Seit dem 1. November 2023 wird in Deidesheim der App-basierte Fahrservice Mobility-on-Demand angeboten, der eine Alternative zum Taxi und eine Ergänzung zum ÖPNV darstellt. In der Stadt gibt es insgesamt sieben MoDstop genannte Haltepunkte, bei denen ein Zu- bzw. Ausstieg möglich ist.

#### Straßenverkehr
Deidesheim wird in Nord-Süd-Richtung von der Deutschen Weinstraße durchzogen, die früher mit der Bundesstraße 271 identisch war. Von der neu gebauten B 271 wird Deidesheim heute nur im Osten gestreift, seit sie im Jahr 2000 als Ortsumgehung freigegeben wurde. Die B 271 bietet in südlicher Richtung eine schnelle Anbindung an die Bundesautobahn 65 (Anschlussstelle 11, Deidesheim), über die in etwa 25 Minuten Ludwigshafen oder in etwa 50 Minuten Karlsruhe erreicht werden kann. In nördlicher Richtung können über die B 271 Bad Dürkheim und die dortige Anschlussstelle der Bundesautobahn 650 (Bad Dürkheim/Ludwigshafen) erreicht werden.

#### Sonstiges

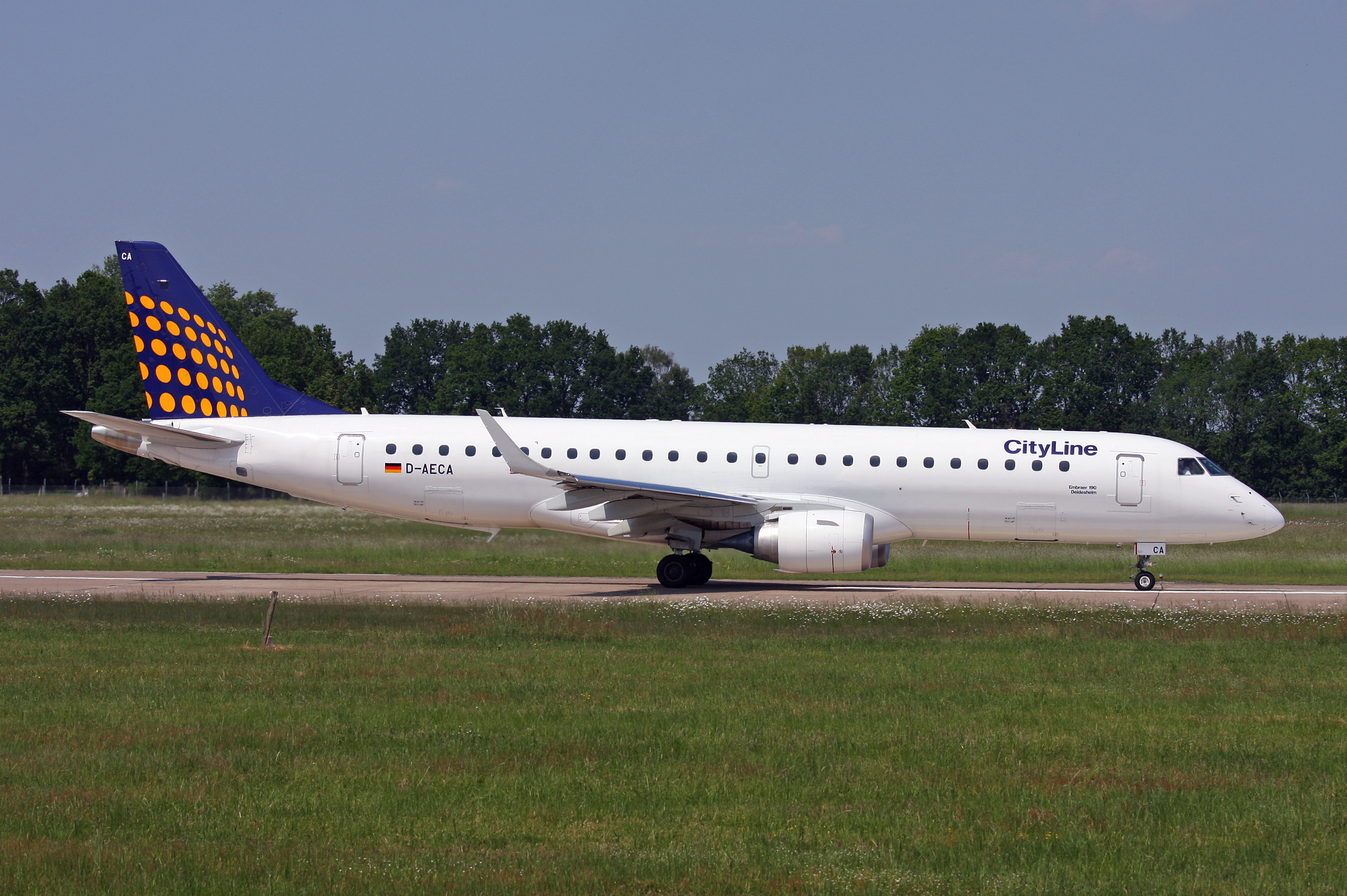
Diese Embraer 190 der Lufthansa CityLine ist nach Deidesheim benannt.

Eine Embraer 190 der Lufthansa CityLine mit dem Kennzeichen D-AECA trägt den Namen Deidesheim. Die Taufe des Flugzeugs wurde 5. August 2002 von Elisabeth Gillich, der Frau des damaligen Ortsbürgermeisters, auf dem Frankfurter Flughafen vorgenommen.

### Medien
Deidesheim erhält den Lokalteil Mittelhaardter Rundschau der Tageszeitung Die Rheinpfalz; die Mittelhaardter Rundschau ist neben dem Raum Deidesheim auch in Haßloch, in Neustadt an der Weinstraße und im Raum Lambrecht (Pfalz) als Teil der Rheinpfalz erhältlich. Wöchentlich erscheinen die Anzeigenblätter Stadtanzeiger (in den Verbandsgemeinden Deidesheim, Edenkoben und Lambrecht, sowie in Neustadt an der Weinstraße) und Rund um die Mittlere Weinstraße (in den Verbandsgemeinden Deidesheim und Wachenheim). Ebenso wöchentlich wird allen Deidesheimer Haushalten das Amtsblatt der Verbandsgemeinde Deidesheim zugestellt. Über das Kabelnetz können die regionalen Fernsehsender OK Weinstraße und Rhein-Neckar Fernsehen empfangen werden.
Die 1956 uraufgeführte Operette Pfälzer Musikanten spielt in ihrem letzten Teil auf dem Marktplatz der Stadt. Die in den Jahren 2004 und 2005 laufende ZDF-Serie Sabine! handelt von einer jungen Oberstufenlehrerin aus Deidesheim, die nach Berlin verzog.

### Wasserversorgung

#### Geschichte
Bis zum Jahr 1851 bezog Deidesheim sein Wasser beinahe ausschließlich aus Brunnen. In diesem Jahr ließ die Familie des Ludwig Andreas Jordan eine erste Wasserleitung errichten. Diese führte Wasser aus einer Quelle Michelsbrunnen im Sensental des nahegelegenen Pfälzerwaldes von Norden her in die Stadt hinein. Sie speiste am Kaisergarten, beim Buhlschen Anwesen und vor der Kirche drei Hydranten und endete am Andreasbrunnen auf dem Marktplatz. Das Grundstück, auf dem die Quelle liegt, gehörte der Familie Jordan. Es wurde mitsamt der Wasserleitung – nachdem diese 1887 erneuert und bis zum Königsgarten verlängert worden war – nach Jordans Tod auf dessen testamentarischen Wunsch hin an die Stadt Deidesheim übergeben.

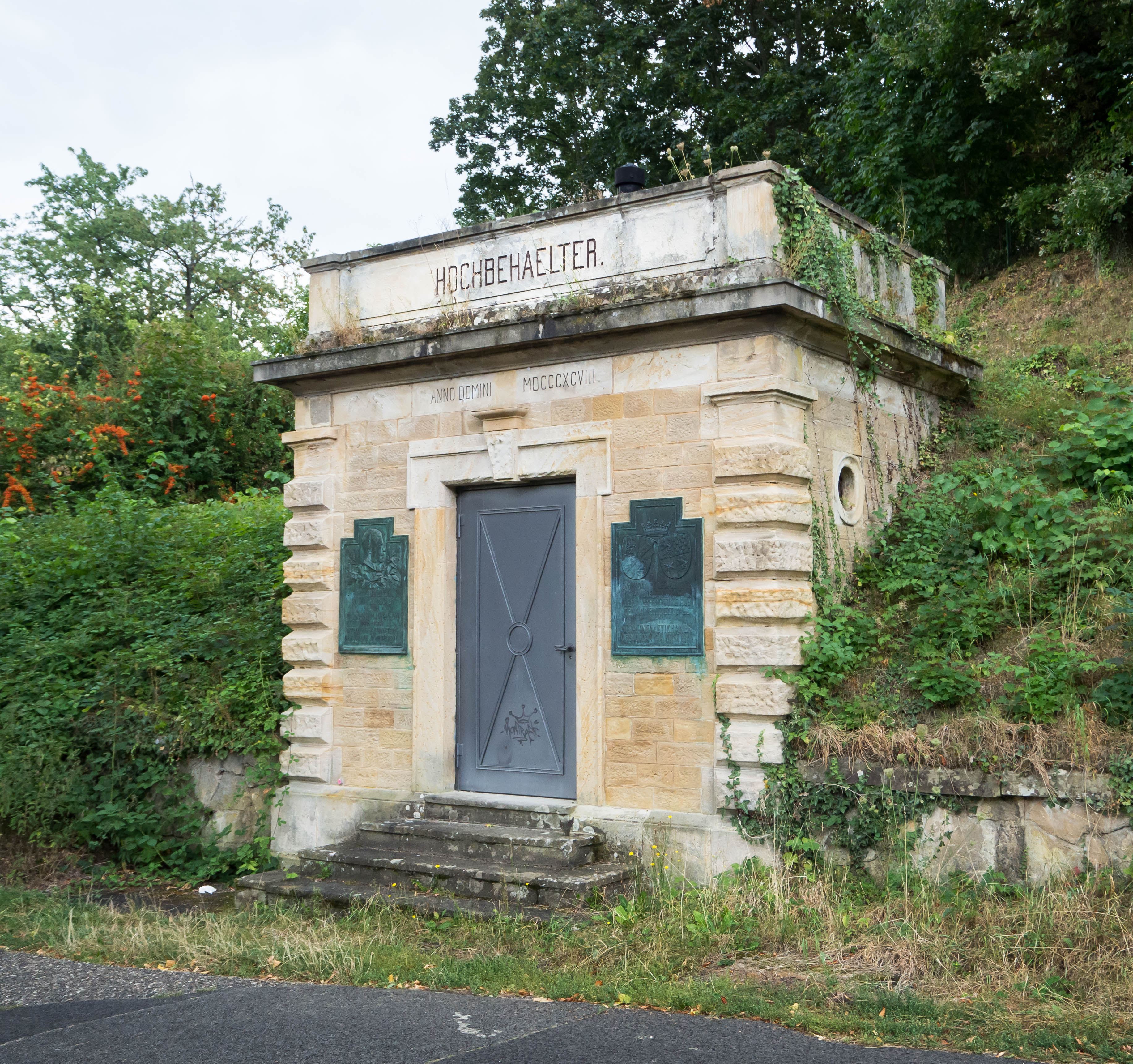
Hochbehälter beim Mühltal

Da die Menge des nach Deidesheim geleiteten Wassers bei weitem nicht ausreichend war, ergriffen einige Bürger die Initiative und beauftragten den Ingenieur Philipp Krämer aus Dürkheim, einen Vorschlag zur Verbesserung der Wasserversorgung Deidesheims zu erarbeiten. Dessen Pläne sahen vor, Wasser aus dem Benjental (heute Gimmeldinger Tal) nach Deidesheim zu leiten. Der Stadtrat griff die Pläne in seiner Sitzung am 3. Februar 1891 auf, worauf die Gemeinden Gimmeldingen und Mußbach allerdings umgehend Einspruch beim Bezirksamt Neustadt an der Haardt einlegten; Deidesheim beabsichtigte nämlich, Zuflüsse des Mußbachs umzuleiten, die auf der Waldgemarkung Deidesheims entsprangen. Auf der Gemarkung der Gemeinden Gimmeldingen und Mußbach wurden damals etliche Mühlen betrieben, deshalb wollten diese Gemeinden verhindern, dass Deidesheim das Wasser oberhalb ihrer Gemarkung für sich abzweigen würde. Da diese Gemeinden das Verlegen von Wasserrohrleitungen auf ihrer Gemarkung nicht ohne Weiteres gestatteten, ließ Deidesheim zunächst einmal eine Wasserleitung aus dem nahegelegenen Mühltal in die Stadt anlegen; dabei wurde der denkmalgeschützte Hochbehälter errichtet, der heute noch immer in Betrieb ist. Die Wasserleitung speiste sich aus der Quelle Herrenbrunnen und zwei Tiefbohrungen. Ihre Einweihung wurde am 17. Juli 1898, einem Sonntag, gefeiert. Mit dieser Wasserleitung wurde auch ein Rohrnetz zur Wasserversorgung in Deidesheim angelegt, an das zahlreiche Häuser angeschlossen wurden.

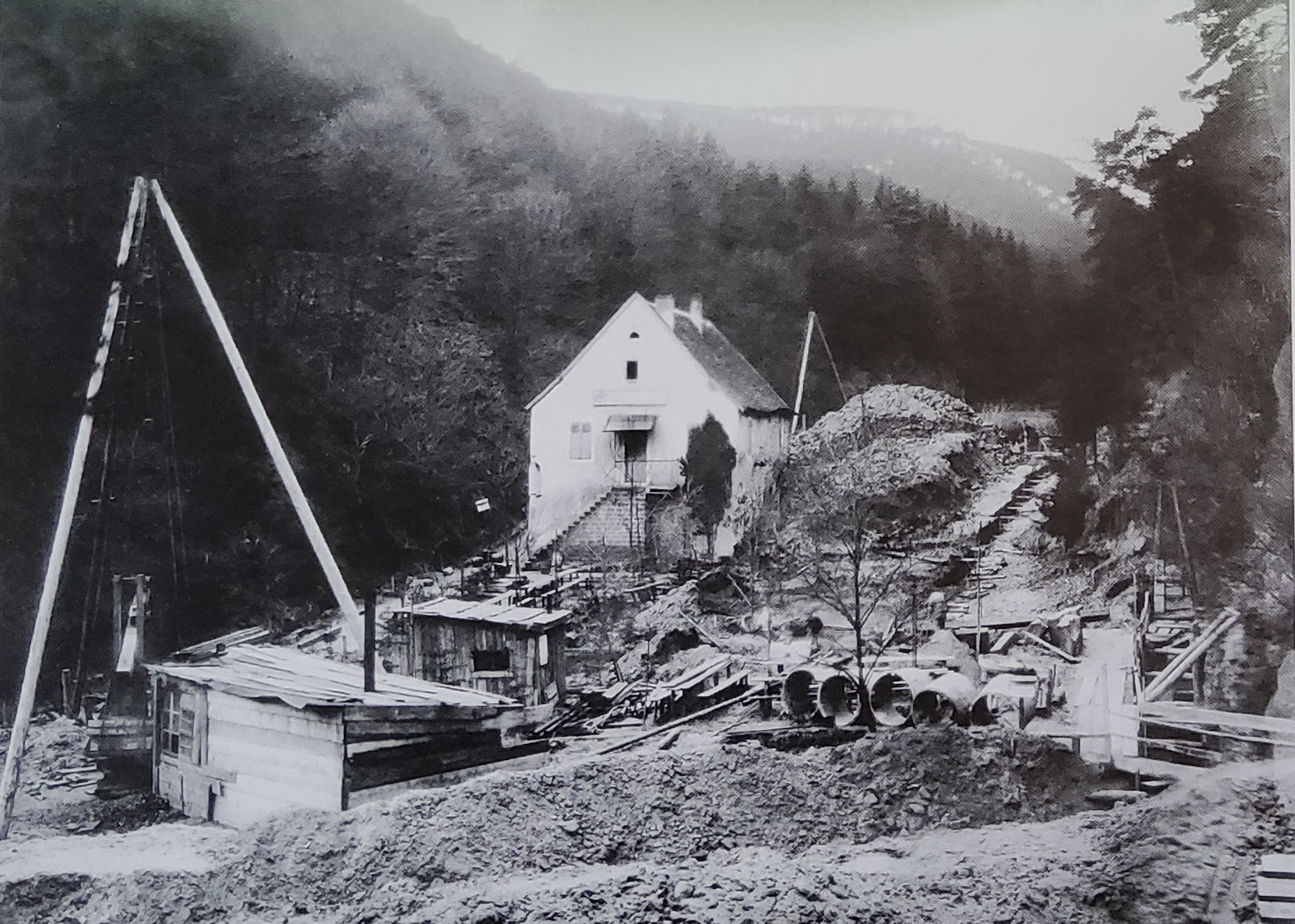
Bau der Wasserleitung im Gimmeldinger Tal beim Pfälzer Waldhaus, der früheren Oberen Mühle (1907)

Doch auch die neue Wasserleitung konnte den Bedarf Deidesheims nicht vollständig decken. Deidesheim engagierte den Ingenieur Otto Lueger aus Stuttgart und den Bezirksgeologen August Leppla aus Berlin als Berater bei der Erschließung neuer Wasserbezugsquellen. Bei Bohrungen im Gimmeldinger Tal konnte eine Quelle bei dem Kochschen Anwesen, der Oberen Mühle, gefunden und gefasst werden. Deidesheim hatte bereits 1892 beschlossen, gegen Gimmeldingen, Mußbach und die in diesen Gemeinden ansässigen Mühlenbetreiber Klage zu erheben, die Deidesheim „das uneingeschränkte Recht auf die Benutzung der im hiesigen Gemeindebezirk im Benjenthal entspringenden Quellen streitig gemacht haben“. Am 10. November 1898 fällte das königliche Landgericht in Frankenthal das Urteil, dass Deidesheim berechtigt sei, das Wasser der Quellen auf seiner Gemarkung abzuleiten. Nachdem am 7. August 1907 Seraphine von Stichaner, die Witwe des Joseph Philipp von Stichaner und Tochter von Ludwig Andreas Jordan, der Stadt Deidesheim 65.000 RM für den Bau einer Beileitung von Quellwasser aus dem Gimmeldinger Tal gestiftet hatte, konnten die Bauarbeiten beginnen. Bürgermeister Ludwig Bassermann-Jordan konnte sich zuvor – mit Verweis auf das Urteil des Frankenthaler Landgerichts und Androhung einer Zwangsenteignung – mit den Nachbargemeinden einigen. Bereits 1908 konnte die neue Wasserleitung aus dem Gimmeldinger Tal in Betrieb genommen werden.

#### Situation heute
Für die Wasserversorgung der Stadt sind die Stadtwerke Deidesheim zuständig. Die im Jahr 2019 geförderten 265.339 Kubikmeter Wasser stammen aus der Breitenbrunnen- und der Quaderhangquelle im Gimmeldinger Tal, sowie zwei Tiefbrunnen im Mühltal. Bei Bedarf kann von den Stadtwerken in Neustadt an der Weinstraße zusätzlich Wasser in das Deidesheimer Leitungsnetz eingespeist werden. Zum Gewährleisten des konstanten Wasserdrucks gibt es oberhalb von Deidesheim, auf einer Höhe von etwa 160 m ü. NHN, den Hochbehälter Kieselberg; er wurde in den 1970er Jahren errichtet und hat zwei Kammern, die je 500.000 l Wasser fassen, zum anderen gibt es den Hochbehälter Mühltal aus dem Jahr 1898.
Das Wasser weist einen Härtegrad von 1,09 mmol/l auf und gilt damit als weich. Der Pro-Kopf-Wasserverbrauch in Deidesheim lag 2019 bei etwa 60 Kubikmeter.

### Ansässige Unternehmen

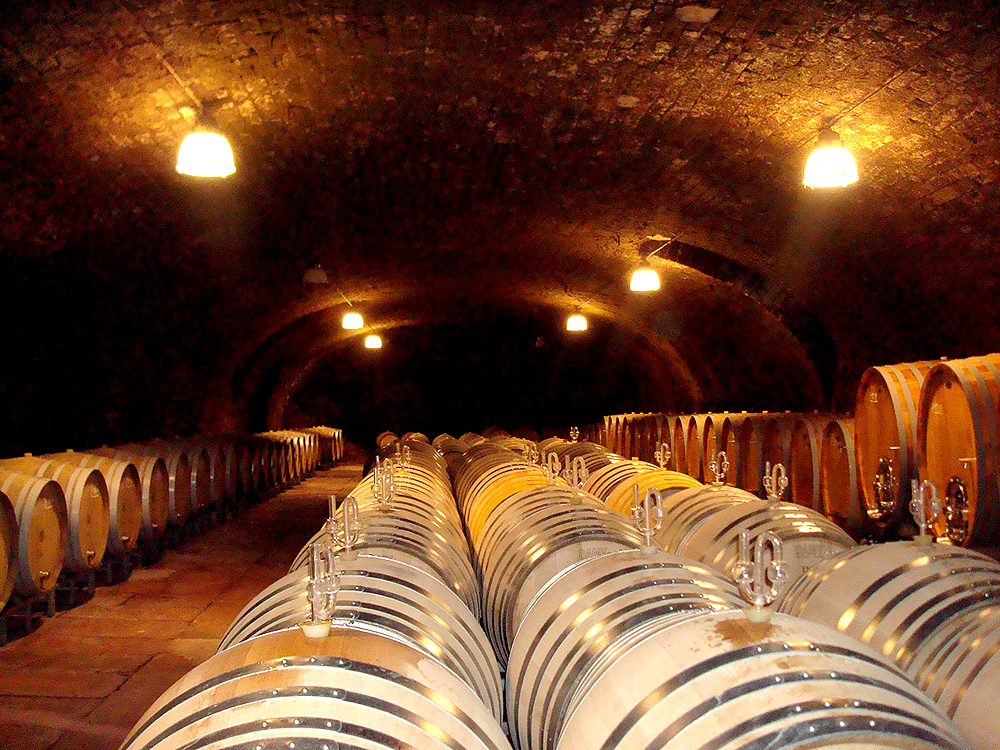
Weinkeller im Weingut von Winning

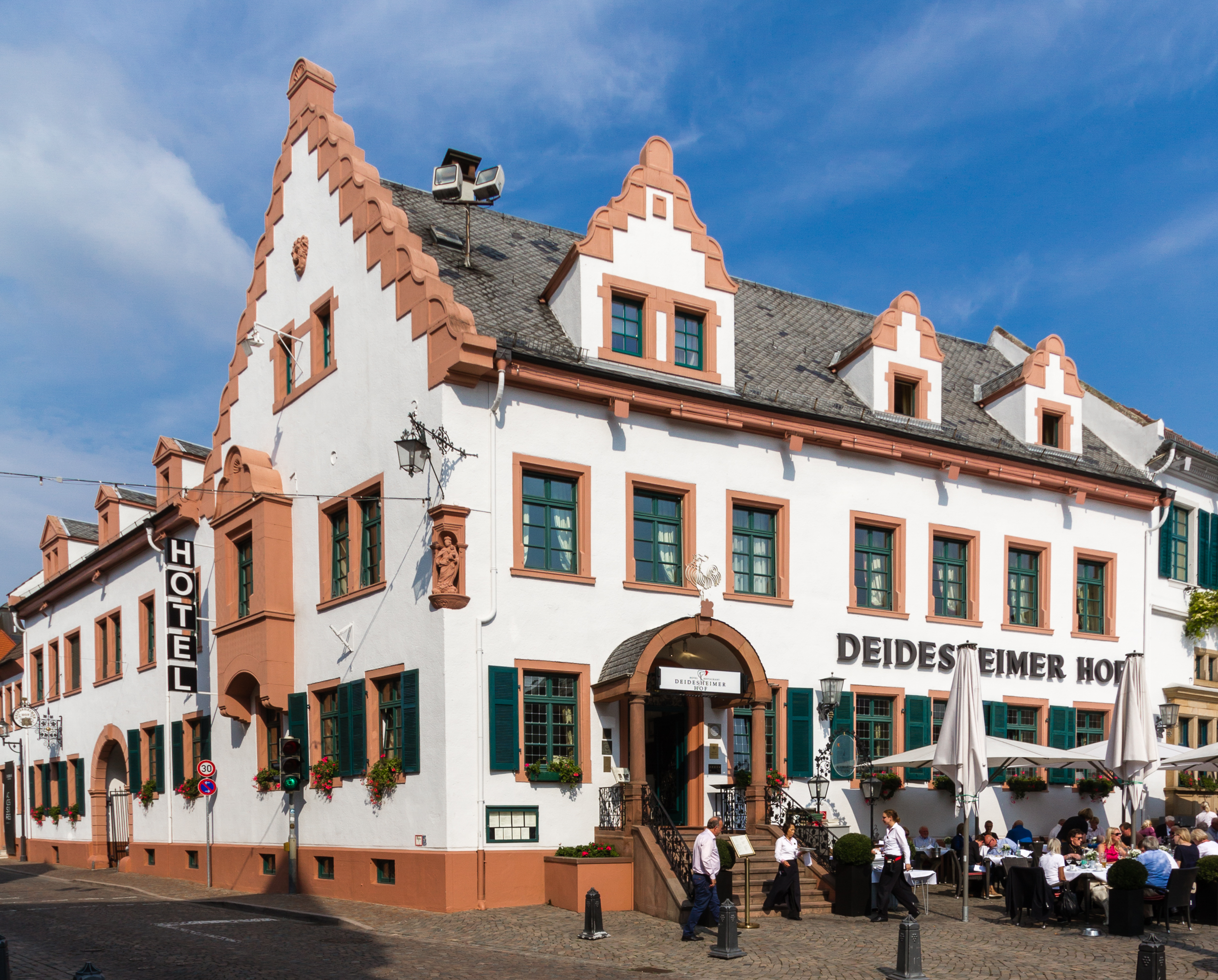
Deidesheimer Hof

Deidesheim ist eine der größten Weinbaugemeinden der Pfalz; etliche Weinbaubetriebe sind dort ansässig, dazu zählen das Weingut Geheimer Rat Dr. von Bassermann-Jordan, das Weingut Reichsrat von Buhl, das Weingut von Winning, das Weingut Georg Siben Erben und das Weingut Josef Biffar. Alle fünf Weingüter waren Gründungsmitglieder des Verbands Deutscher Prädikatsweingüter (VDP) und bis auf das letztgenannte Weingut Josef Biffar gehören diese dem VDP noch heute an. Früher wurden alle fünf Weingüter als Familienbetriebe geführt; heute gehören die Weingüter Geheimer Rat Dr. von Bassermann-Jordan, Reichsrat von Buhl und von Winning zur Unternehmensgruppe von Achim Niederberger, die nun von seiner Frau Jana Niederberger geführt wird. Das Weingut Josef Biffar wurde 2013 von der Eigentümerfamilie Biffar an die Önologin Fumiko Tokuoka verkauft, die das Weingut weiterführt. Das Weingut Georg Siben Erben ist noch im Besitz der Gründerfamilie Siben. Neben den genannten und weiteren, kleineren Weingütern ist in Deidesheim der Winzerverein Deidesheim ansässig, eine Winzergenossenschaft, zu der sich zahlreiche Kleinwinzer zusammengeschlossen haben.
Als Gemeinde, die auf den Tourismus ausgerichtet ist, hat Deidesheim ein ausgeprägtes Gastronomie- und Beherbergungsgewerbe. Dazu zählt das Hotel Deidesheimer Hof, das 2001 als zweites Fünf-Sterne-Hotel in Rheinland-Pfalz seit Einführung der Hotelklassifikation 1996 ausgezeichnet wurde. Zum Haus gehört das Restaurant Schwarzer Hahn, das 2025 im Guide Michelin einen Stern erhielt; Küchenchefs sind Stefan Neugebauer und Felix Jarzina. Der Deidesheimer Hof wurde bekannt durch die Besuche von Bundeskanzler Helmut Kohl, der hochrangige Staatsgäste dort bewirten ließ. Daneben gibt es den Ketschauer Hof mit einem Hotel und dem Restaurant L. A. Jordan, dessen Koch Daniel Schimkowitsch dem Restaurant 2025 im Guide Michelin zwei Sterne erkocht hat.
In Deidesheim ist Jens Ritter Instruments ansässig, ein Hersteller von handgefertigten E-Bässen und E-Gitarren. Etwa 70 bis 75 solcher Instrumente werden jedes Jahr gefertigt, von denen die meisten in andere Länder exportiert werden. Zu den Musikern, die ein solches Instrument spielen, zählen Doug Wimbish, Phil Lesh und George Benson. 1889 wurde in Deidesheim eine Sparkasse gegründet, die über mehrere Fusionen in der Sparkasse Rhein-Haardt aufging. Zudem besitzt die VR Bank Mittelhaardt vor Ort eine Filiale.
Nicht mehr in Deidesheim ansässig ist die Firma RHM Klinik- und Altenheimbetriebe B.V. & Co. KG, ein 1978 gegründeter Betreiber von Kliniken und Pflegeheimen, der bis 2015 seinen Sitz in Deidesheim hatte. Nach der Zusammenlegung mit den Median Kliniken befindet sich der Firmensitz des neuen Unternehmens nun in Berlin, das Büro der Deidesheimer Zweigstelle wurde nach Neustadt an der Weinstraße verlegt.

## Persönlichkeiten
Zu Ehrenbürgern Deidesheims wurden der Weinbau-Historiker Friedrich von Bassermann-Jordan, die Winzerin Frida Piper-von Buhl, der Speyerer Bischof Joseph Wendel, der katholische Stadtpfarrer Heinrich Hartz, sowie die Politiker Hanns Haberer, Helmut Kohl und Manfred Dörr – er war Bürgermeister der Stadt, ernannt.
Unter den in Deidesheim geborenen Personen waren zahlreiche Geistliche wie Richard von Deidesheim, der als ein Vorreiter bei der Einführung des gotischen Baustils in Deutschland gilt, Dietrich von Deidesheim, Johann Fart, Peter Scheibenhart und Franz Seraph Schaub; Franz Tafel wirkte auch als Politiker. Aus dem Ort stammen zahlreiche Winzer, darunter Andreas Jordan, Ludwig Andreas Jordan, Andreas Deinhard, Johann Julius Siben, Josef Siben, Franz Eberhard Buhl und Eugen Buhl, die allesamt auch Politiker waren; Ludwig Bassermann-Jordan war zehn Jahre lang Bürgermeister der Stadt.

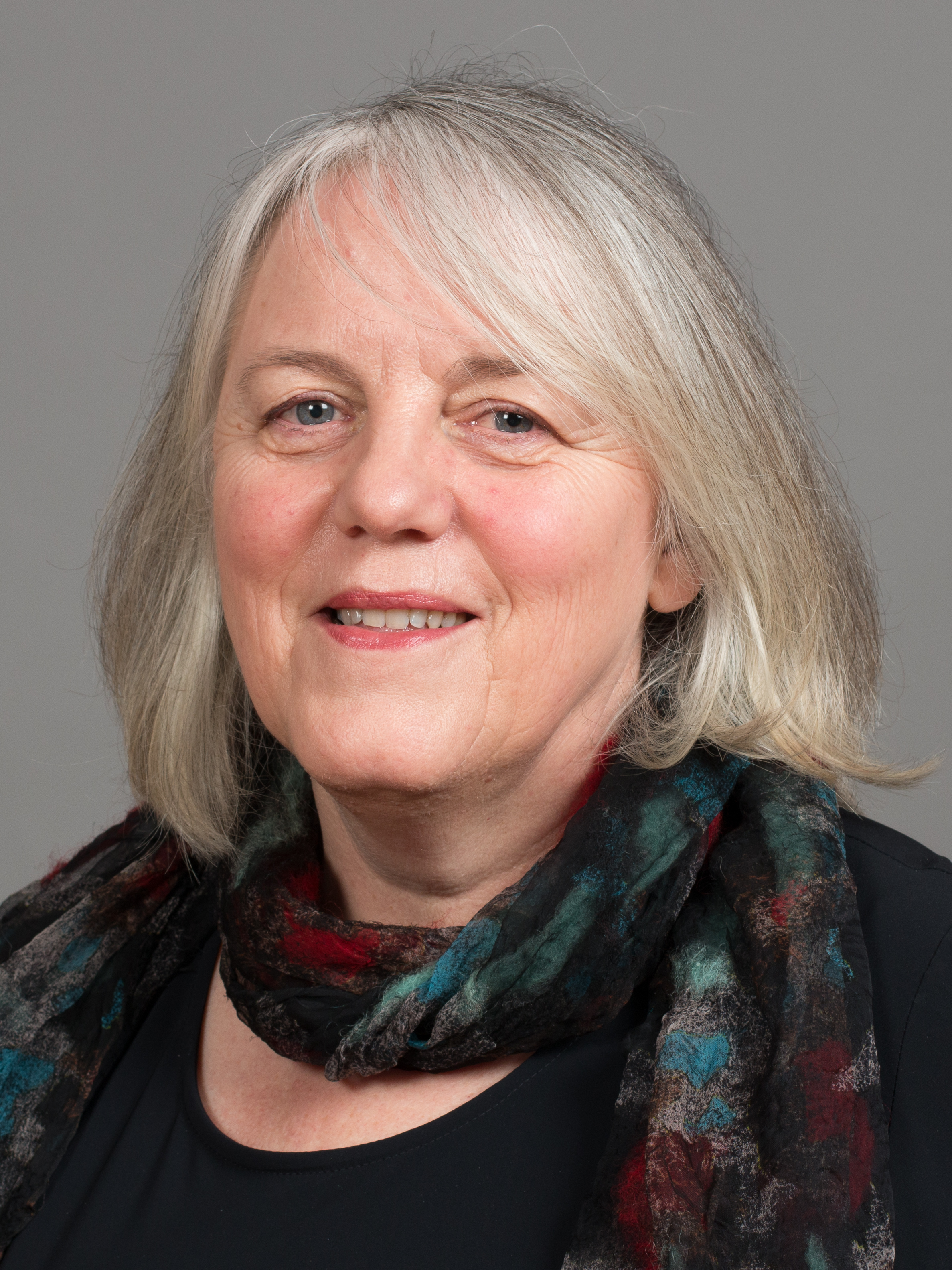
Ruth Ratter

Zu den Personen, die nicht in der Stadt geboren wurden, aber durch ihr Wirken eng mit Deidesheim verbunden sind, gehören ebenfalls Winzer, wie Franz Peter Buhl, Franz Armand Buhl und Emil Bassermann-Jordan; die beiden Erstgenannten waren auch Politiker. Die Freifrau Anna von Szent-Ivanyi dotierte eine bedeutende Stiftung zugunsten des hiesigen Spitals, in dem Botaniker Carl Heinrich Schultz als Arzt tätig war. Arnold Siben war ebenso wie Stefan Gillich Bürgermeister der Stadt. Zu den bekannten Personen der Gegenwart zählen die Kommunal- und Landespolitikerin Ruth Ratter und die Keramikerin Lotte Reimers, die zusammen mit dem Keramiker Jakob Wilhelm Hinder das Museum für moderne Keramik in Deidesheim führte. Der Gitarrenbauer Jens Ritter hat seine Manufaktur in der Stadt und der Regionalhistoriker Berthold Schnabel ist der Verfasser zahlreicher Schriften über Deidesheim und die nähere Umgebung.

## Film
- Der Weinadel von Deidesheim. Dokumentarfilm, Deutschland, 2015, 44:37 Min., Buch und Regie: Harold Woetzel, Produktion: SWR, Reihe: Pfalzgeschichten, Erstsendung: 14. April 2015 in SWR Fernsehen, Inhaltsangabe mit online-Video von SWR.
- Wein in neuen Schläuchen – Frische Ideen aus Deidesheim. Dokumentarfilm, Deutschland, 2021, 29:39 Min., Autoren: Paul Weber, Kai Hofmann, Produktion: SWR, Reihe: Fahr mal hin, Erstsendung: 12. März 2021 in SWR Fernsehen, Inhaltsangabe mit online-Video von SWR.